# 9区 (パリ)

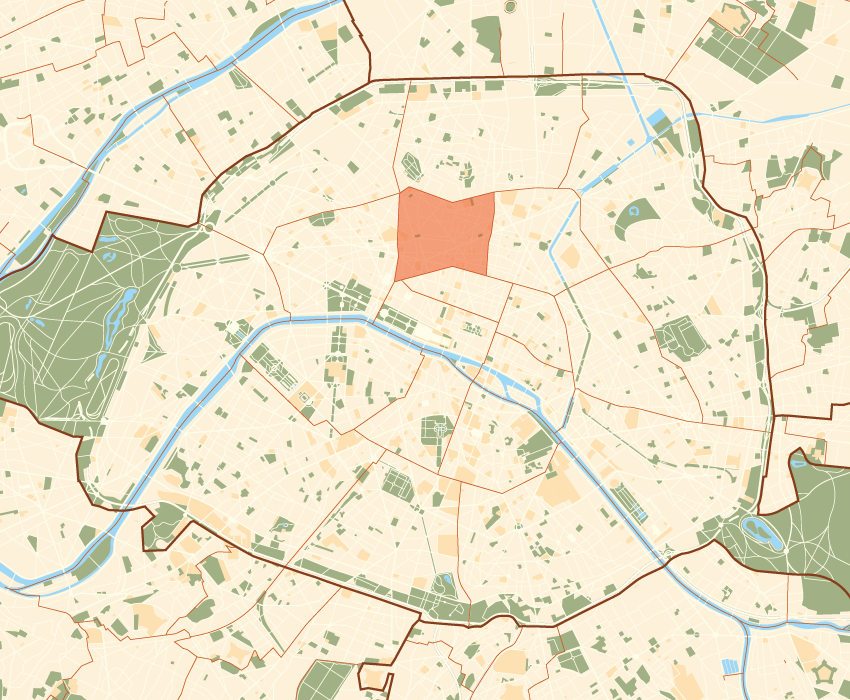
パリ・9区の位置

パリの9区 （9く、仏: 9e arrondissement de Paris）は、フランスの首都・パリ市を構成する20の行政区のひとつである 。第9区、パリ9区ともいう。市の中央のやや北寄りに位置しており、2区の北側に隣接している。

## 概要
パリの9区は、市の中央のやや北寄りにある行政区。「オペラ区 (Arrondissement de l'Opéra)」と呼ばれることもある。市北部にあるモンマルトルの丘とセーヌ川の間の区域である。人口は、55,838人 (1999年。人口の推移等詳細については後述）。
区の名称は、市の中央部から時計回りに螺旋を描くようにして各区に付けられた番号を基にしており、当区はその9番目にあたることから、「9区」と名づけられた。オペラ・ガルニエの他、ギャルリー・ラファイエットやプランタン各百貨店の本店等がある。
元々、マレ地区から移動してきた貴族の館が並ぶセーヌ川左岸・7区周辺の"貴族街"に対して、4区や（セーヌ川左岸の）5区・6区等と同様、2区から9区にかけて新興ブルジョワジーが居住した一帯にあたる。

## 地理

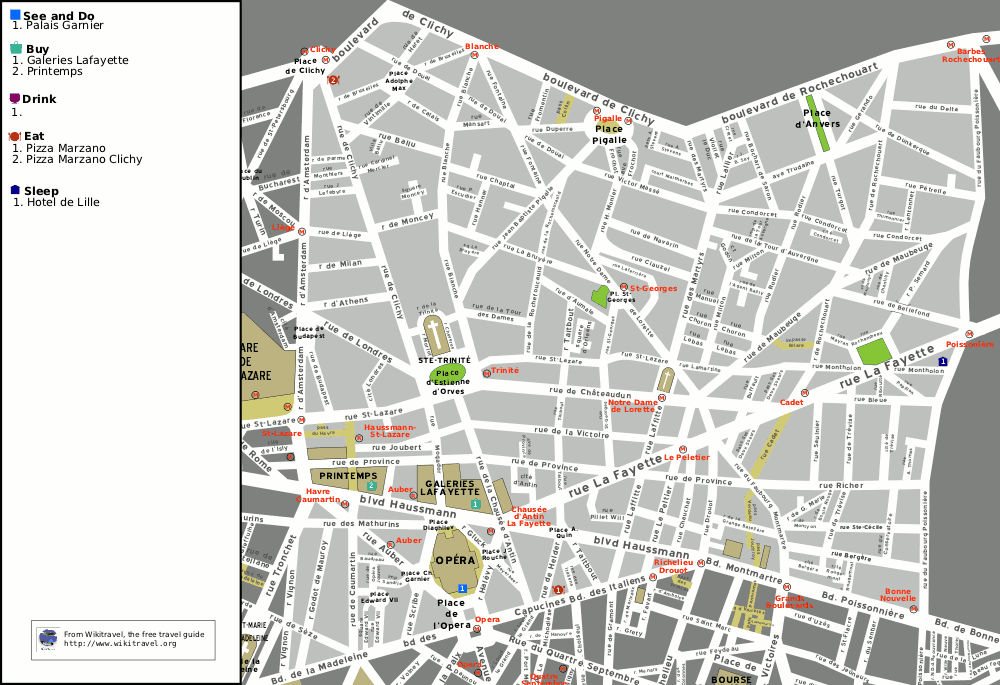
パリ・9区の詳細地図

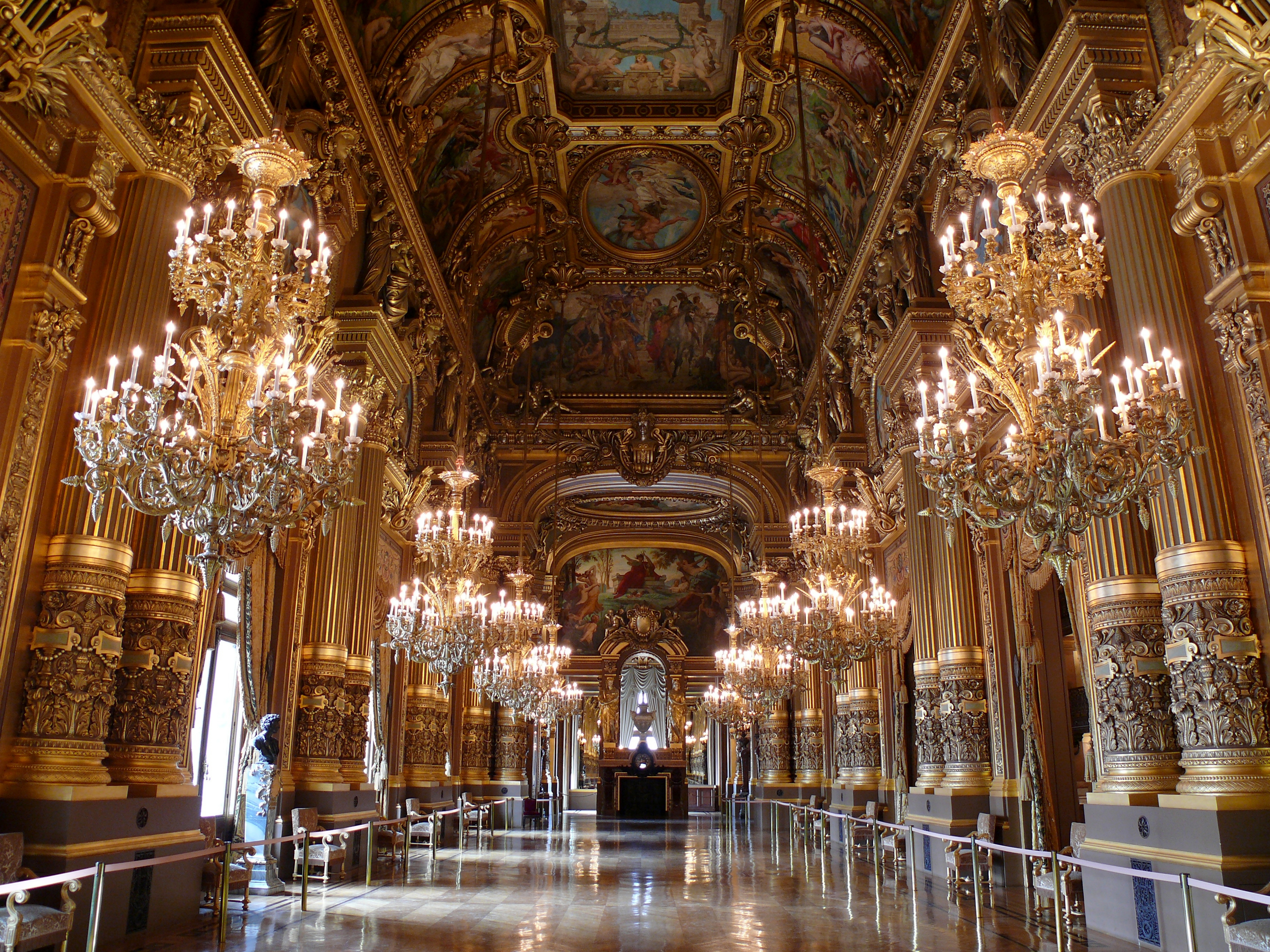
大休憩室、ガルニエ宮（オペラ座）

9区は、パリ中央部のやや北寄り、1区の真北にある。セーヌ川の北の地域であり、"芸術の街" モンマルトルの丘の真南に位置している。面積は、2.18 平方キロメートル。
北は、同じパリの行政区である18区に接しており、北西の角はクリシー広場となっている。南は2区に接しているが、南西の一部は1区に接している。東は10区に、西は8区に接している。

### 隣接する自治体（行政区）
- パリの行政区のうち、以下の区。
  - 1区、2区、8区、10区、18区。

### 地区（カルチェ）

パリ・9区のカルチエ詳細図

パリの行政区は、それぞれ4つの地区（カルチェ）に区分されている。9区を構成する4地区のコードと名称は、次のとおりである。
- 33 - サン＝ジョルジュ地区 (Quartier Saint-Georges)
- 34 - ショセ＝ダンタン地区 (Quartier de la Chaussée-d'Antin)
- 35 - フォブール＝モンマルトル地区 (Quartier du Faubourg-Montmartre)
- 36 - ロシュシュアール地区 (Quartier de Rochechouart)

## 住民

### 人口
9区の人口は、1901年に124,011人となり、ピークに達した。しかし、その後は減少を続け、1999年には半分以下の55,838人となった。2005年の推計では58,500人と見積もられており、人口の回復が見込まれている。
人口の減少とともに人口密度も減り続けており、1999年の人口密度は、ピーク時の半分以下の25,626人となっている。人口の推移の詳細は、次のとおりである。
| 年     | 区人口  | 市人口    | 区人口／市人口 | 区人口密度 | 市人口密度 | 備考                   |
| ------ | ------- | --------- | -------------- | ---------- | ---------- | ---------------------- |
| 1872年 | 103,767 | 1,851,792 | 5.60%          | 47,621     | 21,303     |                        |
| 1901年 | 124,011 | 2,714,068 | 4.57%          | 56,912     | 31,222     | 人口がピークに達する。 |
| 1954年 | 102,287 | 2,850,189 | 3.59%          | 46,942     | 32,788     |                        |
| 1962年 | 94,094  | 2,790,091 | 3.37%          | 43,182     | 32,097     |                        |
| 1968年 | 84,969  | 2,590,771 | 3.28%          | 38,994     | 29,804     |                        |
| 1975年 | 70,270  | 2,299,830 | 3.06%          | 32,249     | 26,457     |                        |
| 1982年 | 64,134  | 2,176,243 | 2.95%          | 29,433     | 25,035     |                        |
| 1990年 | 58,019  | 2,152,423 | 2.70%          | 26,626     | 24,761     |                        |
| 1999年 | 55,838  | 2,125,246 | 2.63%          | 25,626     | 24,449     |                        |
| 2005年 | 58,500  | 2,166,200 | 2.70%          | 26,847     | 24,920     | 人口は推計。           |

- 注意
  - 人口密度は、1平方キロメートルあたりの人口。区人口密度は、9区の面積を2.179平方キロメートルとして算出した。また、市人口密度は、森林部（ヴァンセンヌの森、ブローニュの森）を除くパリ市全体の面積（86.927平方キロメートル）をもとに算出した。
  - 1962年から1999年までの区人口及び市人口は、フランス国立統計経済研究所のデータ （Île-de-France ）を参考とした。

## 政治・行政・司法

### 主な官公庁・公共機関
- 第9区役所 （Mairie du 9e arrondissement） - 2区との境界付近にある。

## 経済

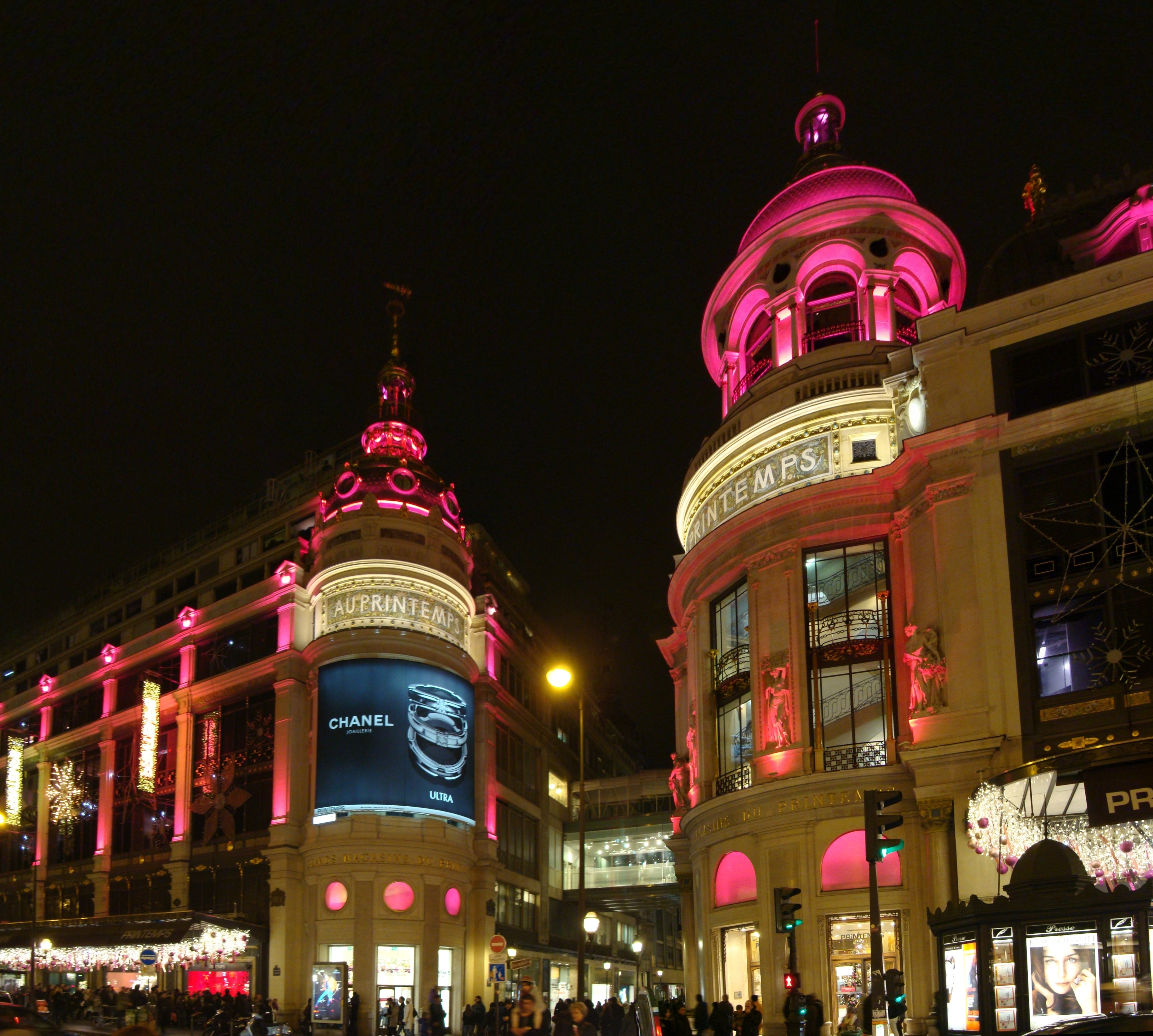
ノエル時のプランタン, オスマン大通り
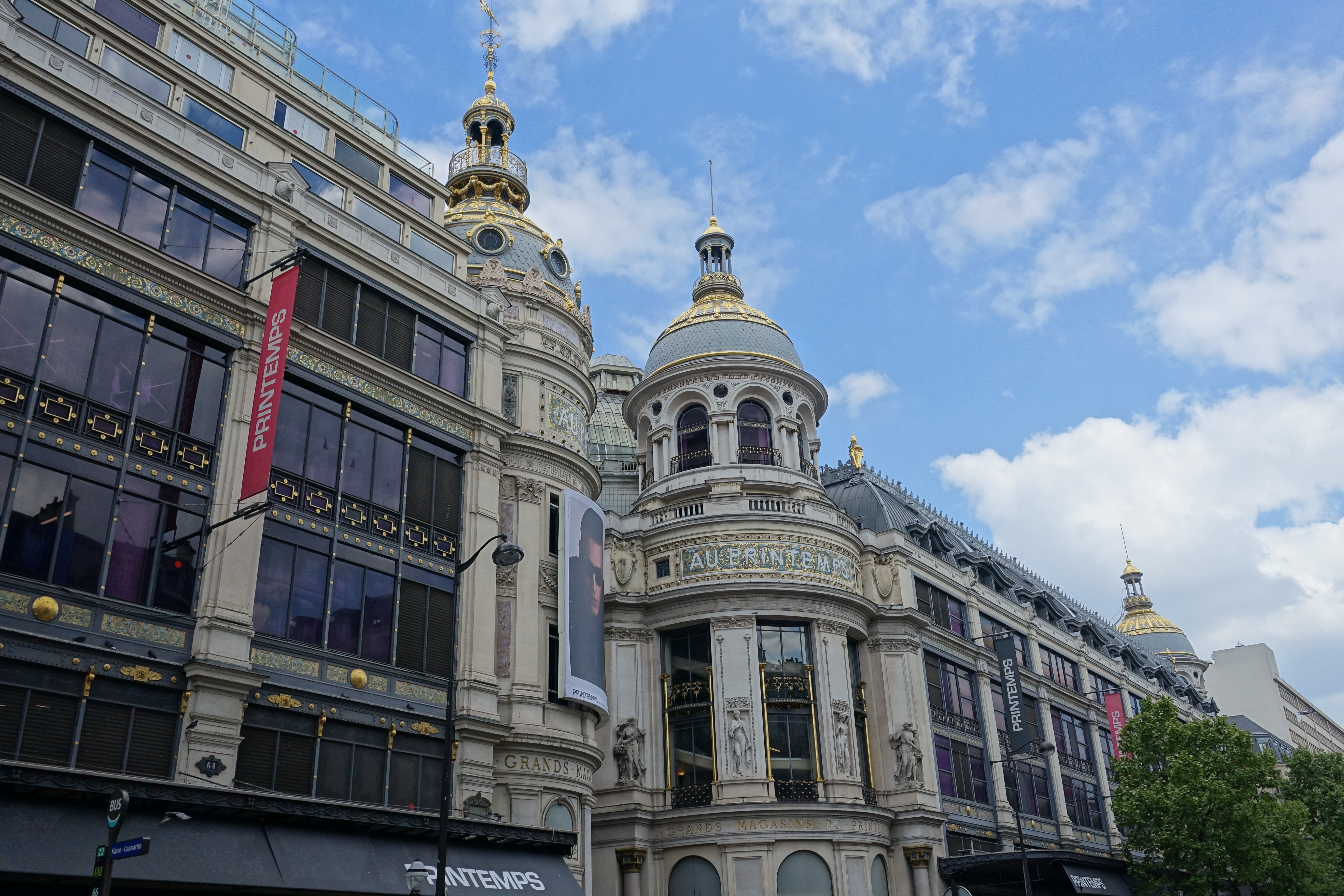
プランタン
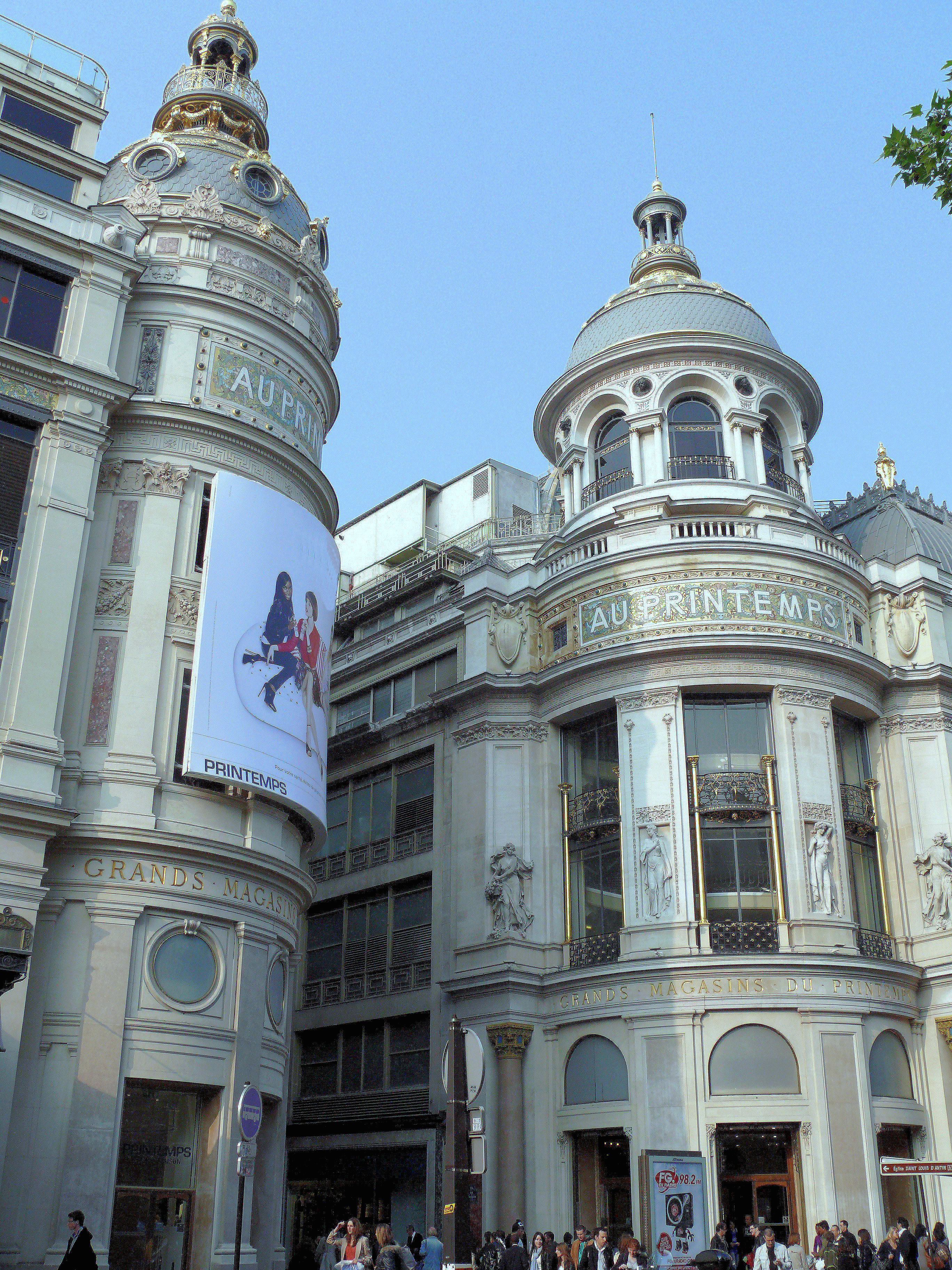
プランタン
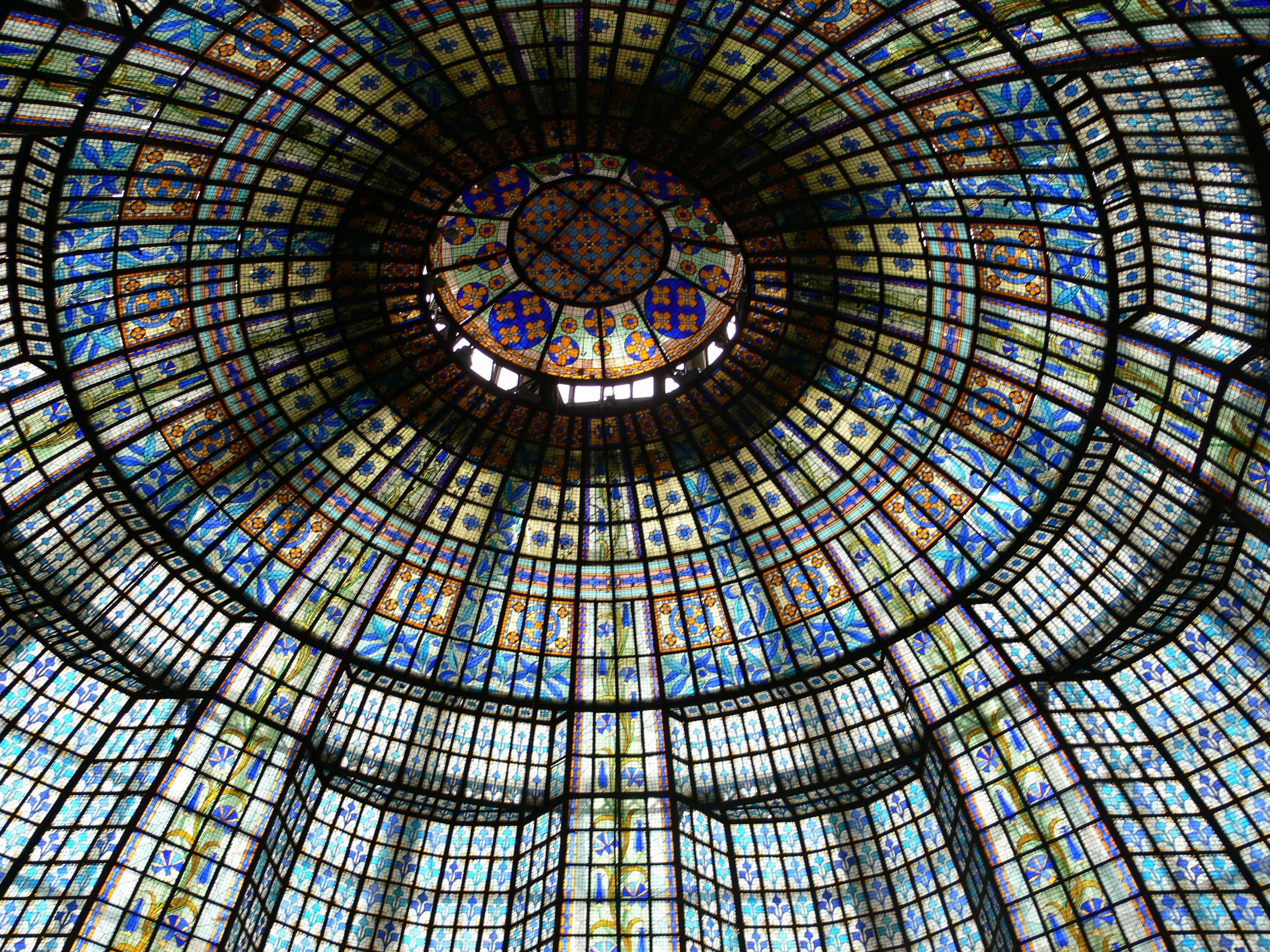
プランタンのステンドグラス, ガラスのドーム
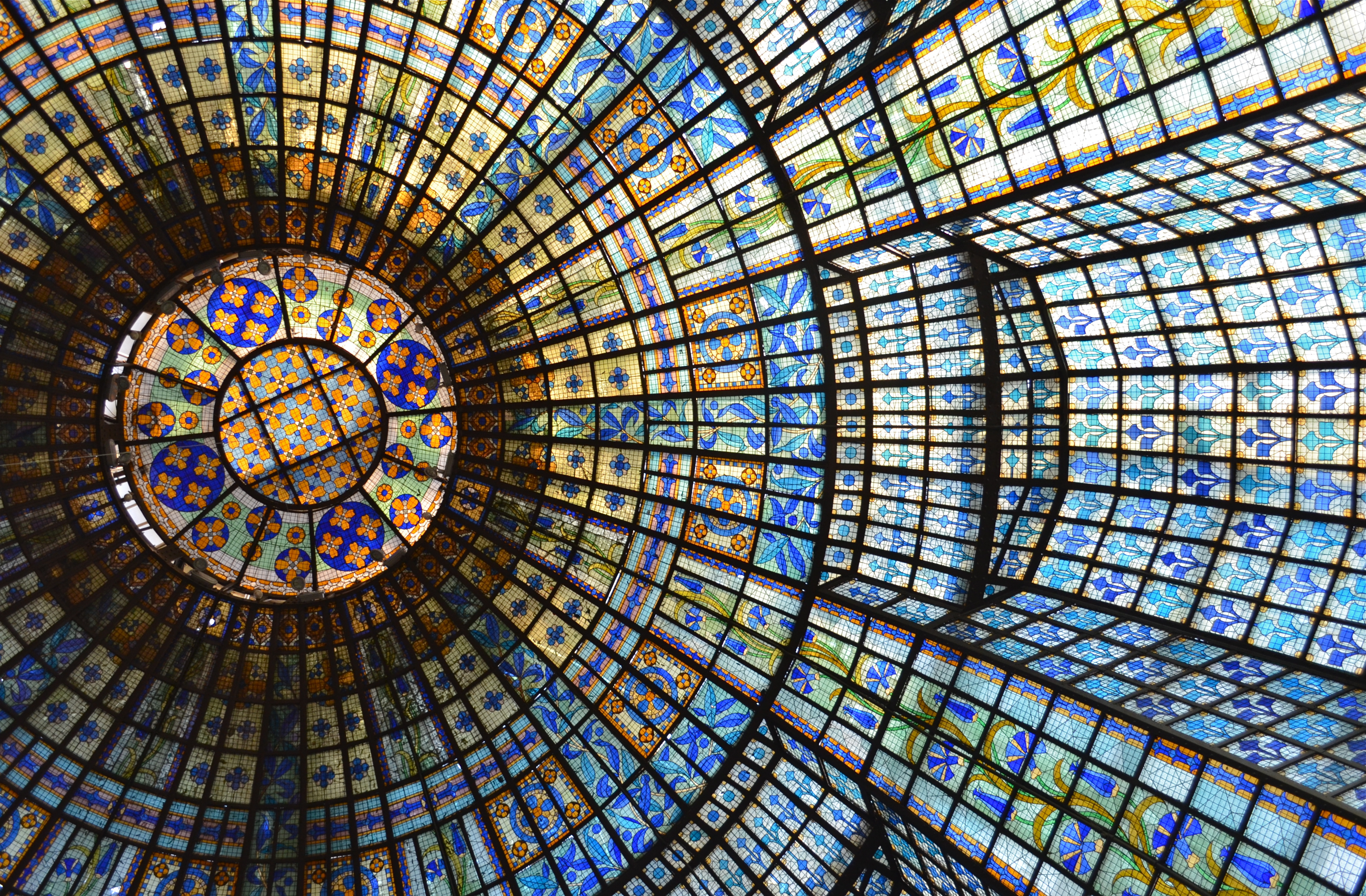
プランタンのガラスのドーム
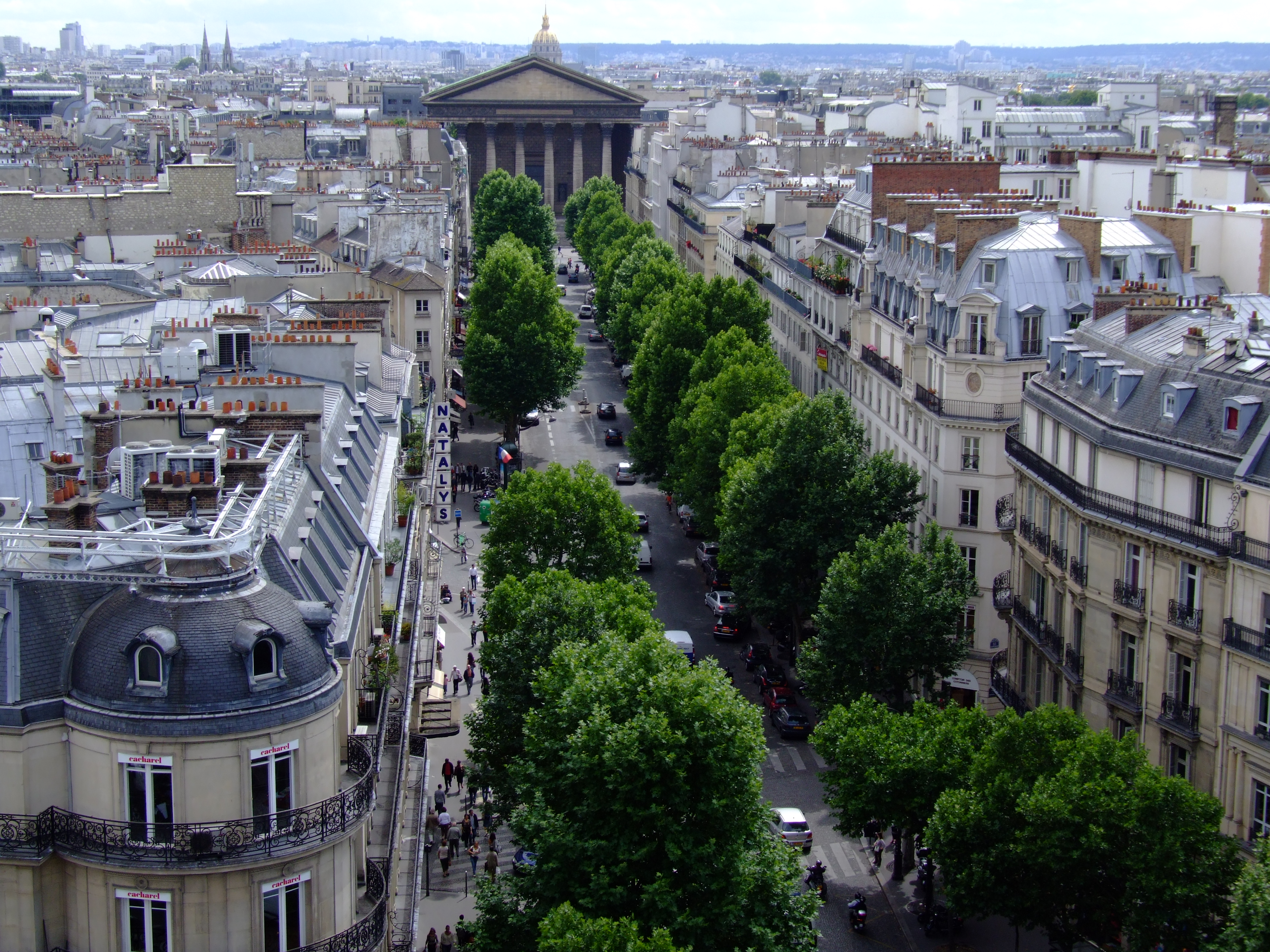
プランタンから見るトロンシェ通りとマドレーヌ寺院
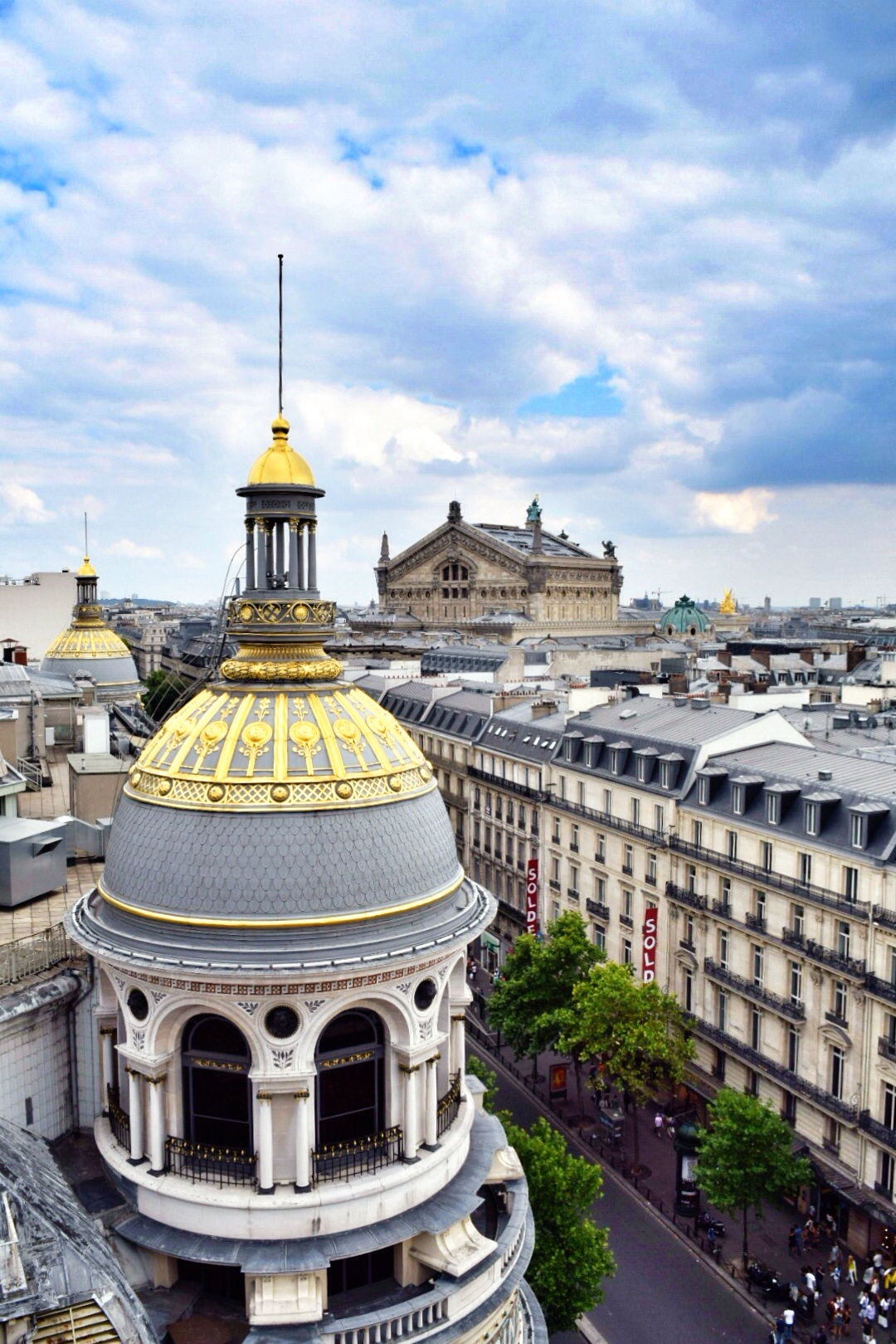
プランタンのドーム (クーポール)とガルニエ宮。クーポール向かい建物にはファストファッションのC&A (ファッションブランド)（英語版）が入り, オーガニックコスメのイヴ・ロシェ(ール), ギャルリー・ラファイエットの食品館 (Lafayette Maison & Gourmet) がオスマン大通り沿い先のガルニエ宮北側ディアギルヴ広場まで続く
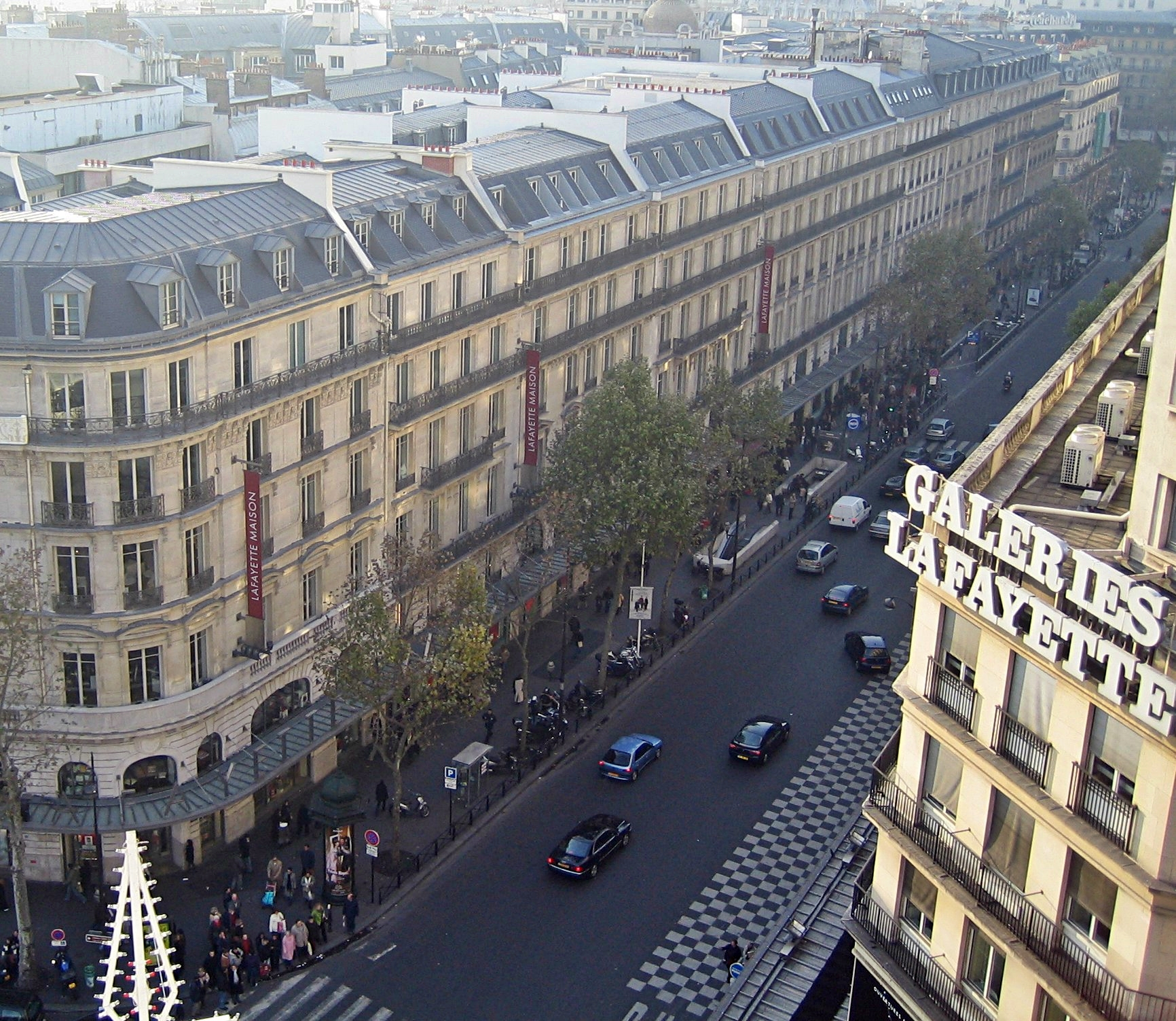
ディアギルヴ広場のギャルリー・ラファイエットから見るオスマン大通り (Le boulevard Haussmann vu depuis la terrasse des Galeries Lafayette.)。左建物はギャルリー・ラファイエットの食品館 (Lafayette Maison & Gourmet) で、オスマン大通り先にはC&Aやプランタンが連なる。
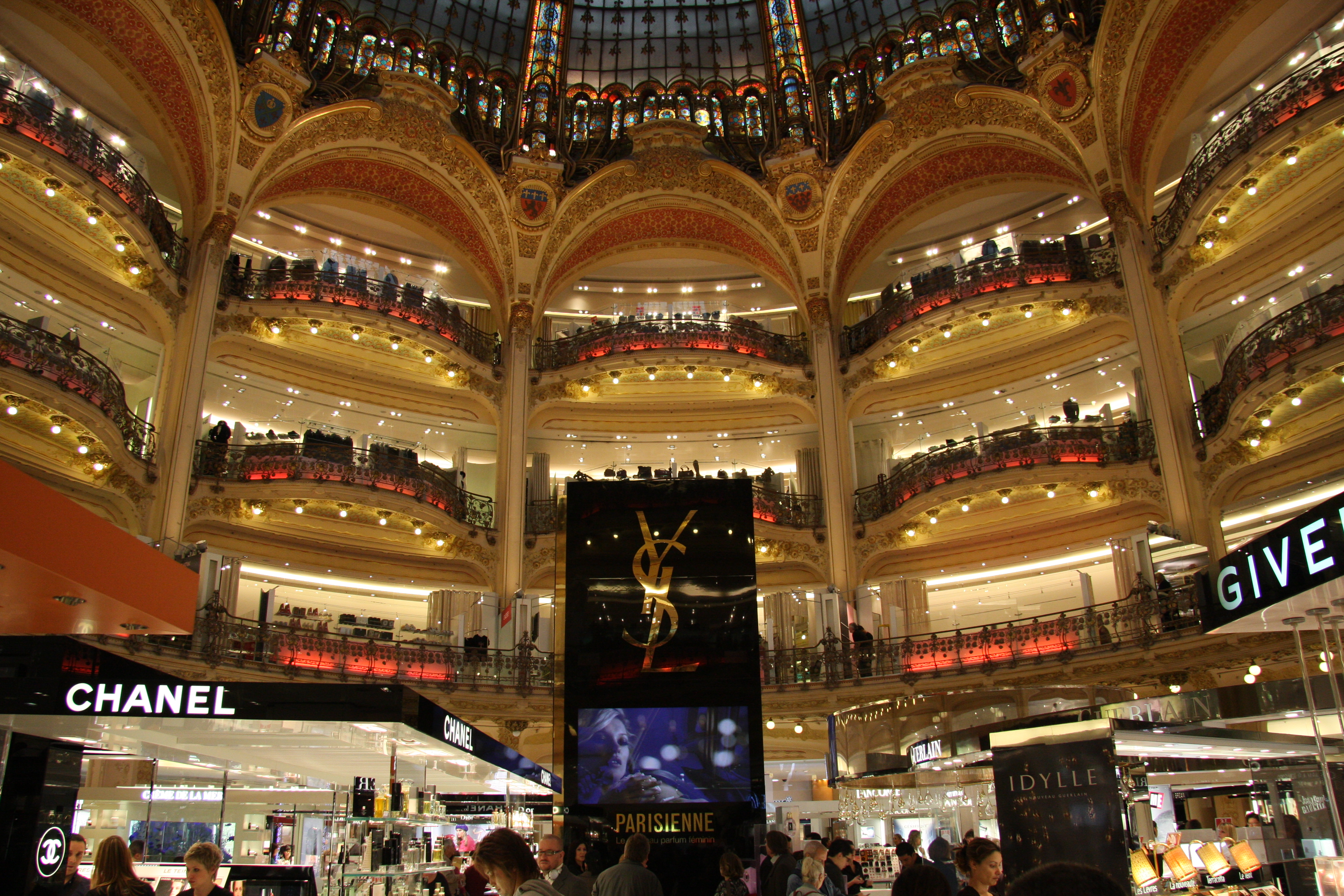
ギャルリー・ラファイエット
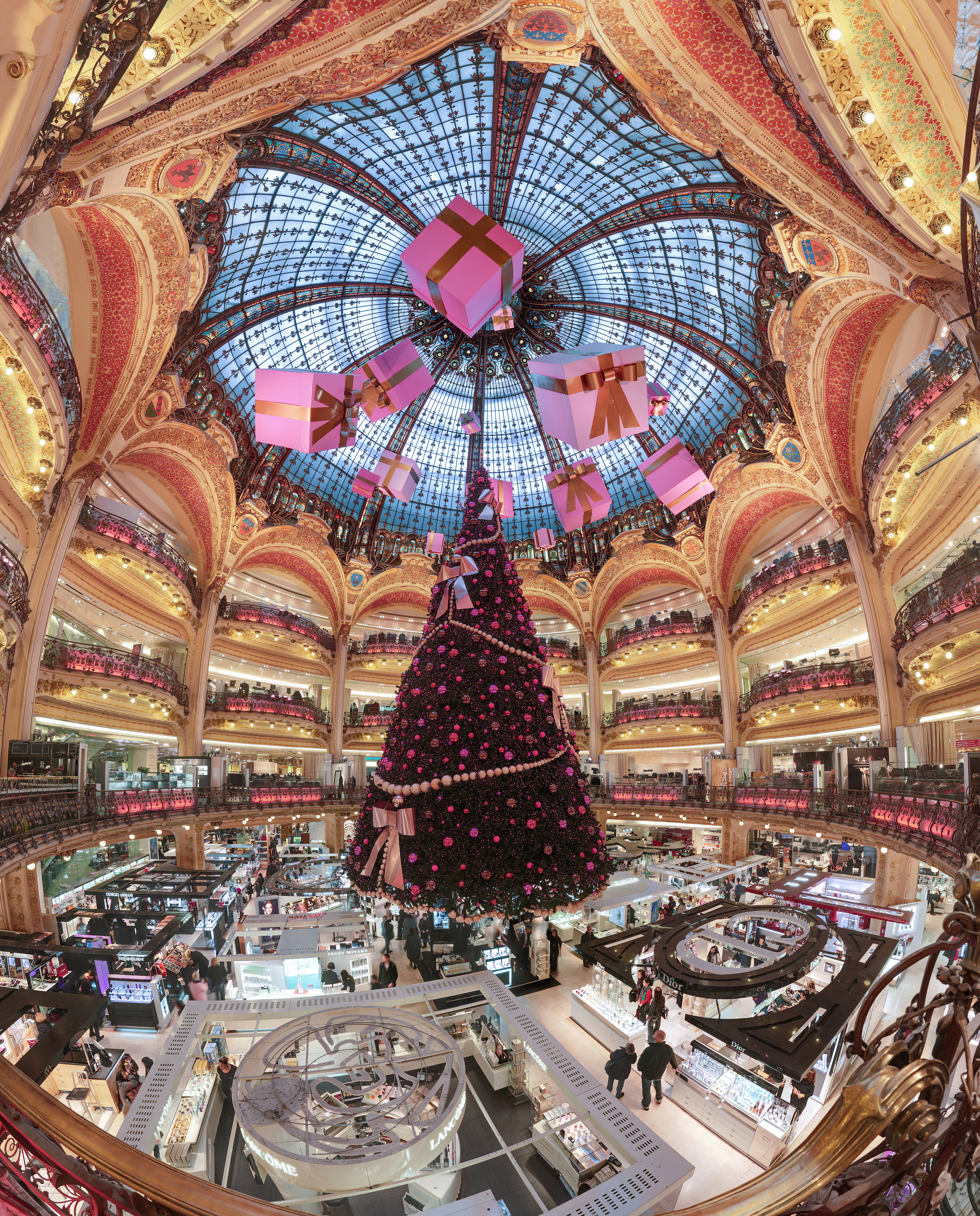
ギャルリー・ラファイエット
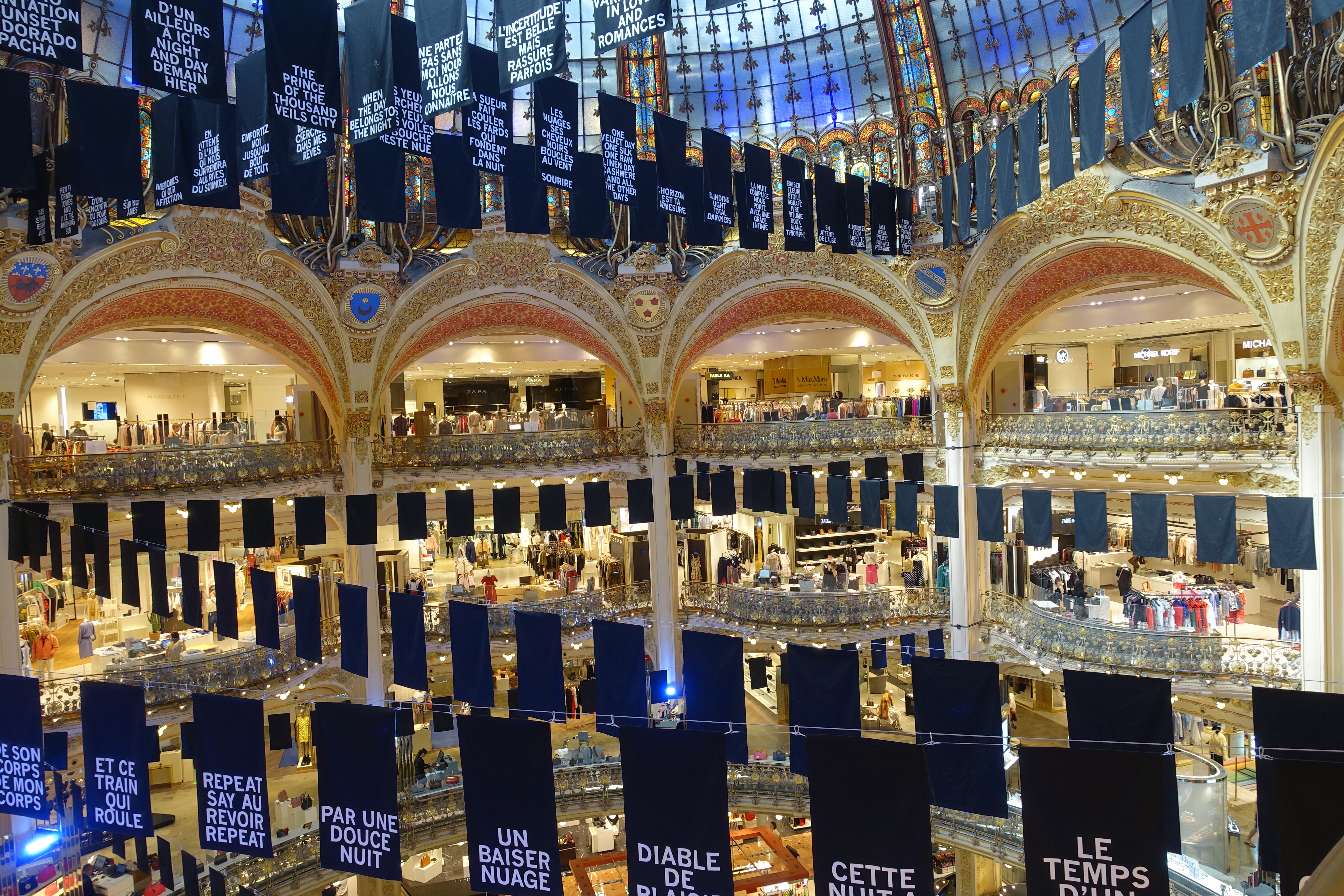
ギャルリー・ラファイエット
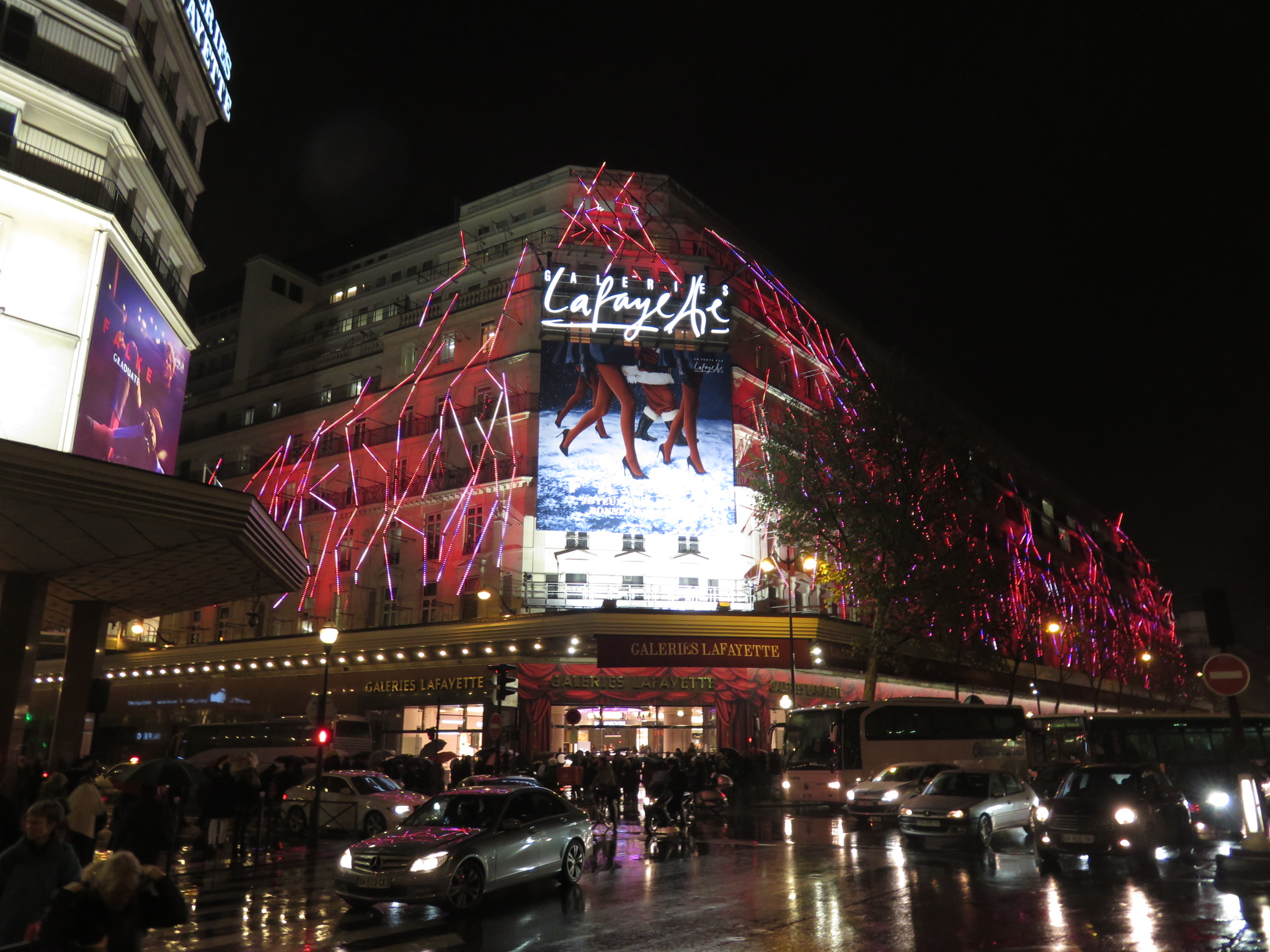
2014年ノエル時のギャルリー・ラファイエット (Galeries Lafayette Haussmann Noel 2014)

### 主な店舗・商業施設
- ギャルリー・ラファイエット本店（Galeries Lafayette, Galeries Lafayette Haussmann）
  - ガルニエ宮北側からオスマン大通り界隈にかけて複数の大型店舗で営業している。また、かつてパリ松坂屋 (Matsuzakaya Paris)がラファイエット内に置かれていたが、2005年閉店
- プランタン百貨店本店（Magasins du Printemps）
  - プランタン＝パリ・ナシオン店が、パリの東の玄関口・ナシオン広場近くにある。12区と20区との境界線上20区側、クール・ド・ヴァンセンヌ通り (Cours de Vincennes) 21-25番地界隈にある。また、かつてパリ高島屋 (Takashimaya Paris)がプランタン内に置かれていたが、2011年閉店。
- ランセル本店（LANCEL）
  - バッグや財布、革製品、衣料等のブランド。1929年以来、ガルニエ宮前オペラ広場 (Place de l'Opéra) 6番地に旗艦店ないし本店がある。
- ユニクロ（UNIQLO）
  - 9区ガルニエ宮北側ディアギルヴ広場界隈スクリブ通り (Rue Scribe) 17番地の他、4区マレ地区フラン・ブルジョワ通り、15区グルネル地区リノワ通り等にある。また、オペラ広場裏手西側界隈、カピュシーヌ大通りを挟んだオテル・ル・グラン建物向かいの場所2区側には、2010年までパリ三越があった。

### 主な商店街
- パサージュ・ジュフロワ （Passage Jouffroy） - 第9区役所の東側界隈にあるパサージュ。
- パサージュ・ヴェルドー （Passage Verdeau）

### 主な企業
- BNPパリバ本社 - イタリアン大通り16番地界隈に所在する。
- ソシエテ・ジェネラル本社 - オスマン大通り29番地 (29 Boulevard Haussmann) 界隈に所在する。
- ダノン本社 - オスマン大通り17番地 (17 Boulevard Haussmann) 界隈に所在する。
- ル・フィガロ本社 - 保守系の日刊紙。オスマン大通り14番地 (14 Boulevard Haussmann) 界隈に所在する。
- クレピエール本社（Klépierre S.A.）- 不動産投信 (REIT)・不動産管理企業。カピュシーヌ大通り26番地 (26 Boulevard des Capucines) にある。

## 教育

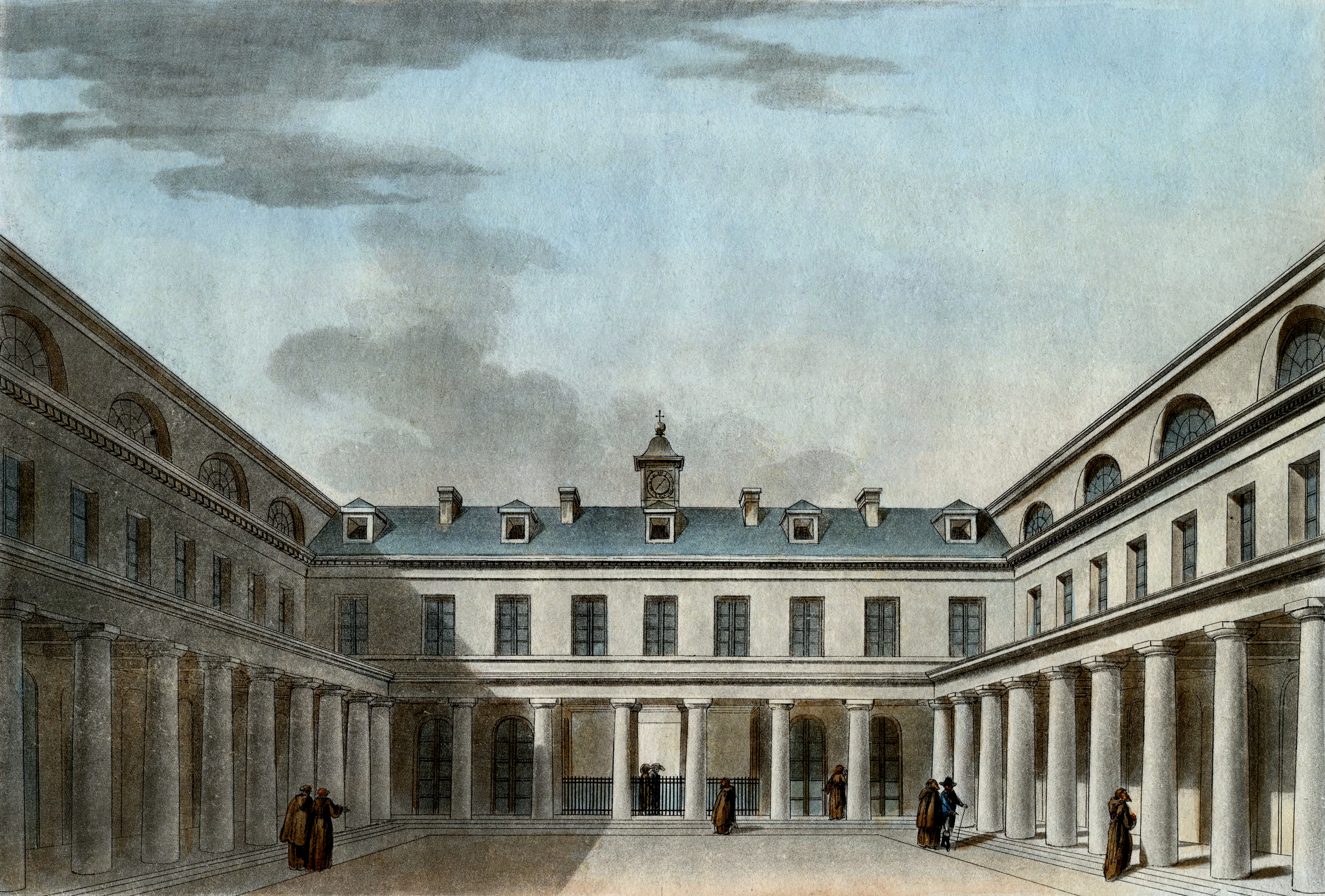
リセ・コンドルセの中庭 (La cour du lycée Condorcet.)
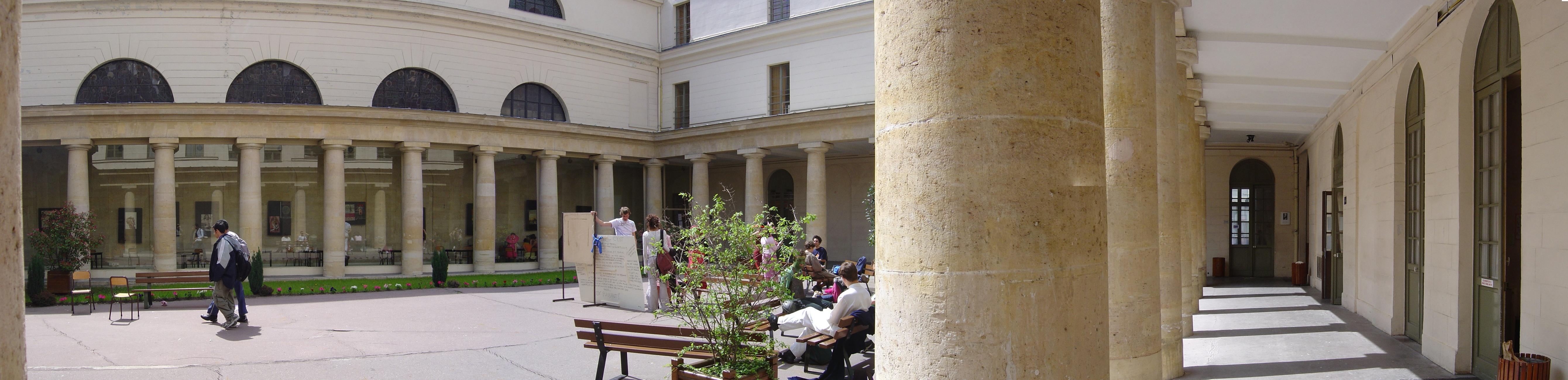
旧サン＝ルイ＝ダンタン修道院施設であったリセ・コンドルセ (Panorama de la cour intérieure du lycée Condorcet, ancienne cour du couvent de Saint-Louis-d’Antin.)
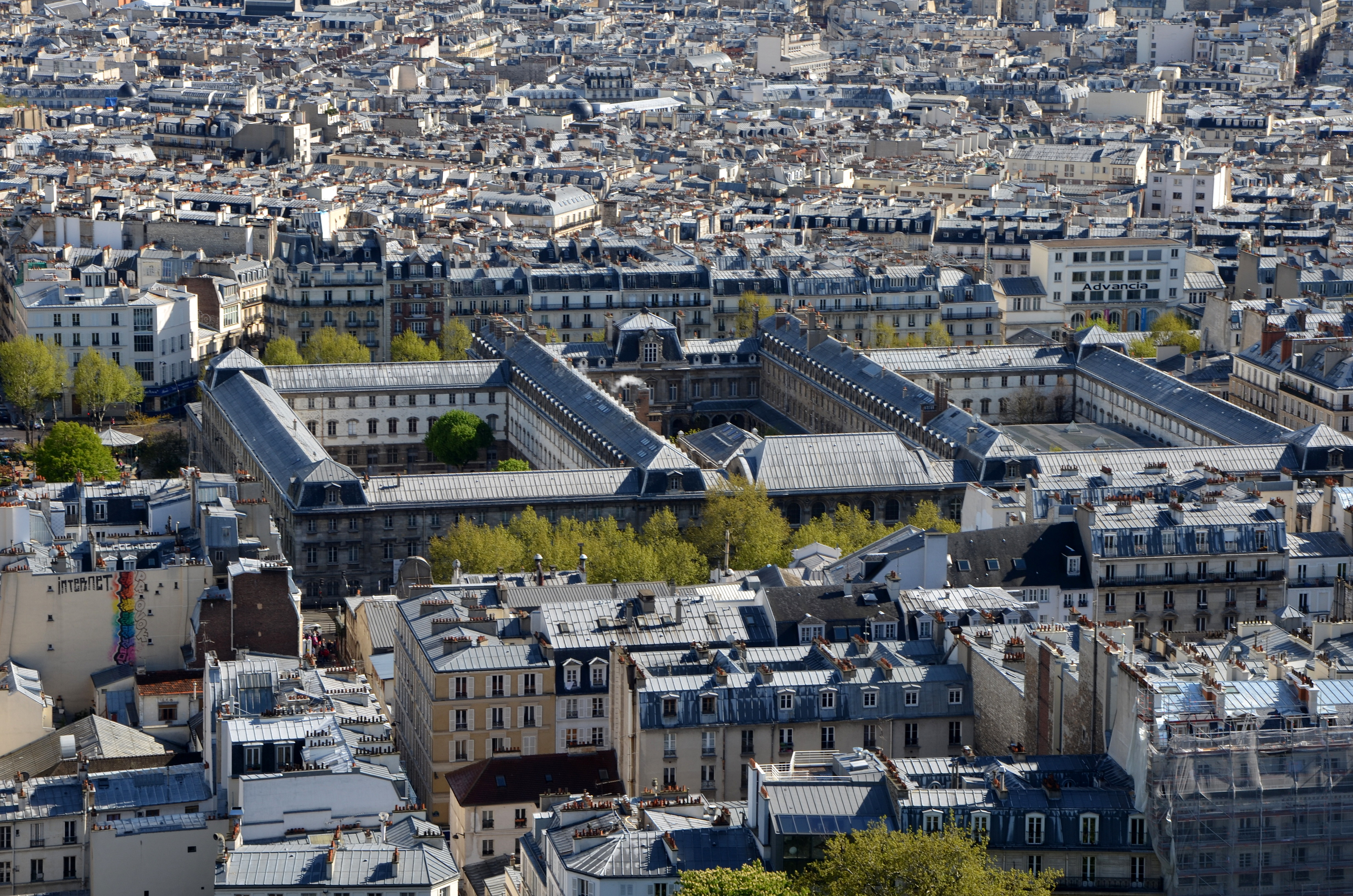
サクレ・クール寺院から見るリセ・ジャック＝ドゥクール (Les bâtiments du lycée Jacques-Decour vus depuis le dôme du Sacré-Cœur.)
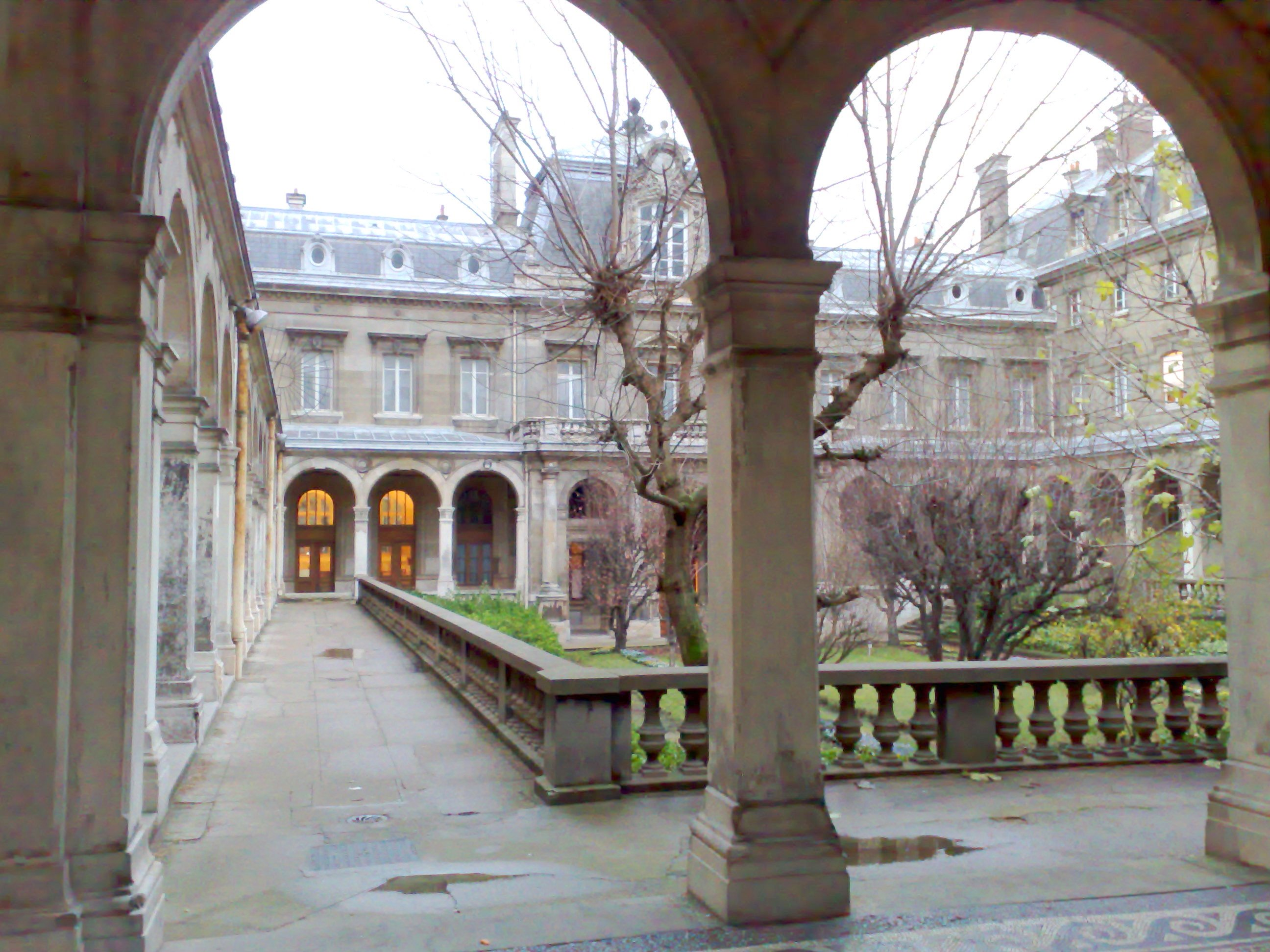
柱廊乃至アーケードから見るリセ・ジャック＝ドゥクール (Intérieur du lycée Jacques-Decour, sous les arcades.)

### 大学等
- フランス国立高等演劇学校 （コンセルヴァトワール・ナシオナル・シュペリウール・ダール・ドラマティーク、Conservatoire National Supérieur d'Art Dramatique） - 9区の南東部にある。

### 高等学校
- リセ・コンドルセ（Lycée Condorcet）
  - 8区サン＝ラザール駅とオスマン大通りとの間にある公立高校。1803年創立。ノーベル文学賞受賞者の哲学者アンリ・ベルクソン、ギー・ド・モーパッサン、マルセル・プルースト、アレクサンドル・デュマ・フィス、エドモン・ド・ゴンクール、ポール・ヴェルレーヌ、国民的喜劇王ルイ・ド・フュネス、セルジュ・ゲンズブール、元大統領ポール・デシャネル、銀行家ギー・ド・ロチルド･･などが卒業生。
- コレージュ＝リセ・ジャック＝ドゥクール（Collège-lycée Jacques-Decour）
  - 9区北側ロシュシュアール地区にある公立中学・高校。1460年創立のパリ大学の付属校コレージュ・サント＝バルブ (fr) が前身にあたる。

## 宿泊施設

宿泊・文化施設
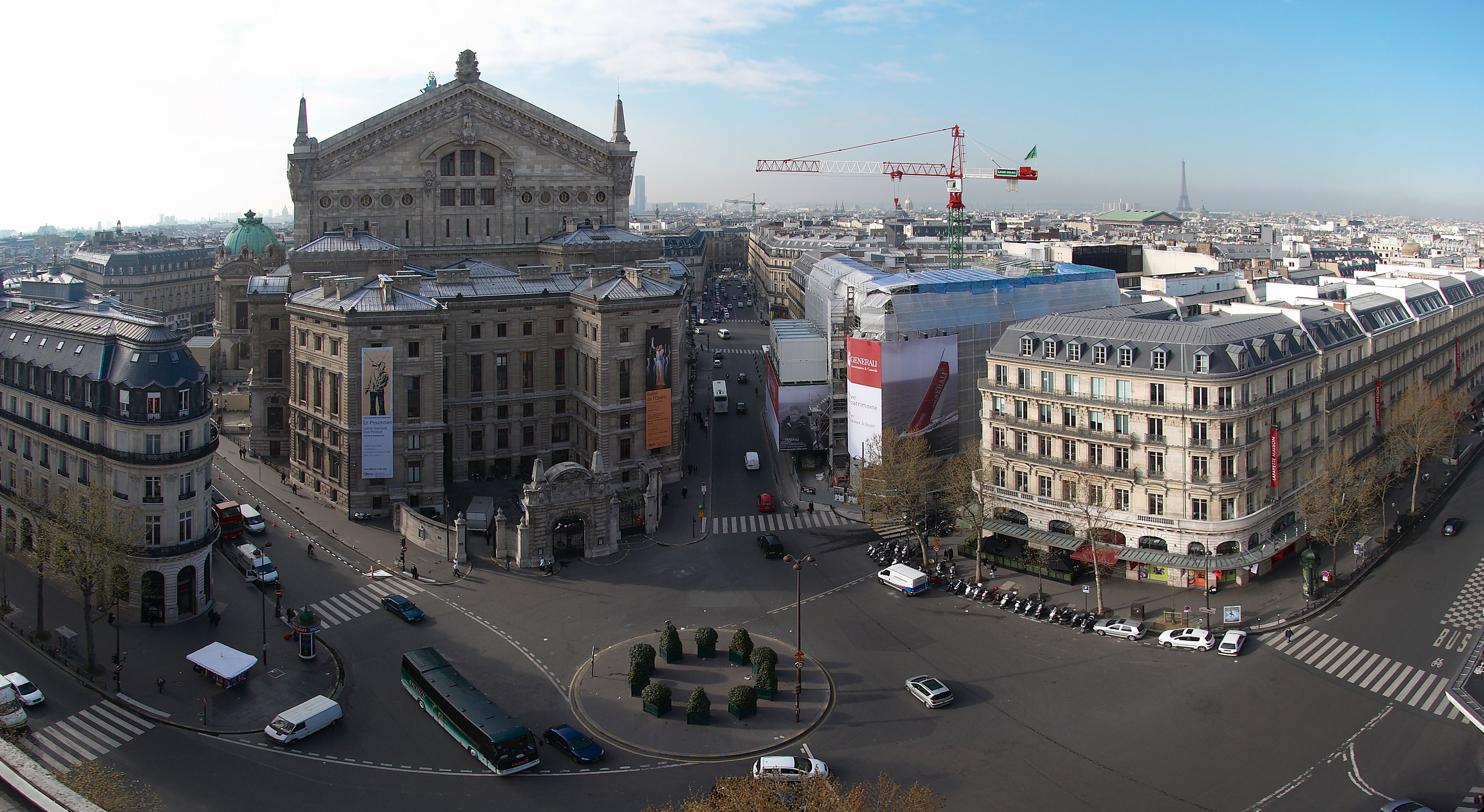
ガルニエ宮(オペラ座)と画像中央直線の通りはスクリブ通り (Rue Scribe)。同宮北側ディアギルヴ広場,ギャルリー・ラファイエットから望む, 2008年4月
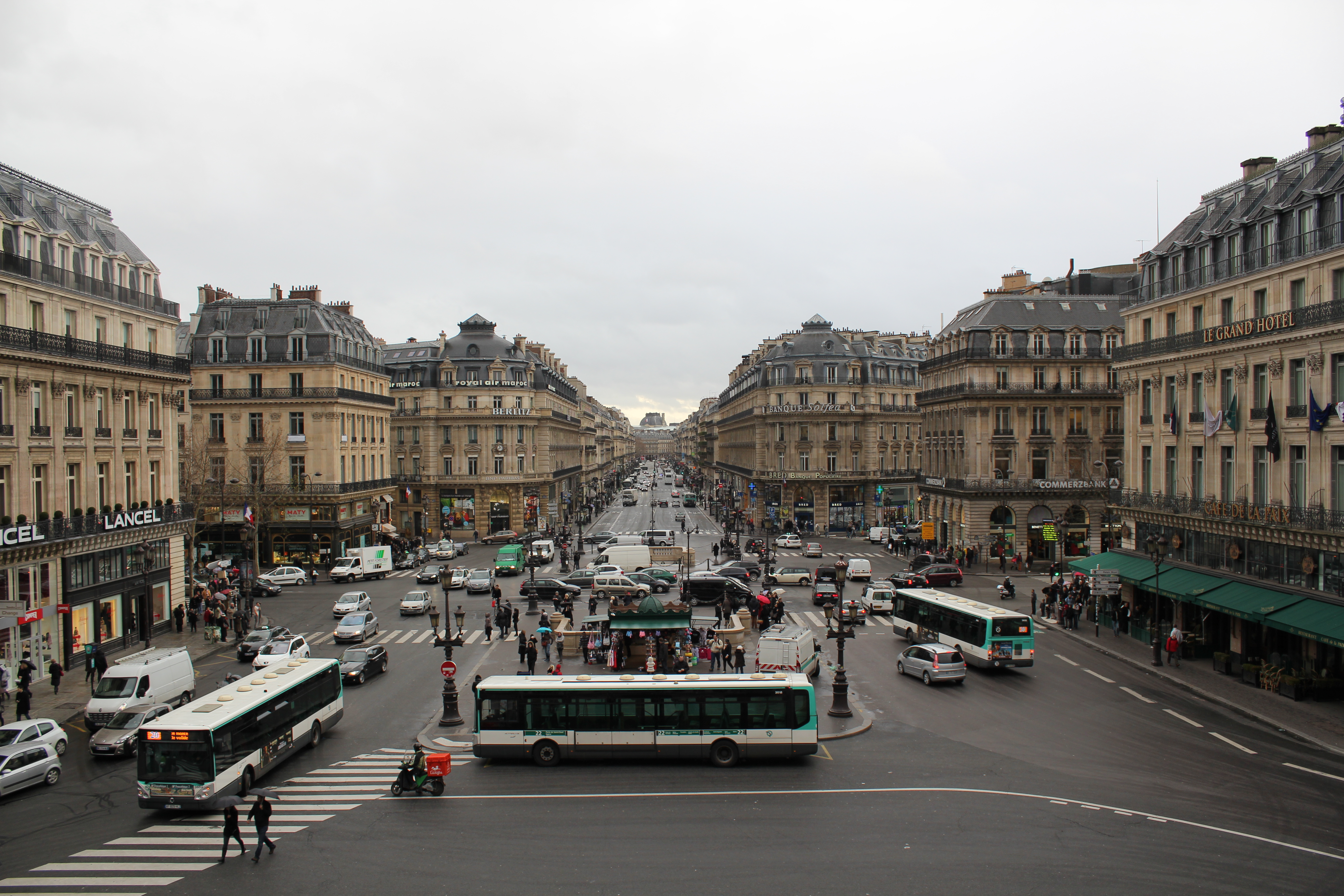
ガルニエ宮正面南側から見るオペラ広場。右にオテル・ル・グラン
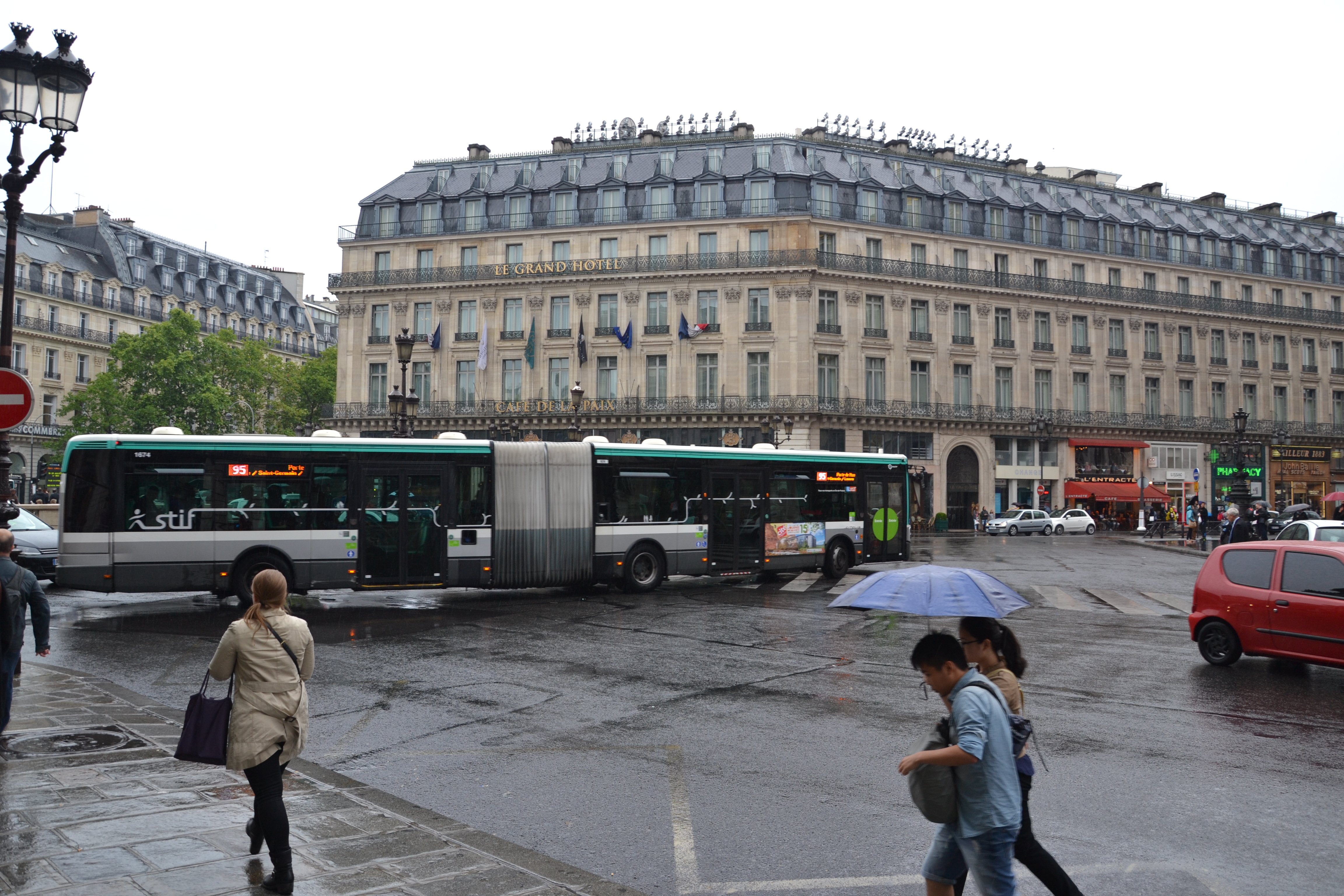
ル・グランとオペラ広場
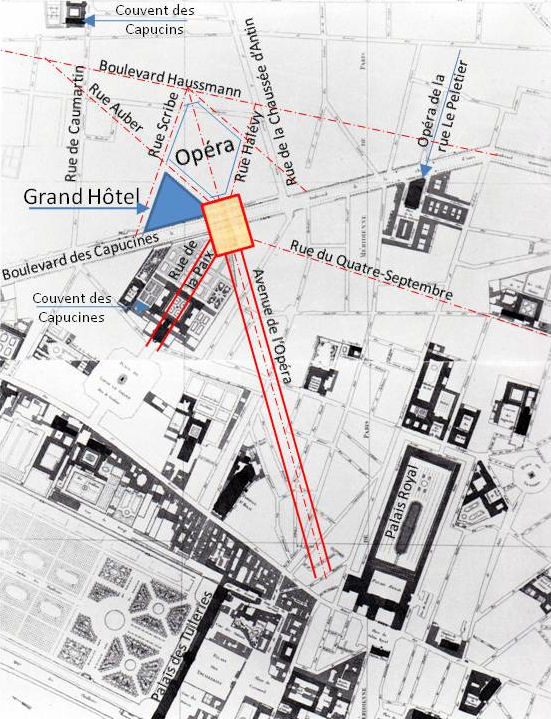
パリ改造時のオペラ広場界隈の計画図。ガルニエ宮と、青部分がル・グラン
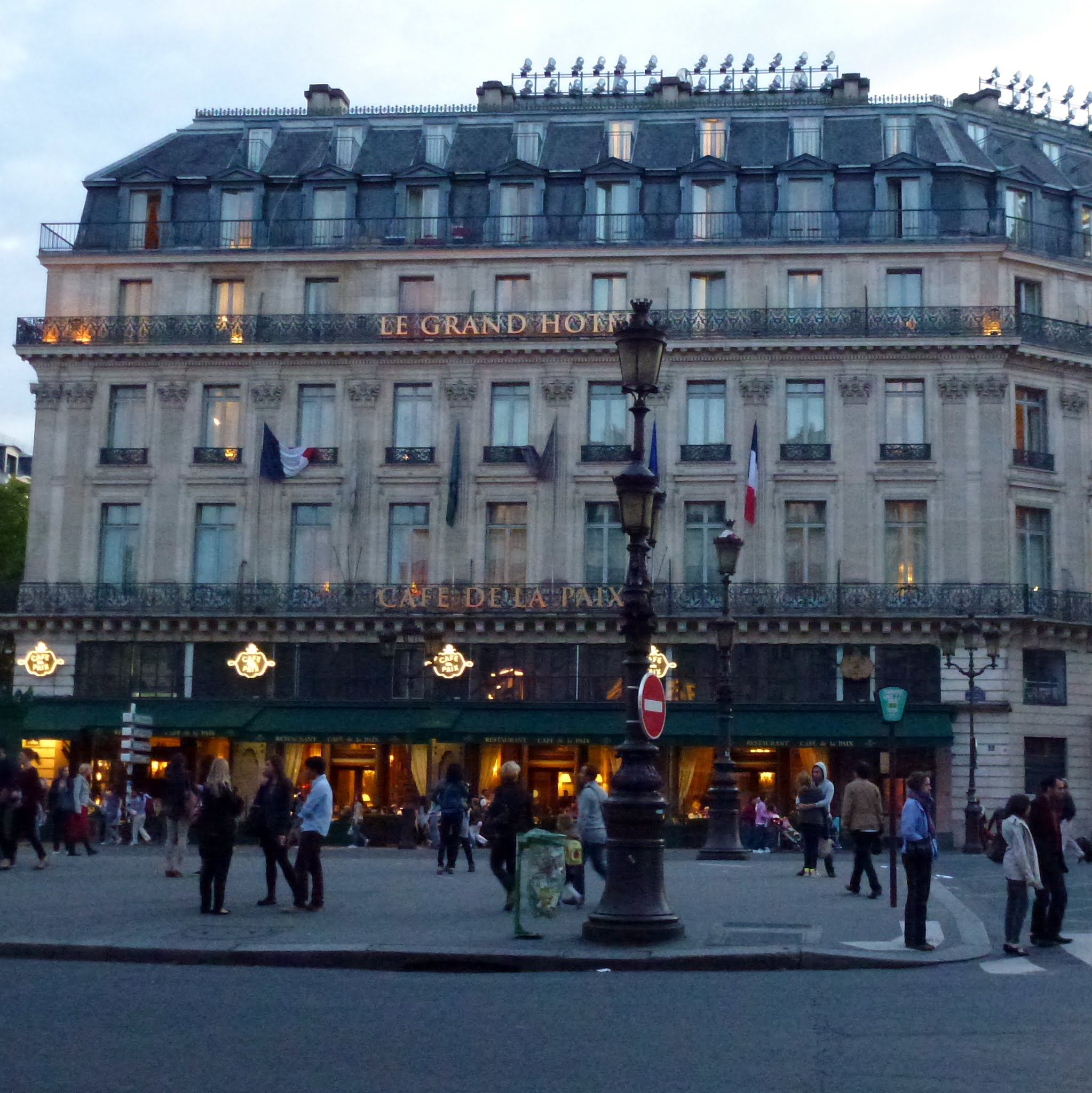
カフェ・ド・ラ・ペとル・グラン
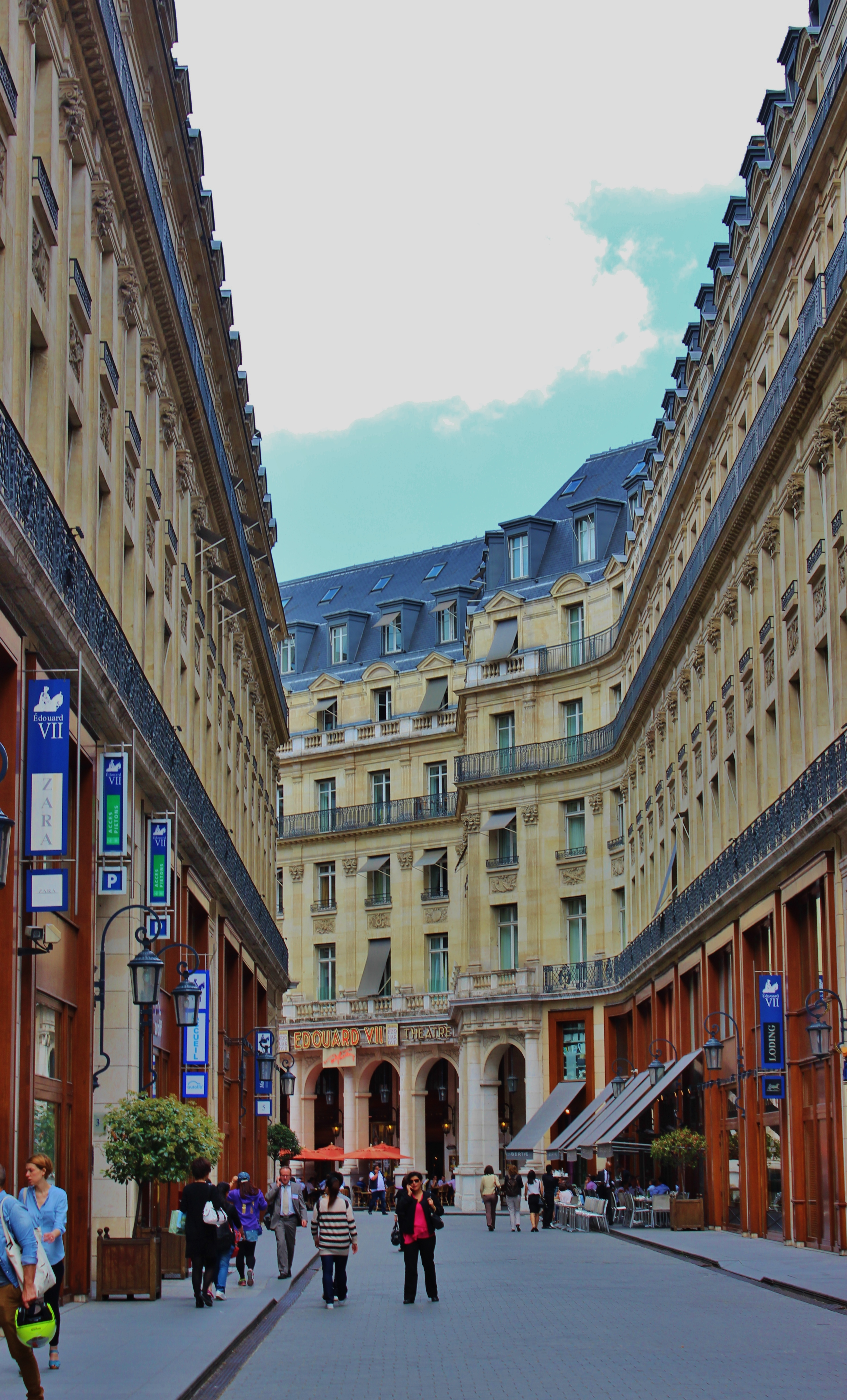
オペラ広場界隈ホテル・スクリブ・パリ西側裏手にあるエドゥアールⅦ通りとエドゥアールⅦ劇場 (fr)。カピュシーヌ大通りから見る。
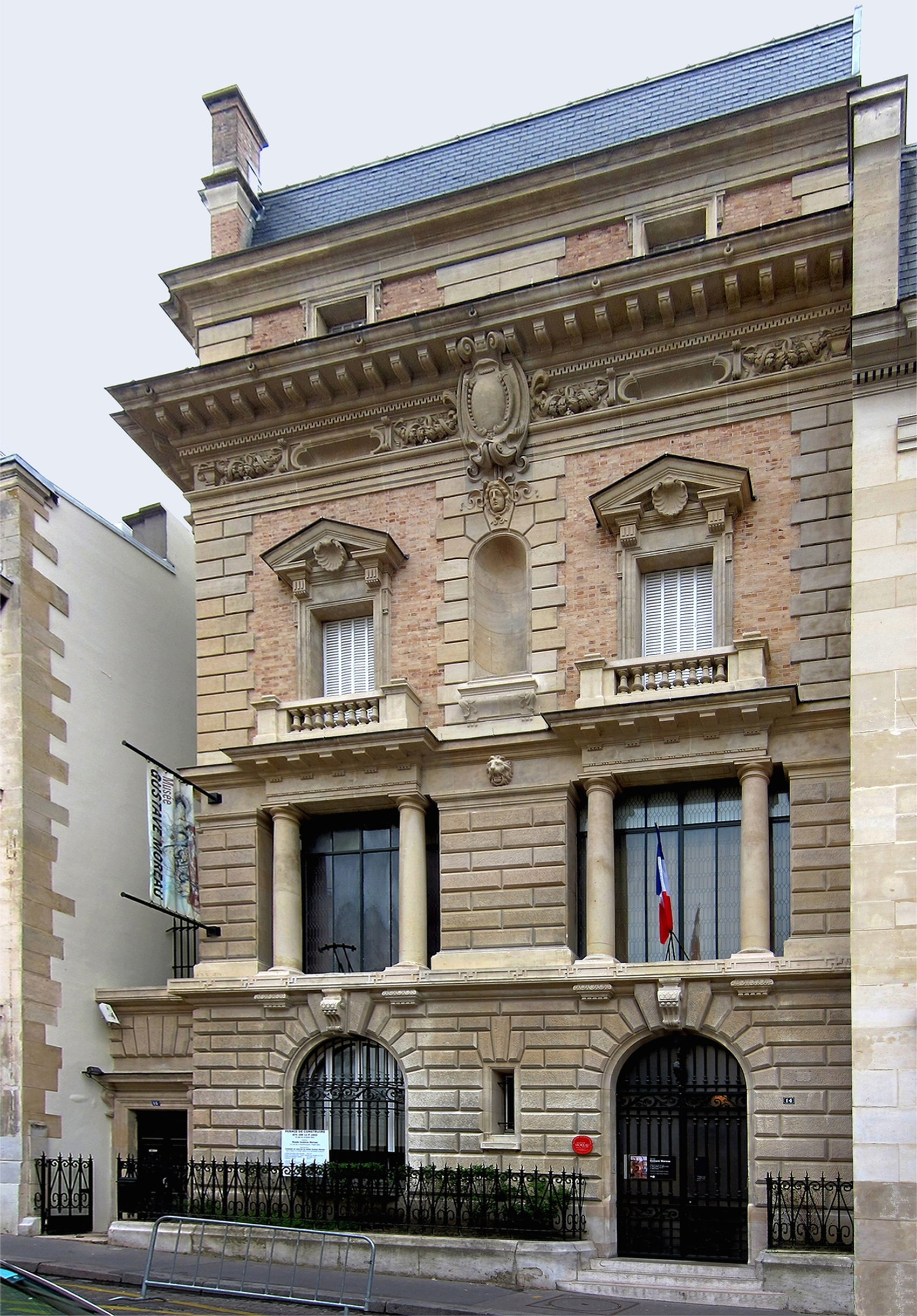
ギュスターヴ・モロー美術館, ラ・ロシュフーコー通り (Rue de La Rochefoucauld) 17番地
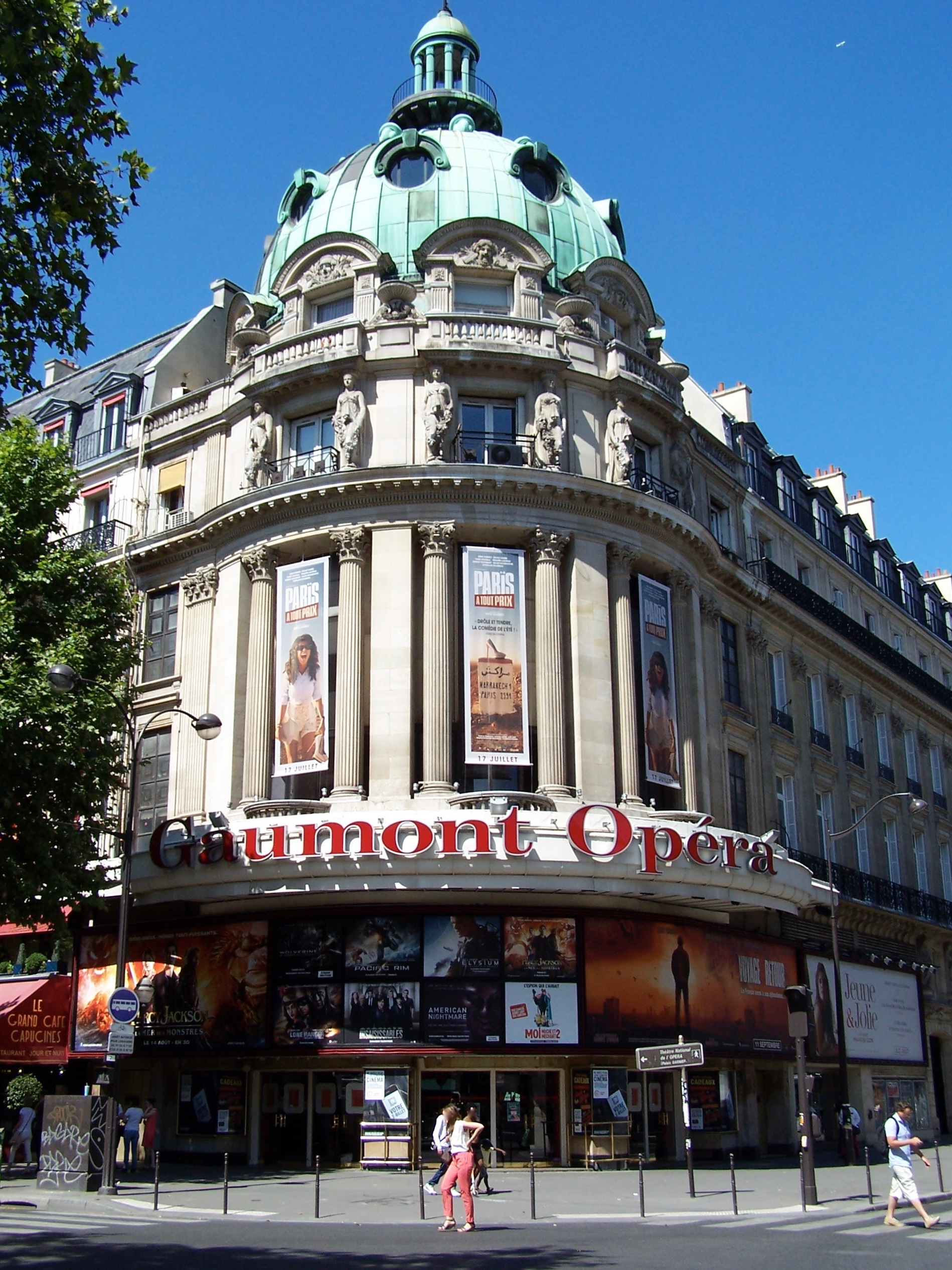
ゴーモン＝オペラ映画館の入り口, カピュシーヌ大通り (Entrée du cinéma Gaumont-Opéra, boulevard des Capucines.)
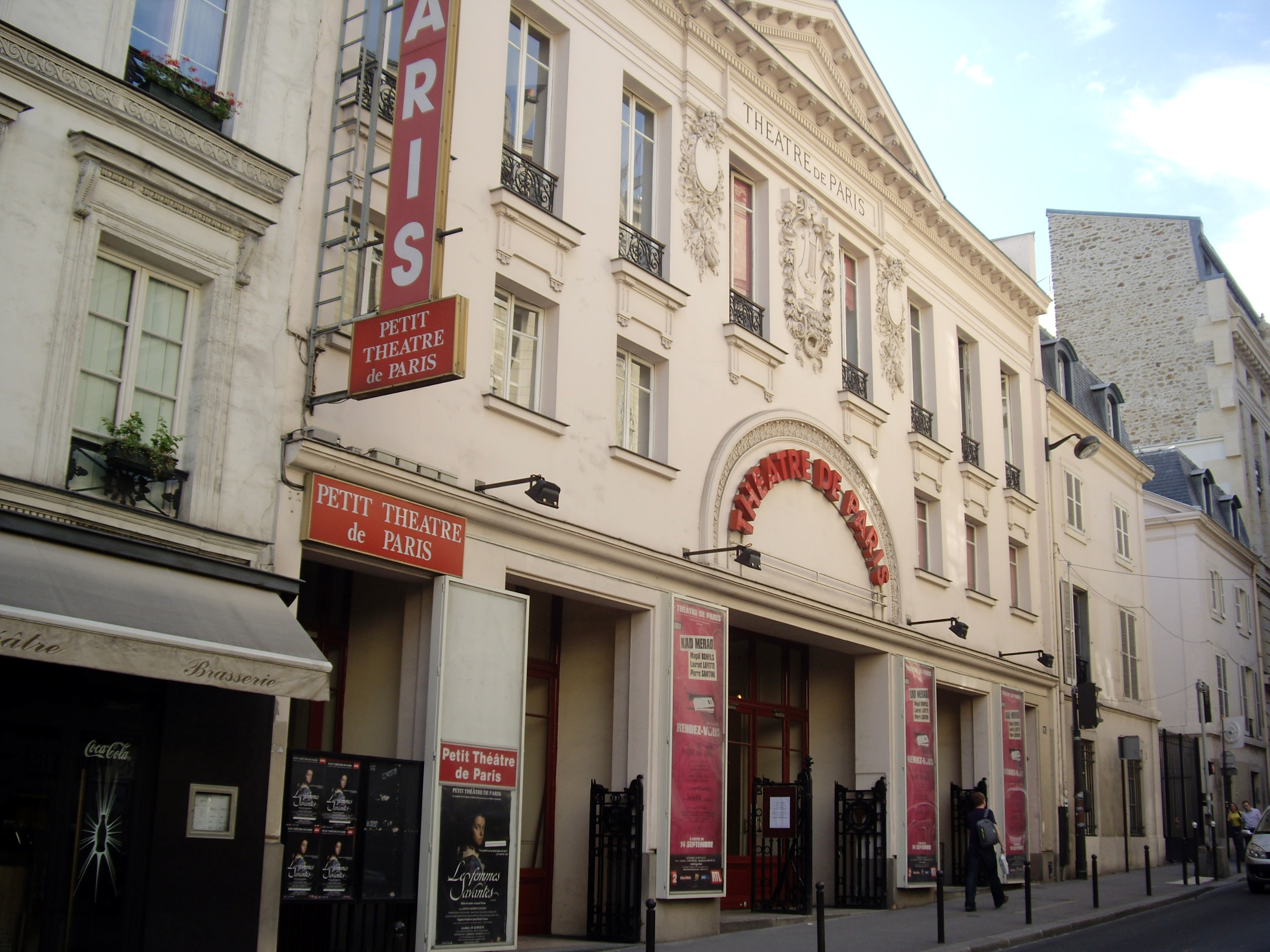
テアトル・ド・パリ, ブランシュ通り15番地 (Théâtre de Paris, 15 Rue Blanche.)
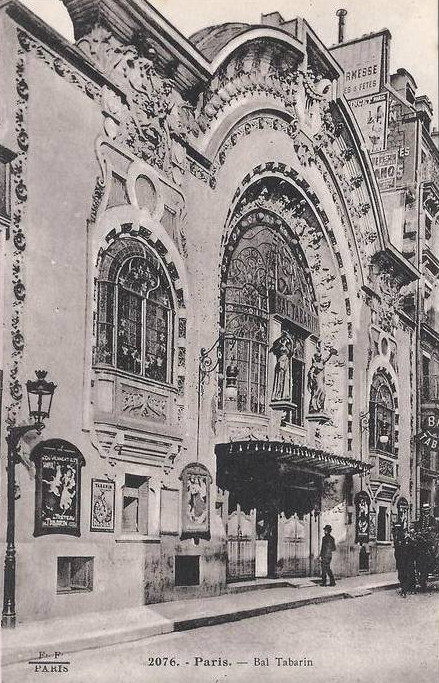
かつてモンマルトル南側, ヴィクトール＝マッセ通り (Rue Victor-Massé) 36番地にあったキャバレー, ル・バル・タバラン (Le Bal Tabarin cabaret parisien en 1904.)

### 主な宿泊施設
- オテル・ラングロワ（Hôtel Langlois）
  - サント＝トリニテ教会東側至近、サン＝ラザール通り63番地にある。映画『シャレード』のリメイク版のロケが行なわれた[4]。
- ホテル・スクリーブ・パリ（Hôtel Scribe Paris）
  - 下記ル・グランの裏側、スクリブ通り (Rue Scribe) 1番地にある。リュミエール兄弟が世界初の映画上映を行った「グラン・カフェ (Salon indien du Grand Café)」があった。現在、同ホテル内に「ル・カフェ・リュミエール (Le Café Lumière) 」がある。ちなみに同スクリブ通りは、普仏戦争で被害を受けたルイ・ヴィトンが1871年、至近のカピュシーヌ通り(fr)にあった最初のメゾンないしブティックを移転させた地とのこと。
- インターコンチネンタル・パリ・ル・グラン（InterContinental Paris Le Grand）
  - オペラ広場に面したスクリブ通り2番地にある。"オテル・ル・グラン"ないし"ル・グラン"の名で知られるホテル。同ホテル建物1階同広場に面してカフェ・ド・ラ・ペ (Café de la Paix) がある。1862年4月、ナポレオン3世&ウジェニー皇帝夫妻を招いてユダヤ系金融家ペレール兄弟（フランス語版）(クレディ・モビリエ創業者[5])が1年程の工事期間で開業した。

## 文化施設

### 美術館・博物館
- ギュスターヴ・モロー美術館 (Musée National Gustave-Moreau)
- グレヴァン蝋人形館 (Musée Grévin (Musée de Cire))
- ロマン主義博物館 (Musée de la Vie Romantique)
  - パリ市立の博物館ないし美術館。19世紀ロマン主義時代を生きたアリ・シェフェールの住居兼アトリエ兼サロンだった建物。ジョルジュ・サンドの遺品等も展示している。

### 映画館・劇場
- アテネ＝ルイ＝ジューヴェ劇場（Théâtre de l'Athénée-Louis-Jouvet）
- ウーヴル劇場（Théâtre de l'Œuvre）
- エドゥアール＝セット劇場（Théâtre Édouard VII）
  - オペラ広場西側、ホテル・スクリブ・パリ西側裏手、カピュシーヌ大通りから伸びるエドゥアールⅦ通り (fr) にある。生前フランス文化に傾倒し、"英王の中で最もパリジャンらしい王"との異名をとったイギリス王エドワード7世に因み、その死後の翌1911-1913年にかけて、通りや同王像がある広場、建物、劇場等が造成された。当初は映画を上映していたが、1916年から舞台劇に使用されるようになった。主にサシャ・ギトリが戯曲を上演したが、サラ・ベルナールが舞台に立ち、あるいはモリエール『女房学校』など等が上演された。また、エドワード7世とサシャ・ギトリは共に、至近マドレーヌにある『マキシム』の常連でもあった。
- オペラ・ガルニエ (ガルニエ宮, Opéra Garnier)
  - あるいはオペラ座、パリ・オペラ座。
  - 1989年新設のオペラ・バスティーユは新オペラ座、バスティーユ・オペラ座とも呼ばれる。
  - ガルニエ宮西側、8区マドレーヌ寺院までの距離は、凡そ300mほど。
- ゴーモン＝オペラ（Gaumont-Opéra）
  - あるいは、パラムント・オペラ映画館 (Cinéma Paramount Opéra)
- オランピア劇場（オランピア・ブリュノ・コカトリックス, Olympia Bruno Coquatrix）
  - オペラ広場西側、カピュシーヌ大通り沿いにある。
- コメディ・コーマルタン（Comédie Caumartin）
- サン＝ジョルジュ劇場（Théâtre Saint-Georges）
  - ノートルダム＝ド・ロレット通りとサン＝ジョルジュ通りとが交差するサン＝ジョルジュ広場界隈にある。
- ヌヴォーテ劇場（Théâtre des Nouveautés）
- パリ劇場（Théâtre de Paris）
- モガドール劇場（Théâtre Mogador）
  - モガドー(ル)通り (Rue de Mogador) 25番地にある、1800人収容の劇場。1913年から6年程かけてイギリスの銀行によって建造された、ロンドンのミュージックホールがモデル。現在はミュージカル等が行なわれている[6]。
- カジノ・ド・パリ （Casino de Paris）
  - サント＝トリニテ教会の北側界隈にあるホール。ショーやコンサートが開催される。
- フォリー・ベルジェール（Folies Bergère）

## 宗教施設

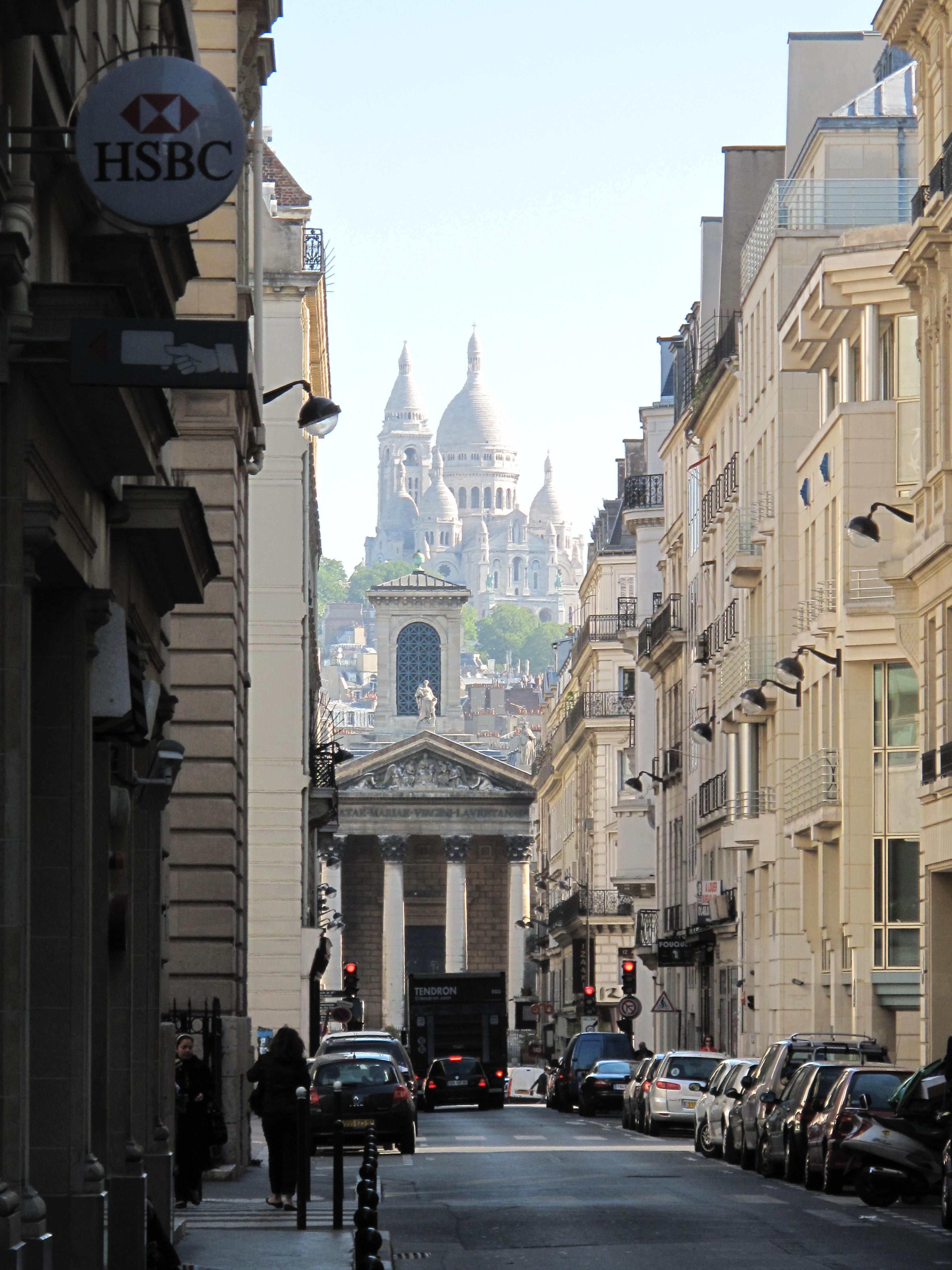
イタリアン大通り側ラフィット通り (Rue Laffitte) から見る、ノートルダム・ド・ロレット教会とサクレ・クール寺院
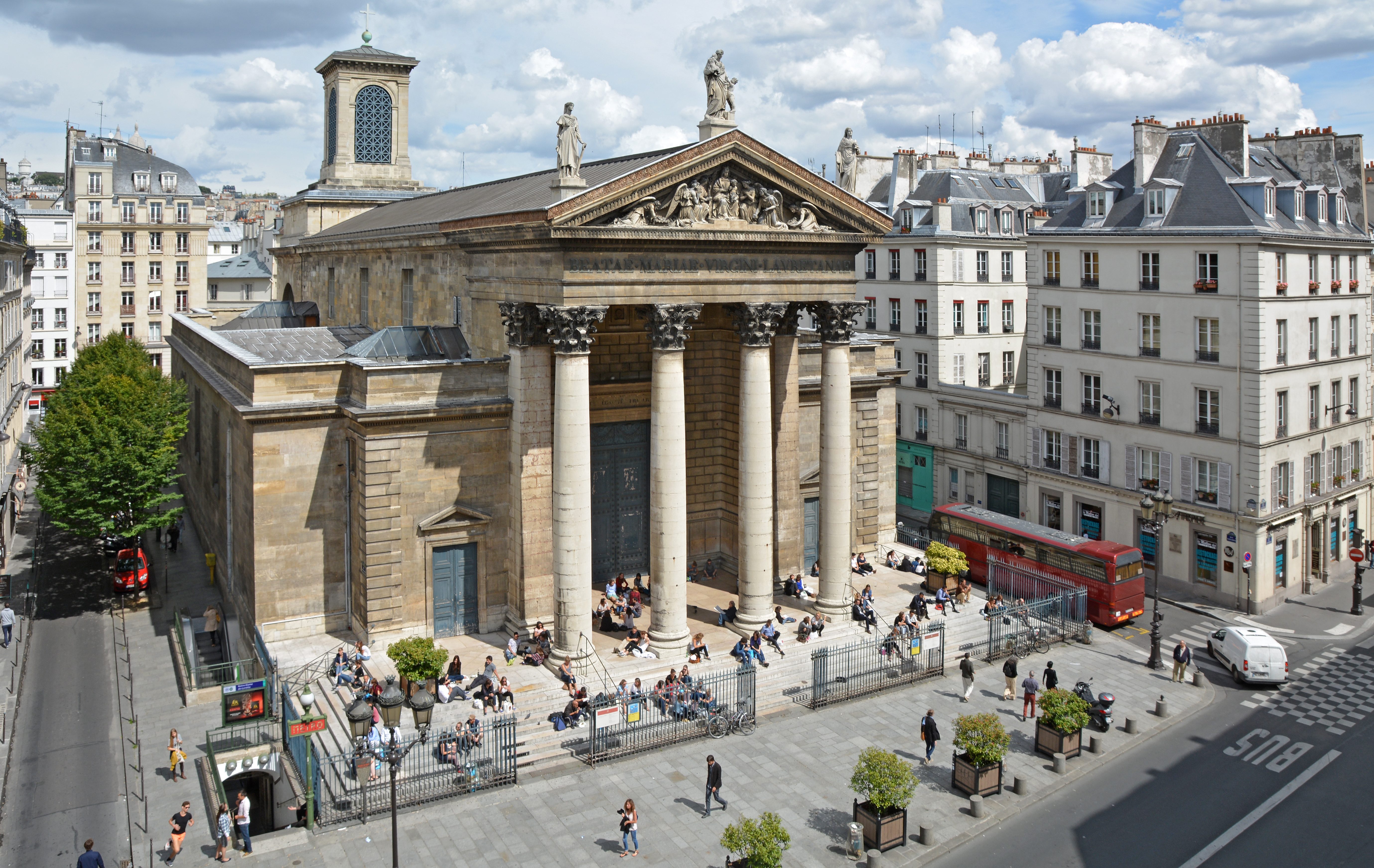
ノートルダム・ド・ロレット教会。1822年, ルイ＝イボリット・ルバ制作
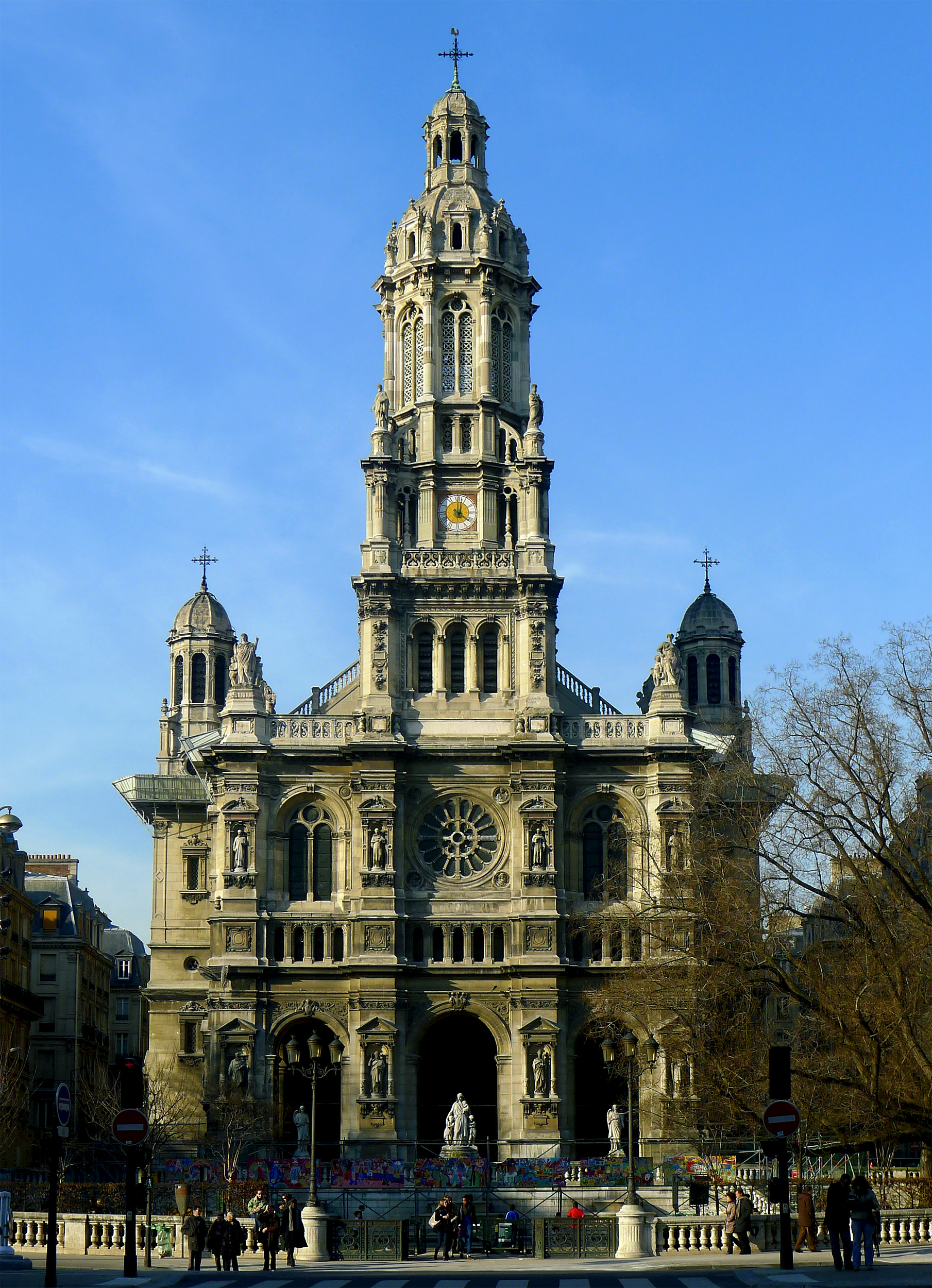
サント＝トリニテ教会 (Église de la Sainte-Trinité)
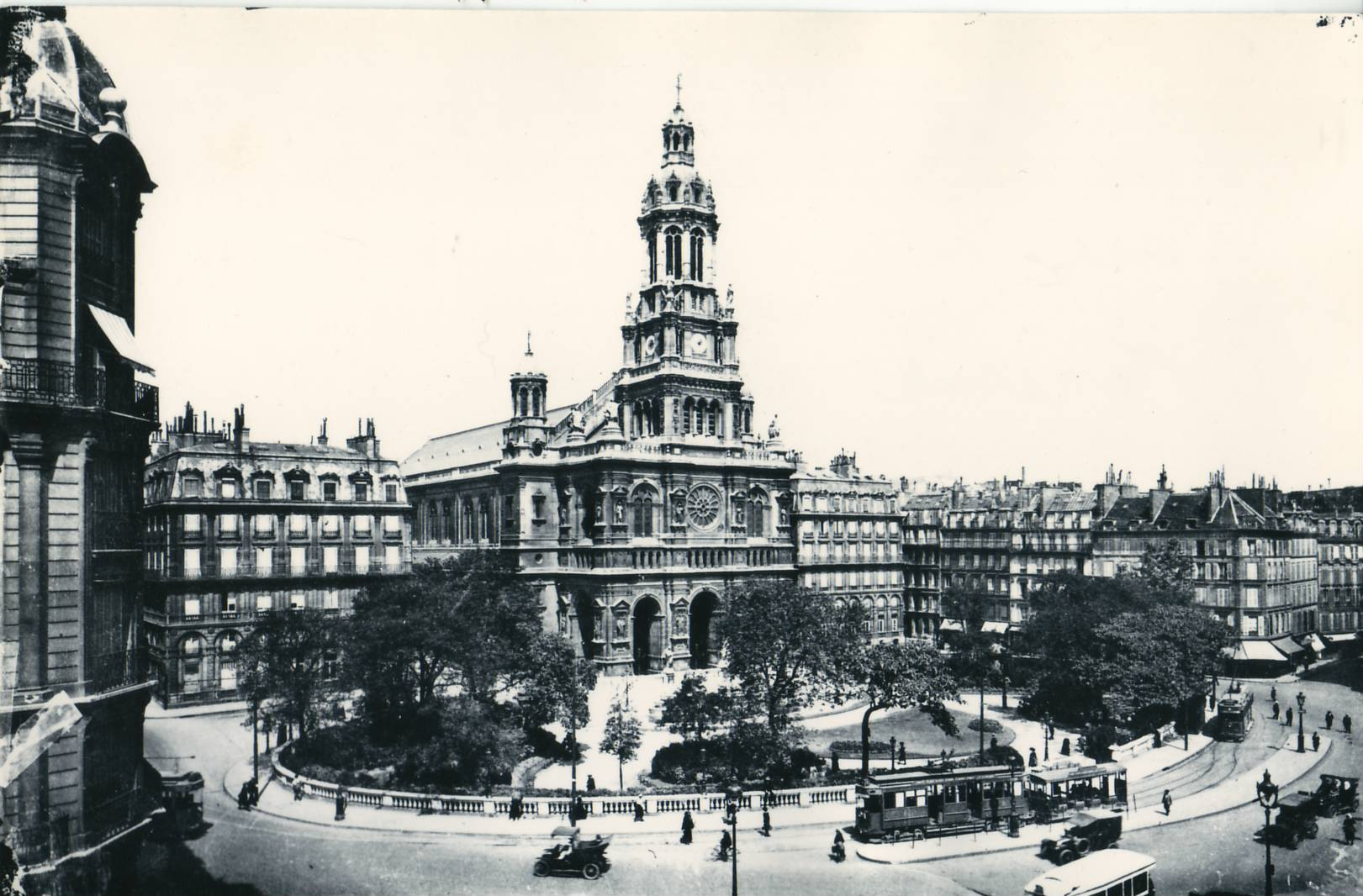
1900年から第一次世界大戦前頃のサント＝トリニテ教会

### 教会・寺院
- サントゥジェーヌ＝サント＝セシル教会（Église Saint-Eugène-Sainte-Cécile）
- サント＝トリニテ教会（Église de la Sainte-Trinité）
- サン＝ルイ・ダンタン教会（Église Saint-Louis d'Antin）
- ドイツ福音教会（Église Évangélique Allemande）
- ノートル＝ダム・ド・ロレット教会（Église Notre-Dame de Lorette）

## 観光・憩い

### 公園・緑地等
- モントロン公園（Square Montholon）

## 交通

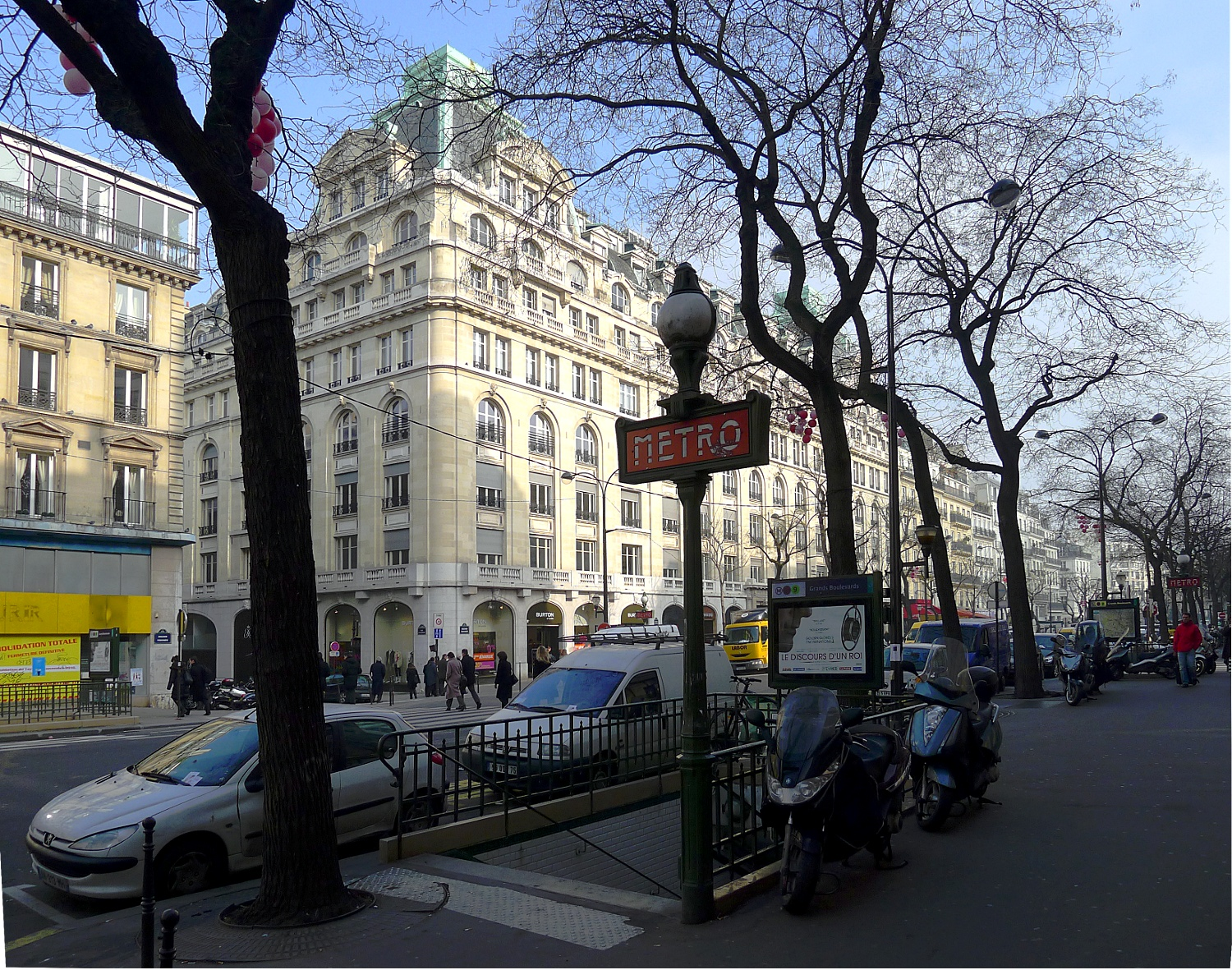
"グラン・ブールヴァール"ことポワソニエール大通りから眺めるメトロ グラン・ブールヴァール駅 (La Station Grands Boulevards sur le boulevard Poissonnière.)

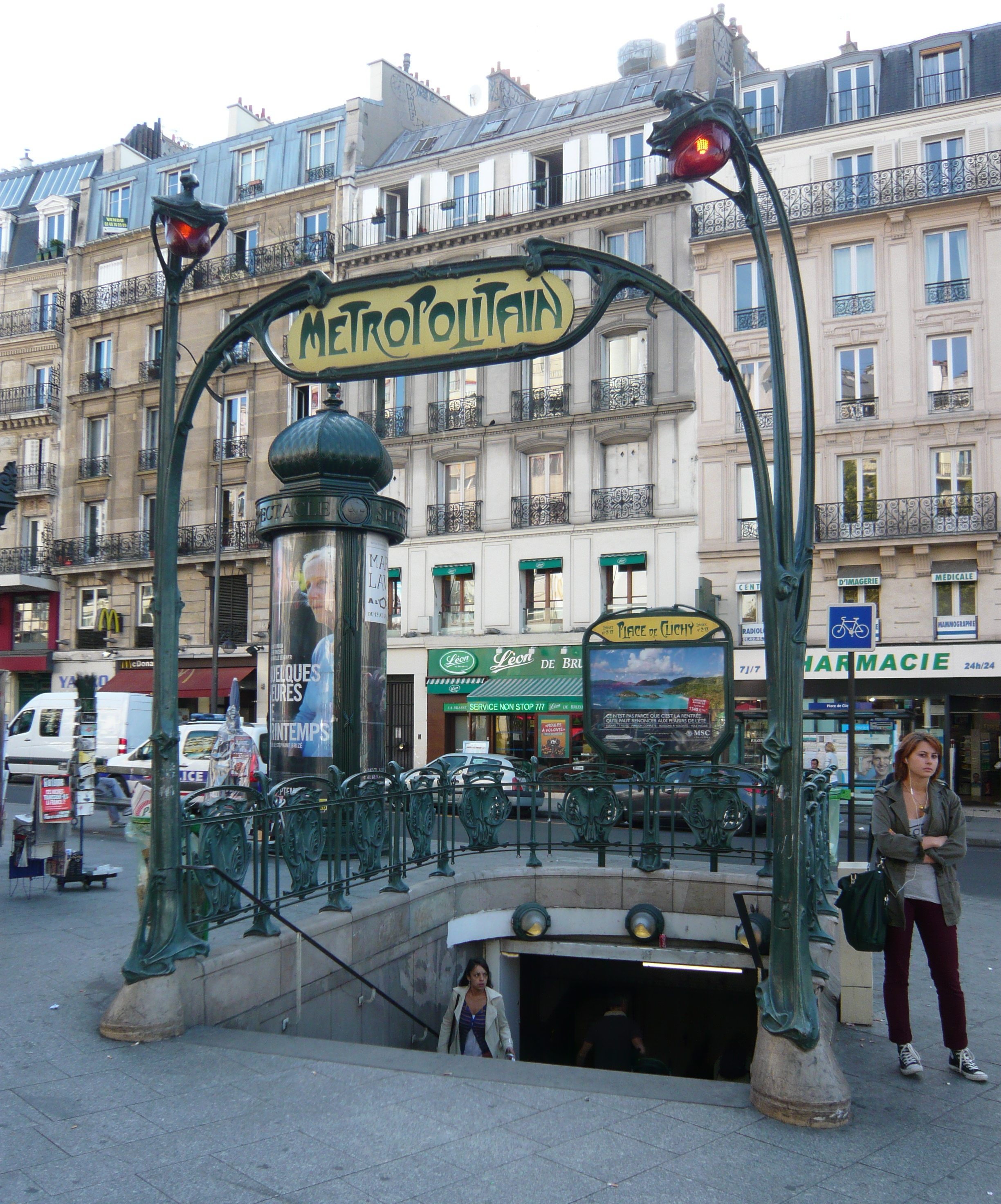
メトロ プラス・ド・クリシー駅 (Station Place de Clichy) のギマール制作の出入口

### 鉄道
- 地下鉄・メトロ （パリ交通公団（RATP）） （Métro）
  - ■2号線 （Ligne 2 du Métro）
    - プラス・ド・クリシー駅 – ブランシュ駅 – ピガール駅 – アンヴェール駅 – バルベス＝ロシュシュアール駅

  - ■3号線 （Ligne 3 du Métro）
    - アーヴル＝コーマルタン駅 – オペラ駅

  - ■4号線 （Ligne 4 du Métro）
    - バルベス＝ロシュシュアール駅のみ。

  - ■7号線 （Ligne 7 du Métro）
    - ポワソニエール駅 – カデ駅 –ル・ペルティエ駅 - ショセ・ダンタン＝ラ・ファイエット駅 – オペラ駅

  - ■8号線 （Ligne 8 du Métro）
    - オペラ駅 – リシュリュー＝ドゥルオ駅 – グラン・ブールヴァール駅 – ボンヌ・ヌーヴェル駅

  - ■9号線 （Ligne 9 du Métro）
    - アーヴル＝コーマルタン駅 – ショセ・ダンタン＝ラ・ファイエット駅 – リシュリュー＝ドルーオ駅 – グラン・ブルヴァール駅 – ボンヌ・ヌーヴェル駅

  - ■12号線 （Ligne 12 du Métro）
    - ピガール駅 – サン＝ジョルジュ駅 – ノートル＝ダム＝ド＝ロレット駅 – トリニテ＝デスティエンヌ・ドルヴ駅 – サン・ラザール駅

  - ■13号線 （Ligne 13 du Métro）
    - プラス・ド・クリシー駅 – （リエージュ駅 （8区）） – サン・ラザール駅

  - ■14号線 （Ligne 14 du Métro）
    - サン・ラザール駅のみ。

- RER （フランス国鉄 (SNCF)／パリ交通公団（RATP）） （Réseau Express Régional d'Île-de-France）
  - ■A線 （Ligne A du RER）
    - オーベール駅のみ。

  - ■E線 （Ligne E du RER）
    - オスマン＝サンラザール駅のみ。E線の起点である。

### 道路

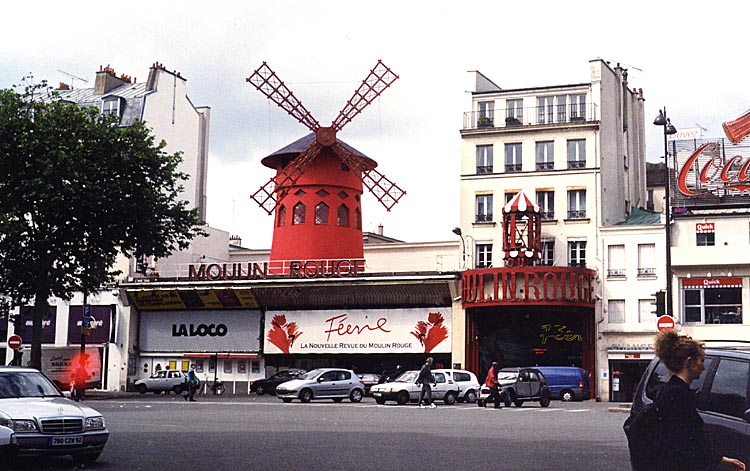
クリシー大通りから見るブランシュ広場のムーラン・ルージュ, 2002年
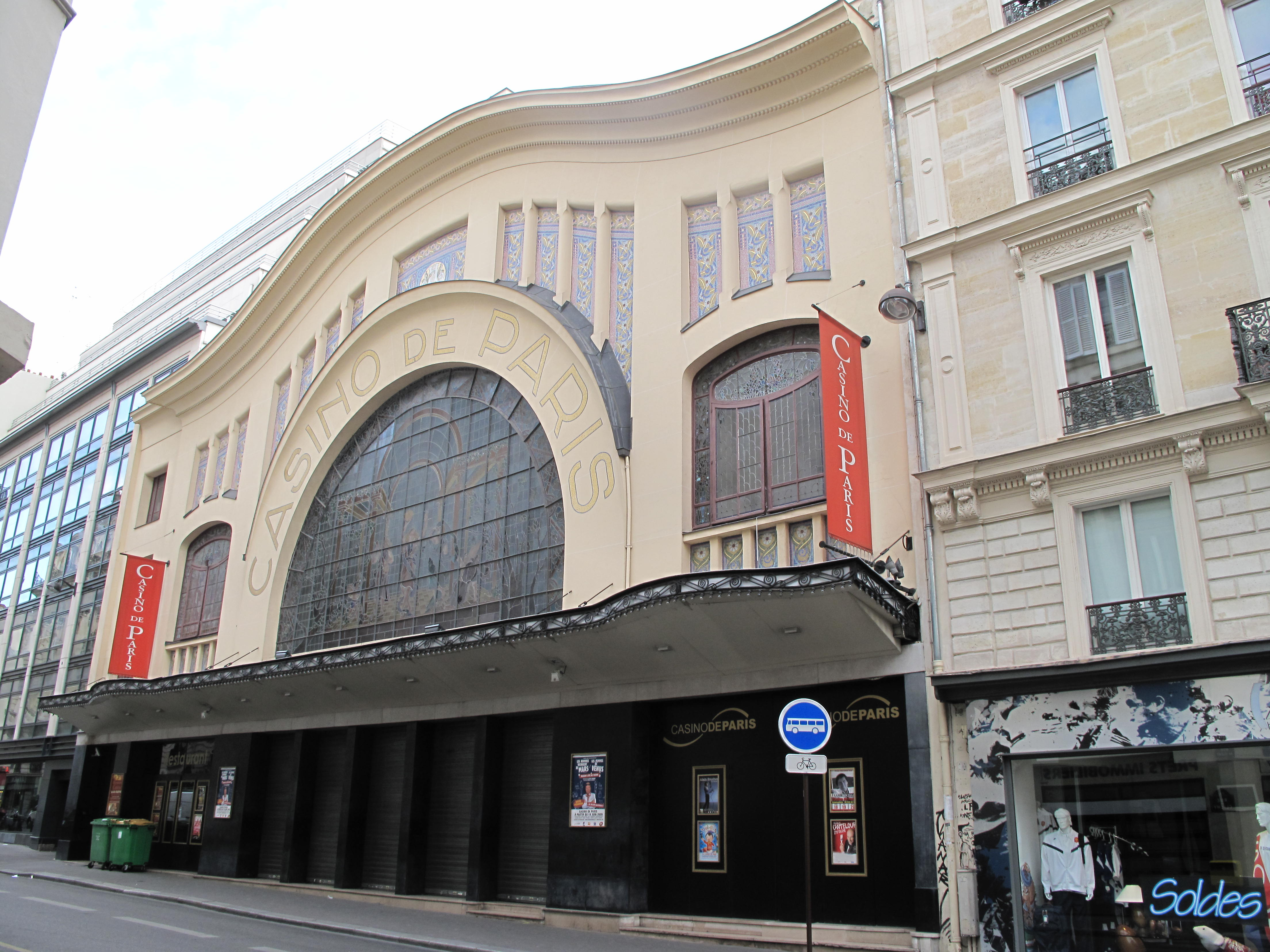
クリシー通り (Rue de Clichy) 界隈, カジノ・ド・パリ。向かい建物がヴァレンヌ事件の舞台の一つ。
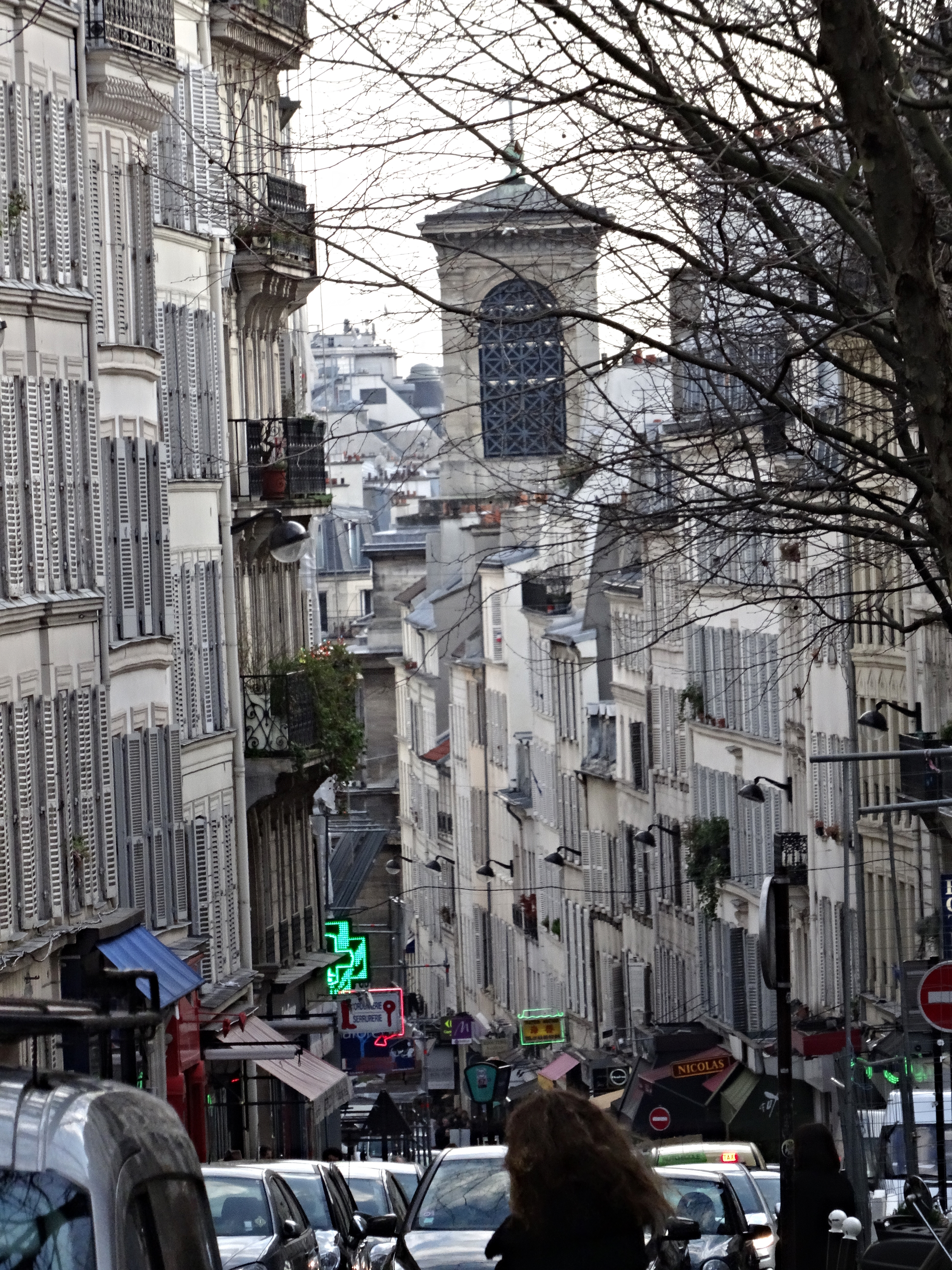
殉教者通りことマルティル通り (Rue des Martyrs)。モンマルトル南側界隈から9区内南側方向を見る
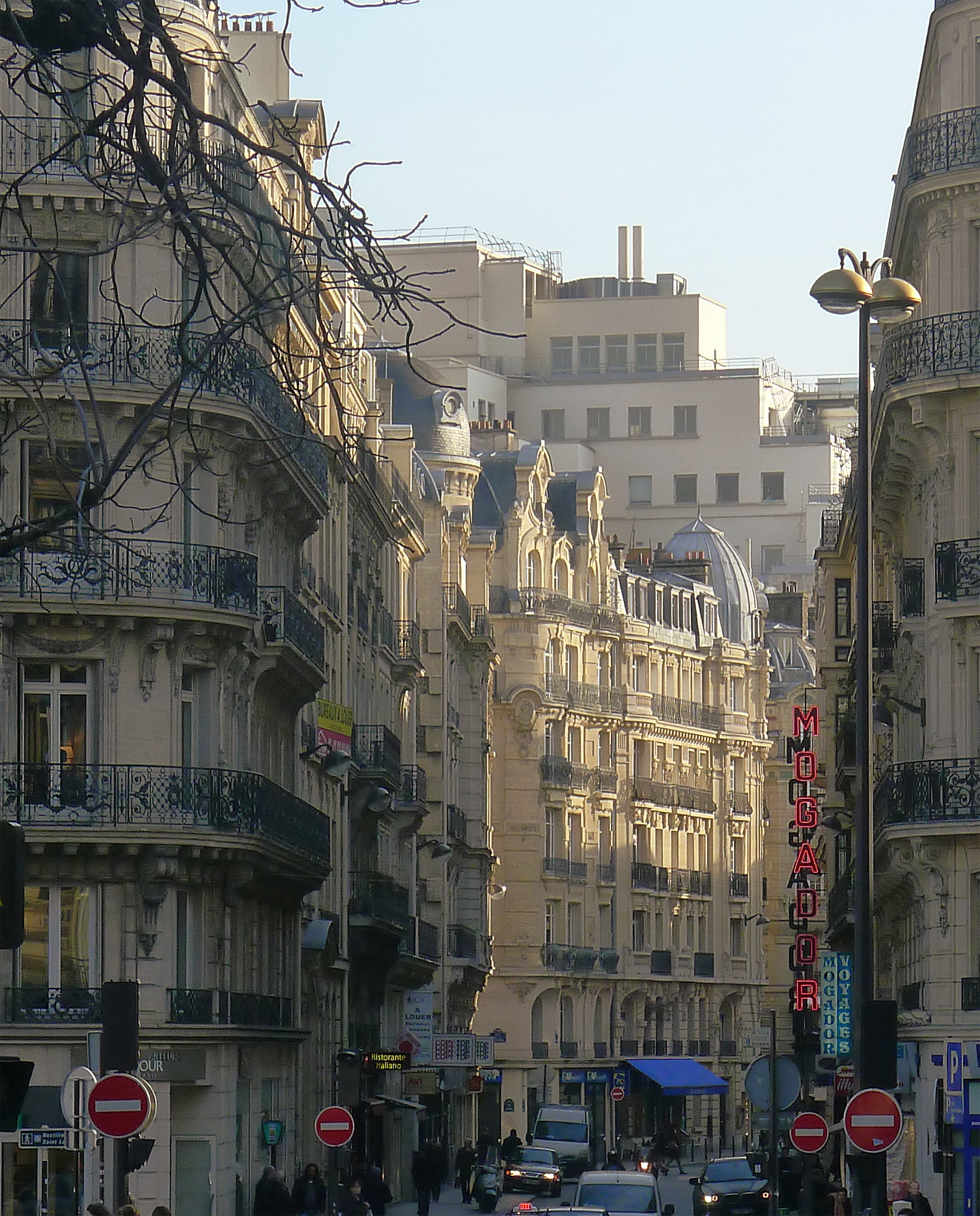
サント＝トリニテ教会前エティエンヌ＝ドルヴ広場から見るモガドー(ル)通り (Rue de Mogador vue depuis la place d'Estienne-d'Orves.)
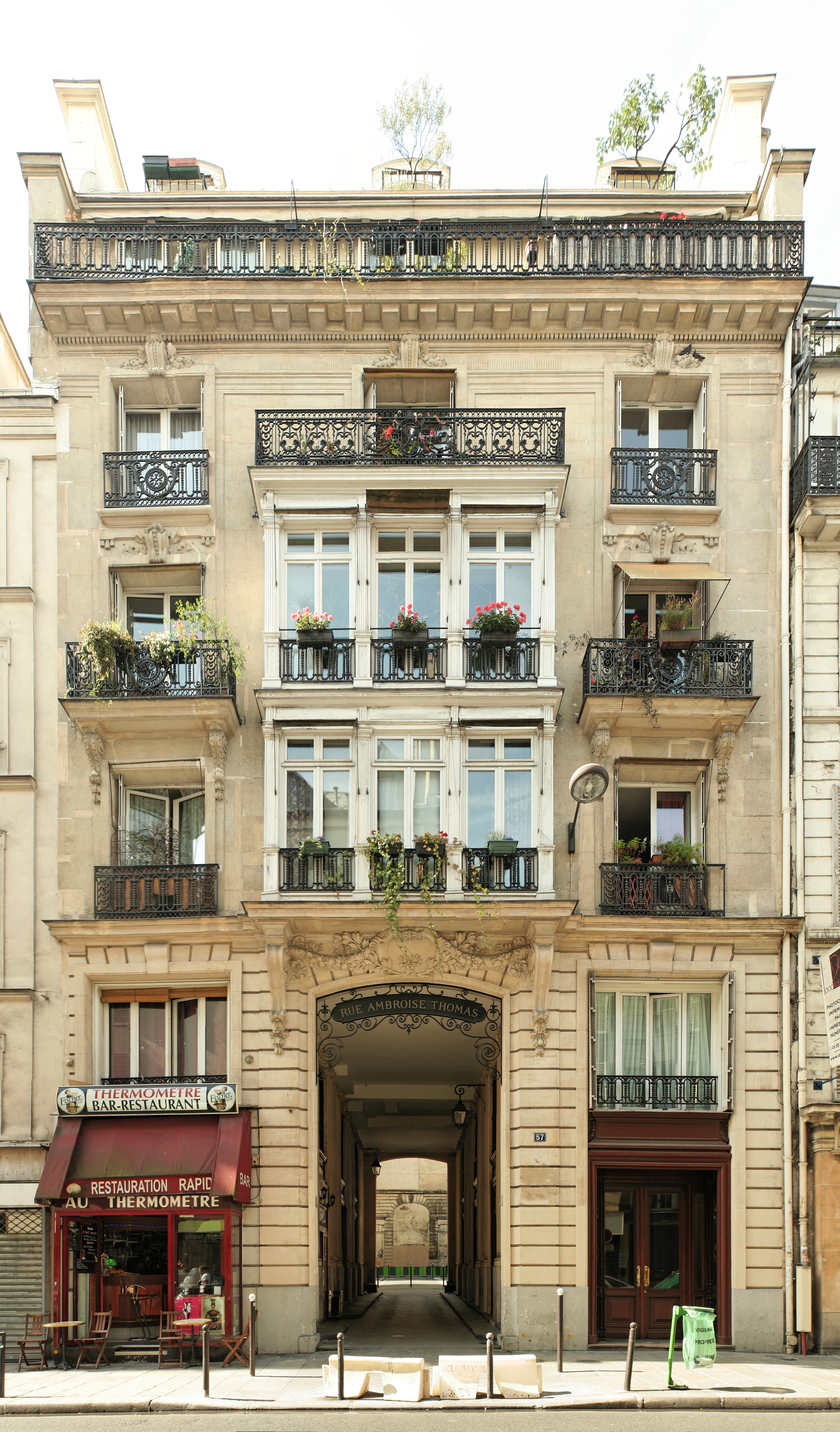
フォーブール＝ポワソニエール通り57番地のアンブロワーズ＝トーマ通りのポーチ乃至通路終点 (Fin de la rue Ambroise-Thomas, sous le porche du 57 rue du Faubourg-Poissonnière.)
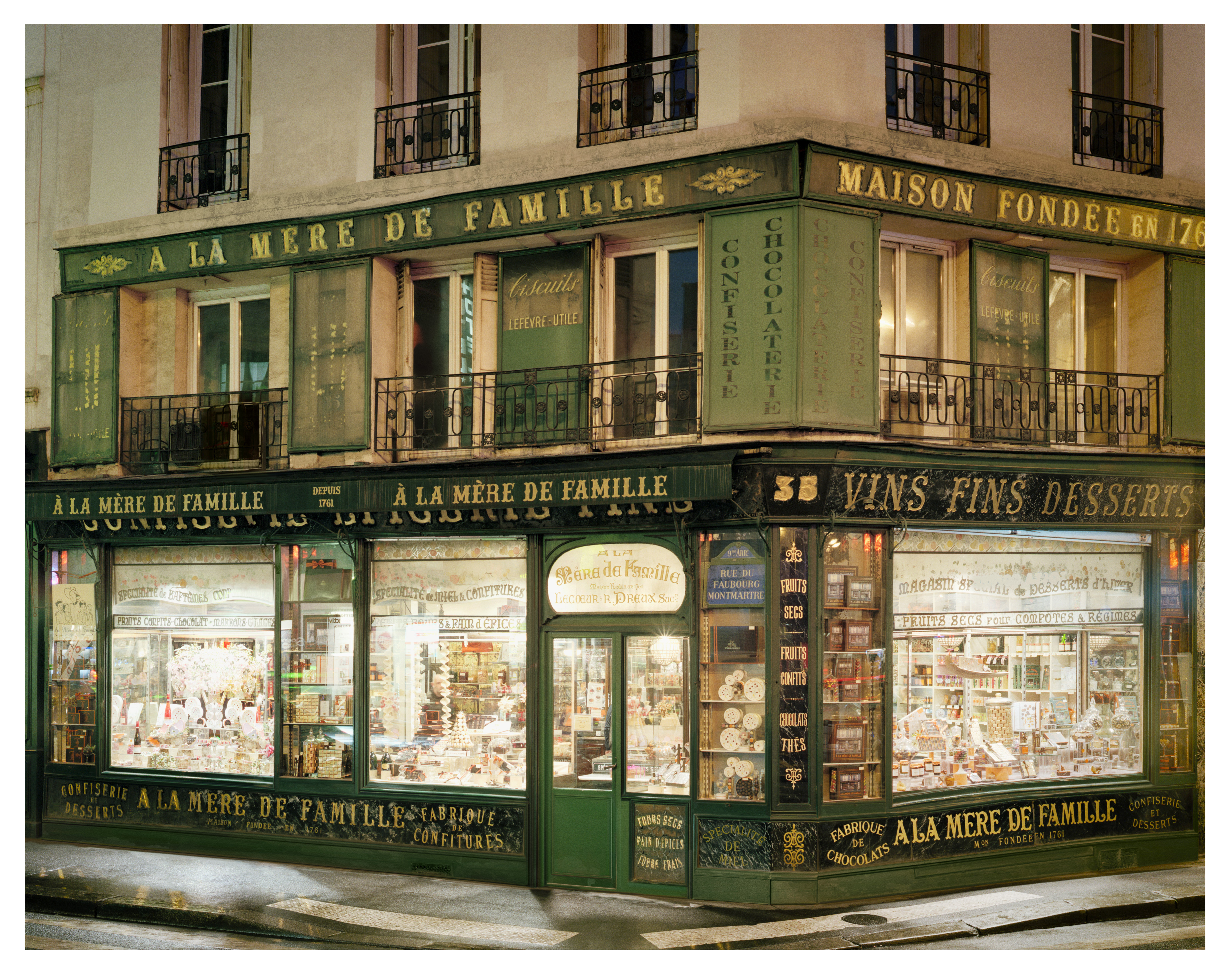
1761年創業の老舗チョコ&菓子屋のア・ラ・メール・ド・ファミーユ (À la Mère de Famille) 本店。 フォーブール＝モンマルトル通り (Rue du Faubourg-Montmartre) 35番地にある (Fondée en 1761, la boutique historique du 35 rue du Faubourg Montmartre.)。2区モントルグイユ通り, 6区ボナパルト通りとシェルシュ＝ミディ通り, 16区ポンプ通り･･等, パリ市内外各所に店舗がある。
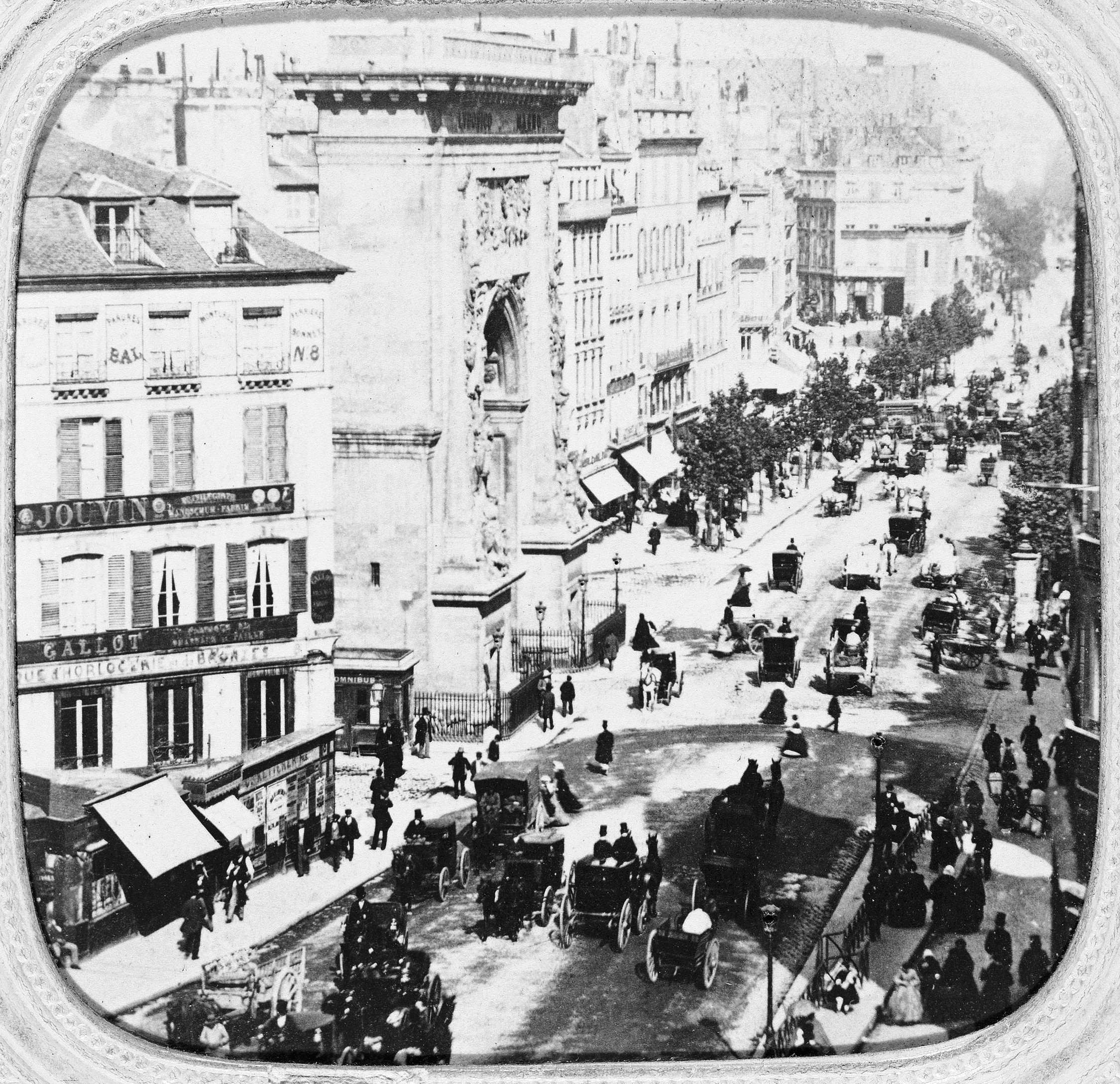
ボンヌ＝ヌーヴェル大通りから見るパリ最古の凱旋門サン＝ドニ門, 1870-1880年代
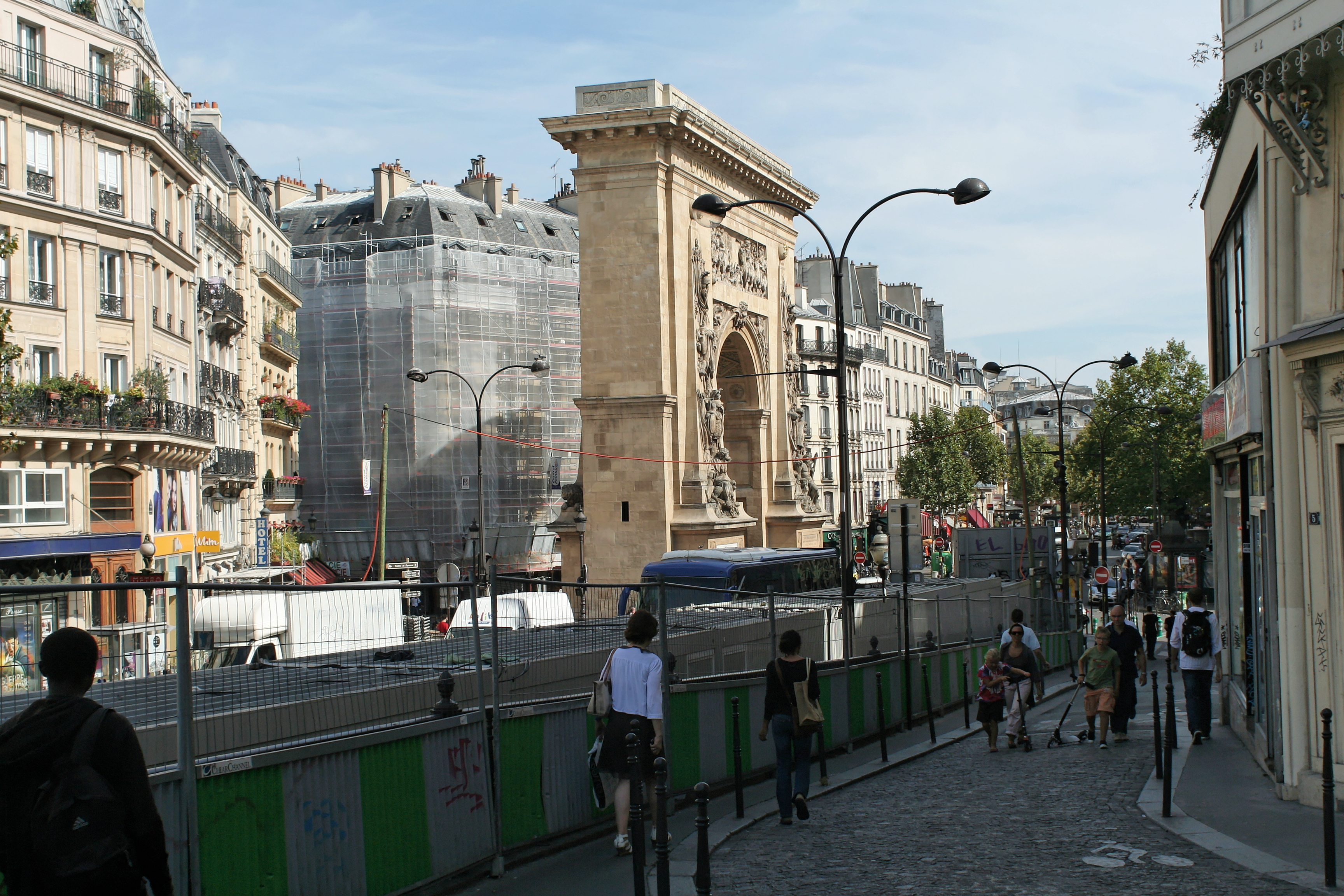
サン＝ドニ門
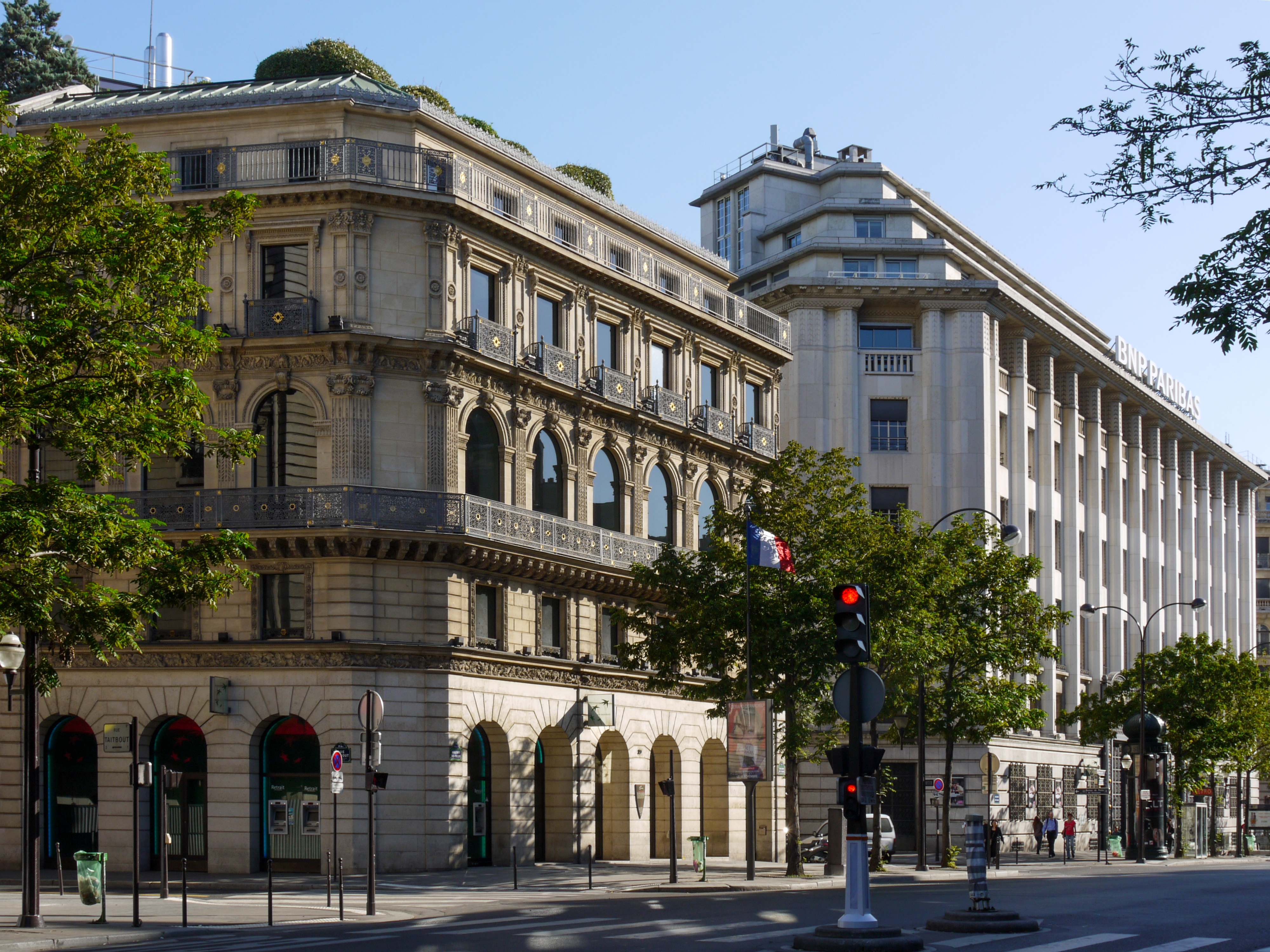
イタリアン大通りのカフェ・トルトニー (Café Tortoni de Paris de la Maison dorée, boulevard des Italiens.)
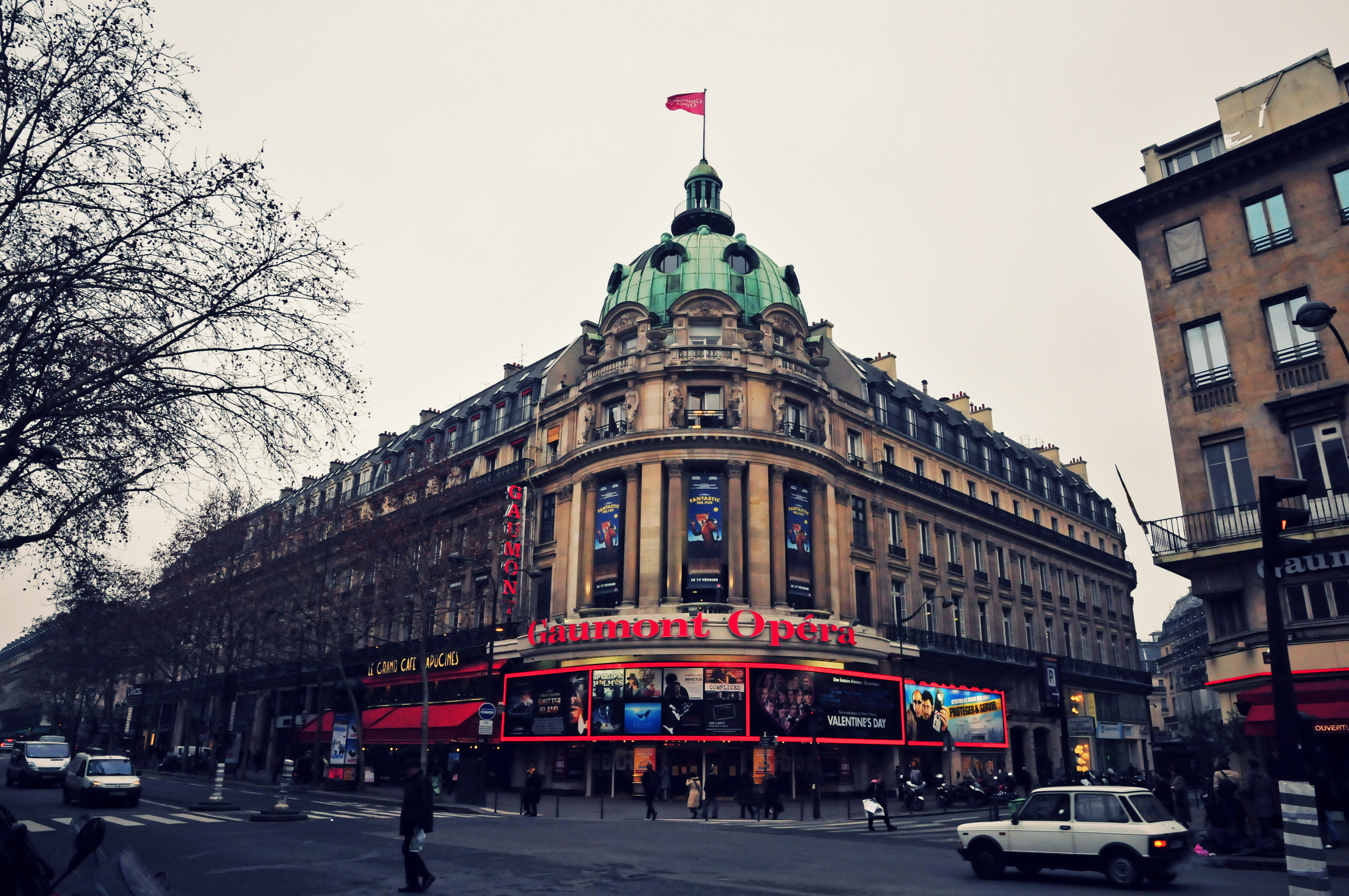
カピュシーヌ大通りから見る映画館ゴーモン・オペラ
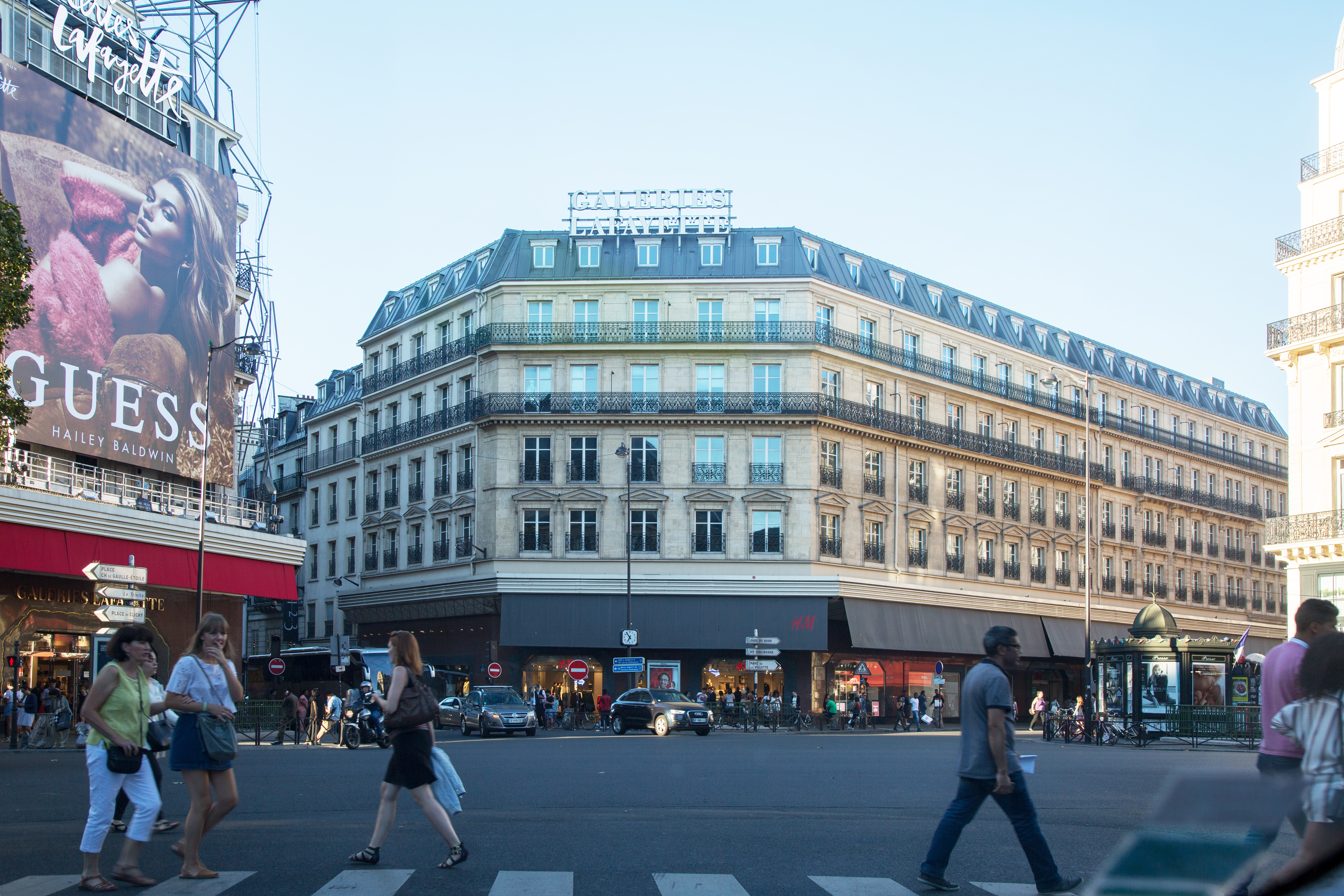
左はギャルリー・ラファイエット, 中央はH&Mが入るギャルリー・ラファイエットの建物。メトロ ショセ・ダンタン＝ラ・ファイエット駅があるオスマン大通り、及びラ・ファイエット通りの起点界隈
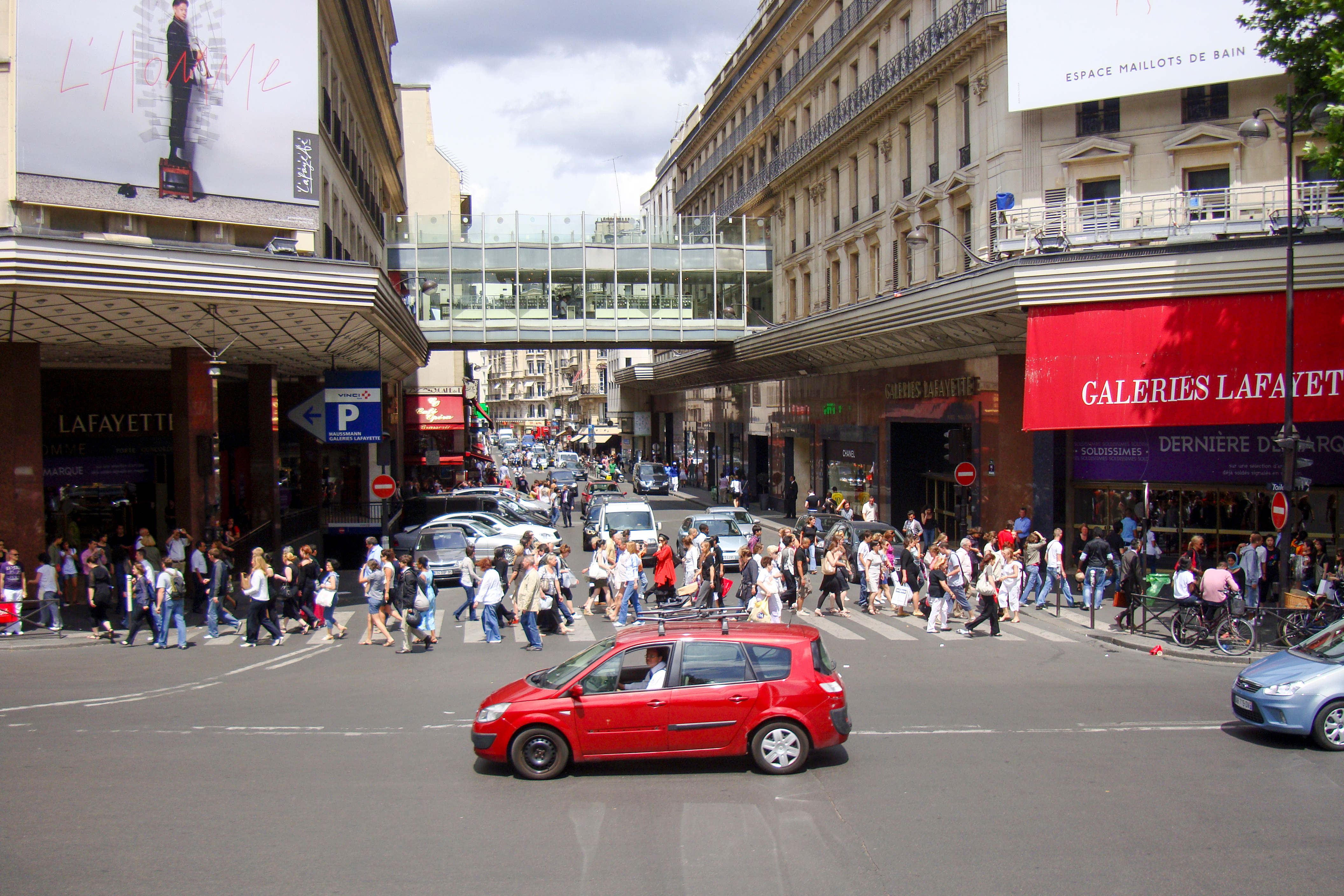
ガルニエ宮北側ディアギルヴ広場のギャルリー・ラファイエットとモガドー(ル)通り (Galeries Lafayette, Rue de Mogador, Paris)
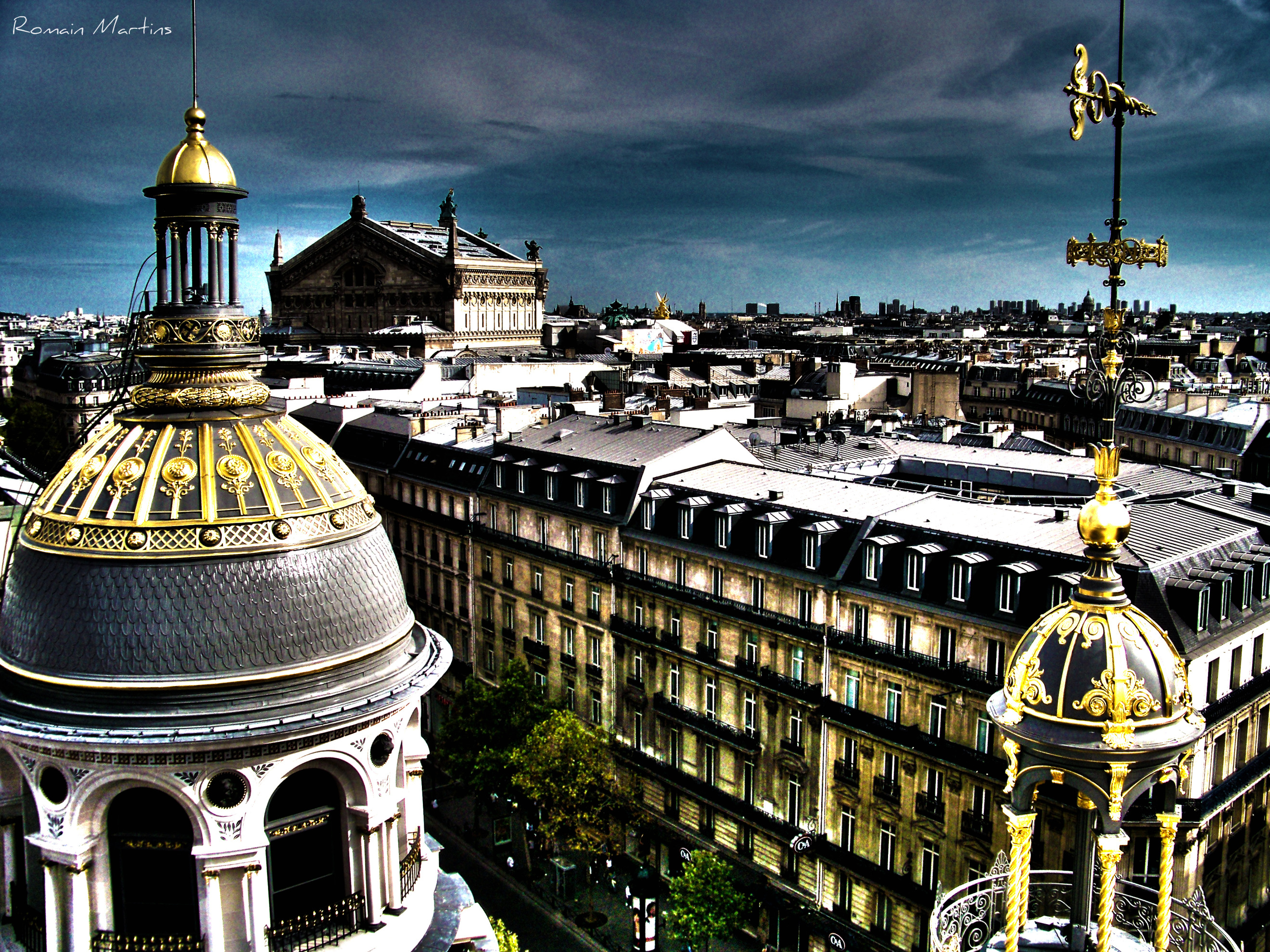
プランタンのドーム (クーポール)とオペラ座。手前建物にはファストファッションのC&A (ファッションブランド)（英語版）が入り, オーガニックコスメのイヴ・ロシェ(ール), ギャルリー・ラファイエットの食品館 (Lafayette Maison & Gourmet) が先のディアギルヴ広場まで続く。メトロ アーヴル＝コーマルタン駅があるオスマン大通り界隈
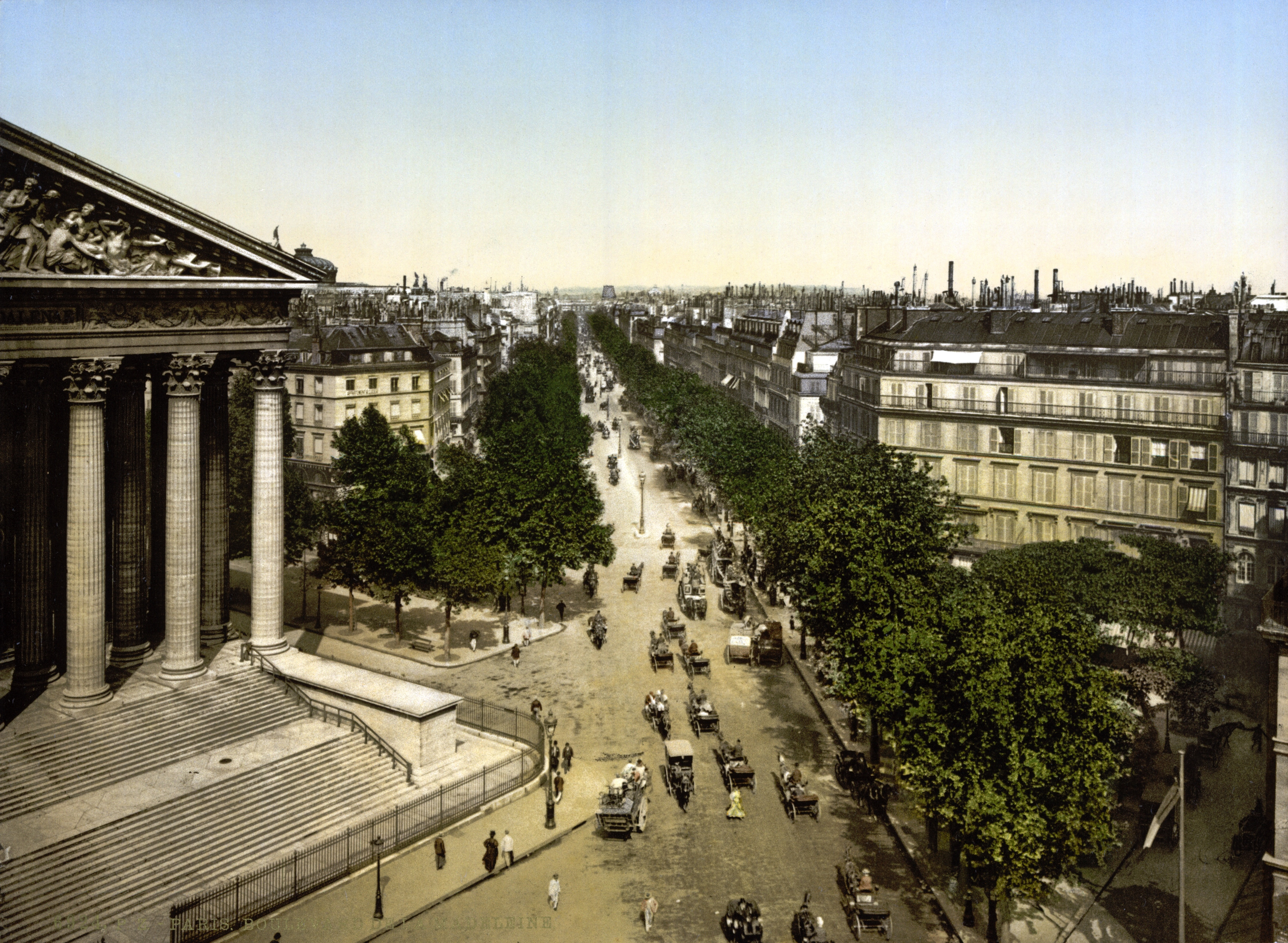
マドレーヌ寺院からマドレーヌ大通りとパリ9区方面の眺め、1895年頃

- アムステルダム通り（Rue d'Amsterdam）
  - 区内西側、8区と9区との境界線上を南北に走る通り。9区北西端クリシー広場から区境(8区側)にあるサン＝ラザール駅界隈に至る通り。
- イタリアン大通り（Boulevard des Italiens）
  - 下記カピュシーヌ大通り参照。9区・2区境界線西側界隈で、オペラ広場を走るカピュシーヌ大通りとモンマルトル大通りとを東西に結ぶ通り。モンマルトル大通りからイタリアンとオスマン大通りとに分岐し、ガルニエ宮(オペラ座)界隈をそれぞれ南北に走る。通り名はオペラ＝コミック座を参照。
- オスマン大通り（Boulevard Haussmann）
  - 8区内から東西に伸び、プランタンやギャルリー・ラファイエットなど9区南西側の"デパート街"周辺を走り、ガルニエ宮(オペラ座)北側ディアギルヴ広場界隈経由、イタリアンとモンマルトル大通りの接続する区内南側中心部辺りまで走る目抜き通り。名称は「パリ改造」でその名を遺すジョルジュ・オスマンから。
- カピュシーヌ大通り（Boulevard des Capucines）
  - ガルニエ宮 (オペラ座) 付近オペラ広場と、途中シャネル本店があるカンボン通りやカピュシーヌ"通り"との交差点でマドレーヌ大通りと名を変えマドレーヌ寺院があるマドレーヌ広場との200〜300mほどを結ぶ通り。オペラ広場5番地とカピュシーヌ大通り12番地との交差地点に有名な「カフェ・ド・ラ・ペ (カフェ・平和, Café de la Paix) 」がある。上記ホテル「インターコンチネンタル・パリ・ル・グラン(ル・グラン, InterContinental Paris Le Grand)」の建物1階のカフェになる。イタリアン大通りにかけた通り沿いには、ゴーモン・オペラ映画やエドゥアールⅦ劇場、オランピア劇場、モンパルナス駅前やシャンゼリゼ(フランクラン＝ローズヴェルト)大通り、ローム通り、シャトレ駅界隈サン＝ドニ通り等パリ各所にあるステーキレストランないしブラッスリーのイポポタミュ (Hippopotamus)、コンビニ モノップ (monop')、カルティエ、ラコステ、マージュ (Maje)、子供服のオカイディ(Okaïdi)･･のフランスブランドからトミーヒルフィガーやZARAまである。
- クリシー大通り (ブールヴァール)（Boulevard de Clichy ）
  - 9区と18区との境界線上を東西に走る通り。パリ東部11区南東端・12区北東端及び20区南西端辺りのナシオン広場界隈から、メトロ ベルヴィル駅交差点界隈を過ぎ、10区と19区との区境を走るラ・ヴィレット大通りを介してパリ北部に至り、さらにラ・シャペル、ロシュシュアール、当クリシー大通りと名を変え続いてゆく通り。サクレ・クール寺院やテルトル広場などモンマルトルの丘南側、ピガール広場やブランシュ広場を経由してクリシー広場まで続いてゆく。
- クリシー通り（Rue de Clichy）
  - 9区南西端にあるガルニエ宮 (オペラ座) 北側、ギャルリー・ラファイエット界隈ディアギルヴ広場からサント＝トリニテ教会まで南北に伸びるモガドー通りを介して、同教会西側に沿って区内西部を南北に走り9区北西端クリシー広場に至る通り。フランス革命当時、国王一家逃亡時のヴァレンヌ事件に関わる通り。
- サン・ラザール通り（Rue Saint-Lazare）
  - 8区区境南部にあるサン＝ラザール駅と9区内中心部との間を東西に走る通り。サント＝トリニテ教会エティエンヌ＝ドルヴ広場(南側広場)を経由して、9区中心部ノートルダム＝ド＝ロレット教会広場(北側広場)に至る。
- シャトーダン通り（Rue de Châteaudun）
  - サント＝トリニテ教会エティエンヌ＝ドルヴ広場(南側広場)からノートルダム＝ド＝ロレット教会南側を経由し、区内を左斜め下に走るラファイエット通りに交差する。
- シャプタル通り（Rue Chaptal）
  - 9区・18区区境にあるブランシュ広場の真南で、南北に走るブランシュ通り東側から東西に走る通り。同通り19番地にロマン主義美術館があり、20番地Cité Chaptalにはかつて見世物小屋のグラン・ギニョールがあった。
- ショセ＝ダンタン通り（Rue de la Chaussée-d'Antin）
  - ガルニエ宮 (オペラ座) 東側至近ギャルリー・ラファイエット界隈からサント＝トリニテ教会エティエンヌ＝ドルヴ広場 (南側広場) まで南北に走る通り。ガルニエ宮北側からサント＝トリニテ教会西側界隈まで南北に走るモガドー通りと並走し、両通り共に一方通行路。
- ダンケルク通り（Rue de Dunkerque）
- ノートル＝ダム・ド・ロレット通り（Rue Notre-Dame de Lorette）
  - 9区中心部にあるノートルダム＝ド＝ロレット教会北側から9区北西方向、左斜め上に伸び、ブランシュ広場まで走る通り。東西に走るシャプタル通りと交差し、さらにサント＝トリニテ教会東側界隈から9区・18区区境ピガール広場までやや右斜め上に走るジャン＝バティスト・ピガール通りと交差する辺りでピエール・フォンテーヌ通りと名を変え、18区境のブランシュ広場まで続く。ノートルダム・ド・ロレット教会周辺界隈から通り沿いにかけて、ピカール、コンビニ形態のモノップ・ビューティー (Monop'Beauty)やカルフール・シティ、薬局、ファッションブティック、フランスから中華・レバノンまでの各国料理店、オテル・ビアンヴニュ・パリ (Hôtel Bienvenue) といった中小規模のホテル･･などが連なる。
- フォブール＝ポワソニエール通り（Rue du Faubourg-Poissonnière）
  - 区内東側、9区と10区との境界線上を南北に走る通り。アフリカ系移民らが多い18区バルベス大通りに続いてゆく。
- フォブール＝モンマルトル通り（Rue du Faubourg-Montmartre）
  - 1区2区を南北に走るルーヴル通り、ルーヴルから名を変えたモンマルトル通りが2区9区境界上を東西に走るモンマルトル大通り乃至ポワソニエール大通りを越えると、さらにフォーブール＝モンマルトル通りと名を変える。9区中心部ノートルダム＝ド＝ロレット教会北側広場に至り、下記マルティル(殉教者)通り･･等と接続する。主に9区東側、メトロ グラン＝ブールヴァール駅から北側、フォリー・ベルジェール等がある一帯を走る。同通り9番地は、"社会主義思想家の走り"たるアンリ・ド・サン＝シモンが亡くなった地。通り沿いには、1761年創業の老舗チョコ&菓子屋のア・ラ・メール・ド・ファミーユ (À la Mère de Famille) が同通り35番地にあるなど、周辺界隈にはブーランジュリーやパティスリー、レストラン、ホテル等が軒を連ねている。同通り近くソルニエ通り (Rue Saulnier) 10番地の更科蕎麦屋のアブリ蕎麦 (Abri Soba)[7]はじめ和食店もある。
- ブランシュ通り（Rue Blanche）
  - サント＝トリニテ教会東側に沿って、18区との区境ブランシュ広場まで南北に走る通り。
- プロヴァンス通り（Rue de Provence）
  - 9区南部東西に走るオスマン大通りとギャルリー・ラファイエットに挟まれた形で、同様に東西に走る通り。
- ポワソニエール大通り（Boulevard Poissonnière）
  - 西側レピュブリック広場から、10区と3区及び2区との境界線上をサン＝マルタン、サン＝ドニ、ボンヌ＝ヌーベル大通りと3度も名を変えポワソニエールに接続し、更に9区・2区境界西側先をポワソニエールからモンマルトル大通りと名を変え、東西に走る通り。モンマルトル大通りから先でオスマンとイタリアン大通りとに分岐し、ガルニエ宮(オペラ座)周辺界隈をそれぞれ南北に伸びてゆく。
- マジャンタ大通り（Boulevard de Magenta）
  - 10区内を南から北西に向かって斜めに走る通りだが、9区の北東端境目でわずかに接している。上記フォーブール＝ポワソニエール大通りに接続し、18区バルベス大通りに続いてゆく。
- マドレーヌ大通り（Boulevard de la Madeleine）
  - 8区マドレーヌ寺院東側から、途中シャネル本店があるカンボン通りやカピュシーヌ"通り"との交差点でカピュシーヌ大通りと名を変え1区北西側と9区南西側との境界線上200〜300mほどをガルニエ宮前オペラ広場まで結ぶ通り。時にオスマン大通りも含め、カピュシーヌ、イタリアン、モンマルトル、ポワソニエール、ボンヌ＝ヌーベル、サン＝ドニ、サン＝マルタン大通り、さらに、レピュブリック広場から南側バスティーユ広場まで走るタンプル、フィーユ＝デュ＝カルヴェール、ボーマルシェ大通り等と共に"グラン・ブールヴァール (Les Grands Boulevards) "と括られる。
- マルティル通り（殉教者通り, Rue des Martyrs）
  - 9区中心部ノートルダム＝ド＝ロレット教会北側から18区モンマルトルの丘サクレ・クール寺院まで続く、南北に走る通り。名称は、モンマルトルの丘で処刑された"フランスの守護聖人"ことパリ初代司教パリのディオニュシウス (聖ドニ、サン＝ドニ) から。同教会南側からラファイエット大通りと交差して、オスマン大通りやイタリアン大通り方面まで南北に走る通りはラフィット通り。
- モンマルトル大通り（Boulevard Montmartre）
  - 上記ポワソニエール大通り参照。ポワソニエール大通りとオスマン、イタリアン大通りとを結ぶ、9区・2区境界線西側をガルニエ宮(オペラ座)周辺界隈まで走る通り。
- ラ・ファイエット通り（Rue La Fayette）
  - ギャルリー・ラファイエット界隈から北東へ直線で伸び、10区を過ぎ19区内から北東へ伸びるジャン＝ジョレス通りへ続く。パリ郊外境界付近コンセルヴァトワール・ド・パリがあるラ・ヴィレット公園南側方面まで伸びる。
- ロシュシュアール大通り（Boulevard de Rochechouart）
  - ラ・シャペル大通りから続き、ロシュシュアールを介して上記クリシー大通り (ブールヴァール)に繋がる、9区と18区との区境を東西に走る通り。名称は、名門貴族ロシュシュアール公に連なる18世紀前半のモンマルトル女子修道院(Abbaye de Montmartre)長マルグリット・ド・ロシュシュアール (fr) から。
- ロンドル通り （Rue de Londres）
  - 8区東側ルロップ広場から右斜め下に走り、サント＝トリニテ教会エティエンヌ＝ドルヴ広場(南側広場)に至る通り。"ロンドン"通りの意。

### 広場・交差点

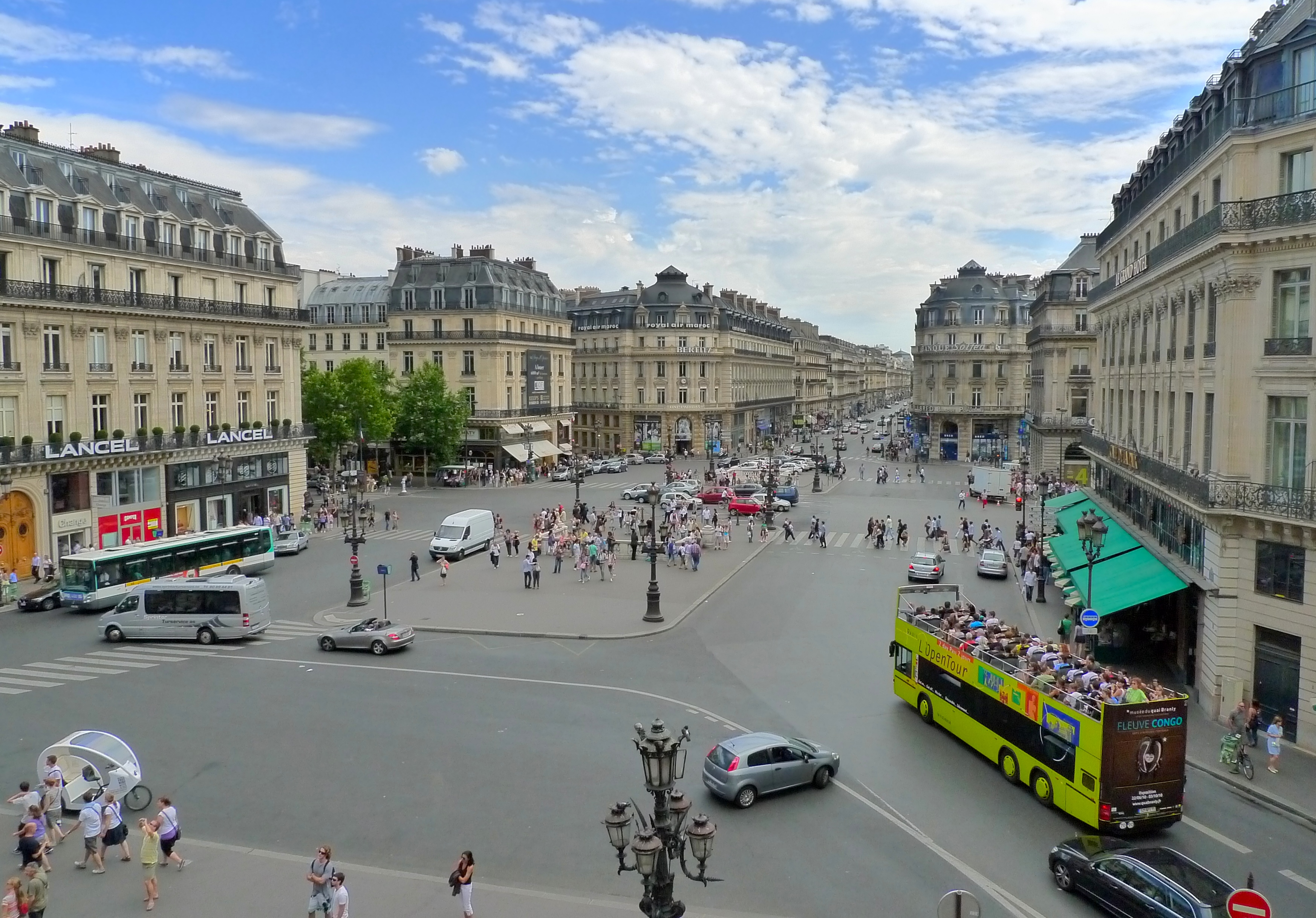
オペラ広場
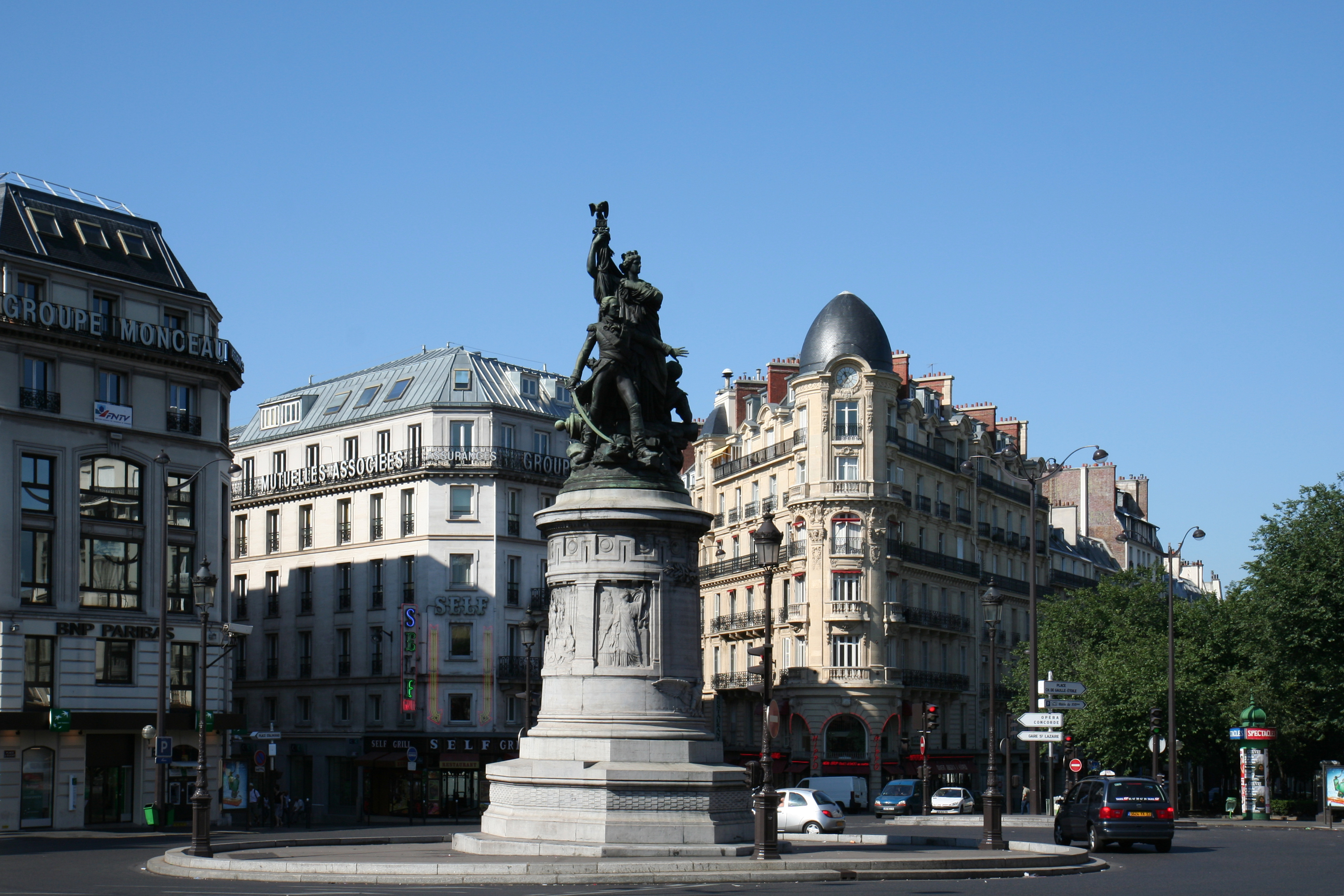
モンセー元帥像, クリシー広場 (Monument au Maréchal Moncey, sur la place de Clichy, Paris)
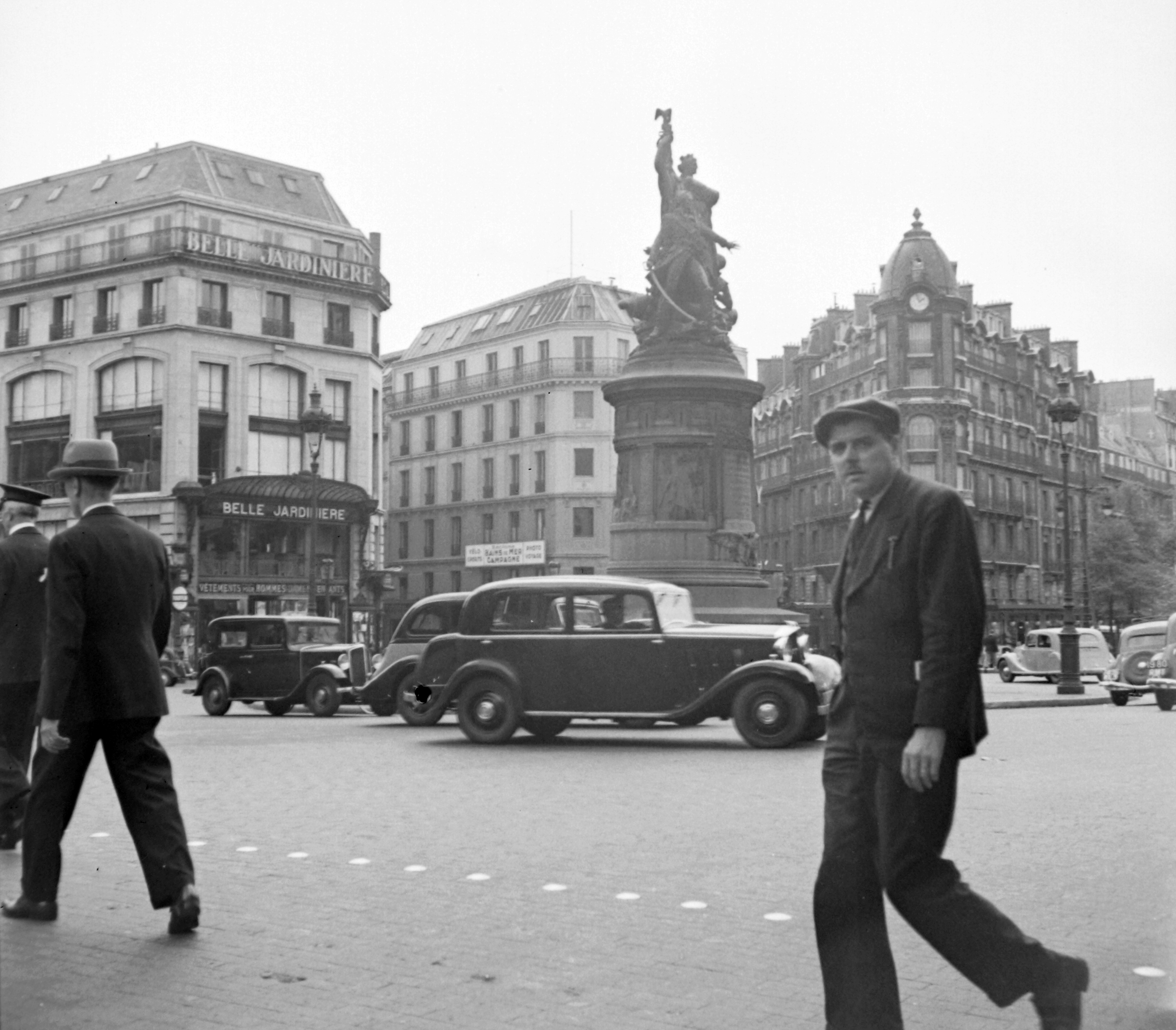
1939年のクリシー広場。左建物は (ボン・マルシェよりも古く)世界初の百貨店, かつ縫製場が設置されたア・ラ・ベル・ジャルディニエール (À la Belle Jardinière)
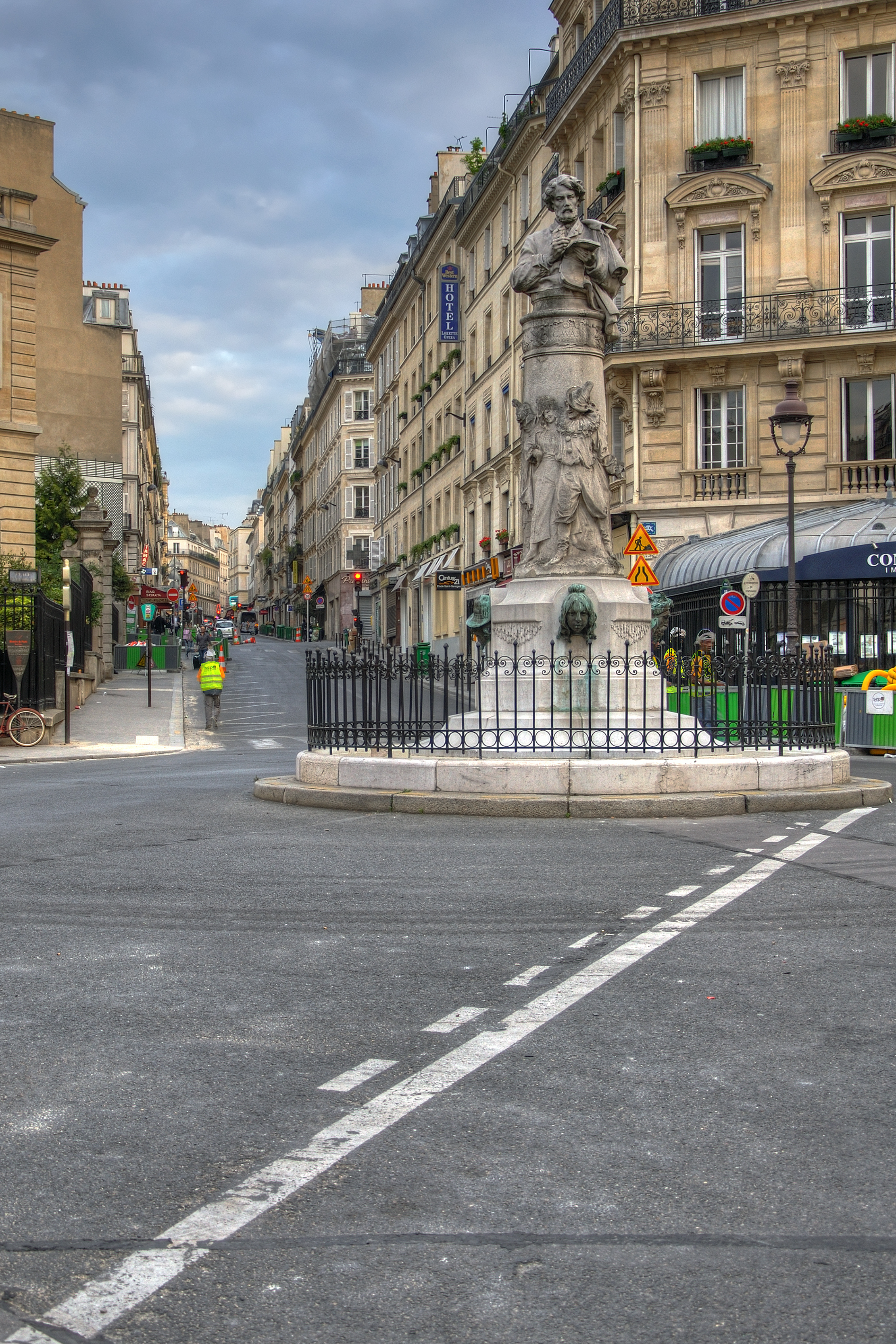
Place Saint-Georges
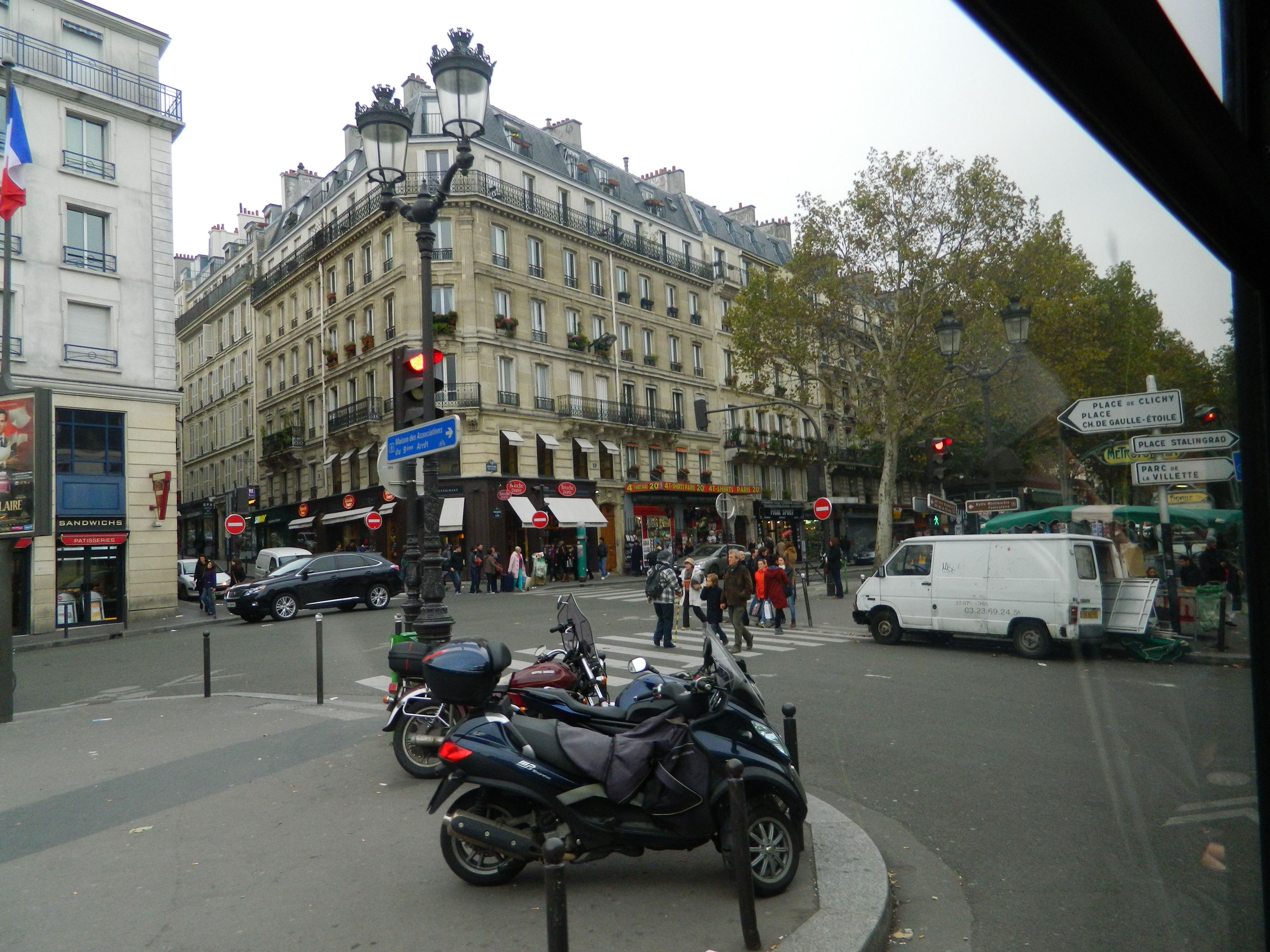
ピガール広場
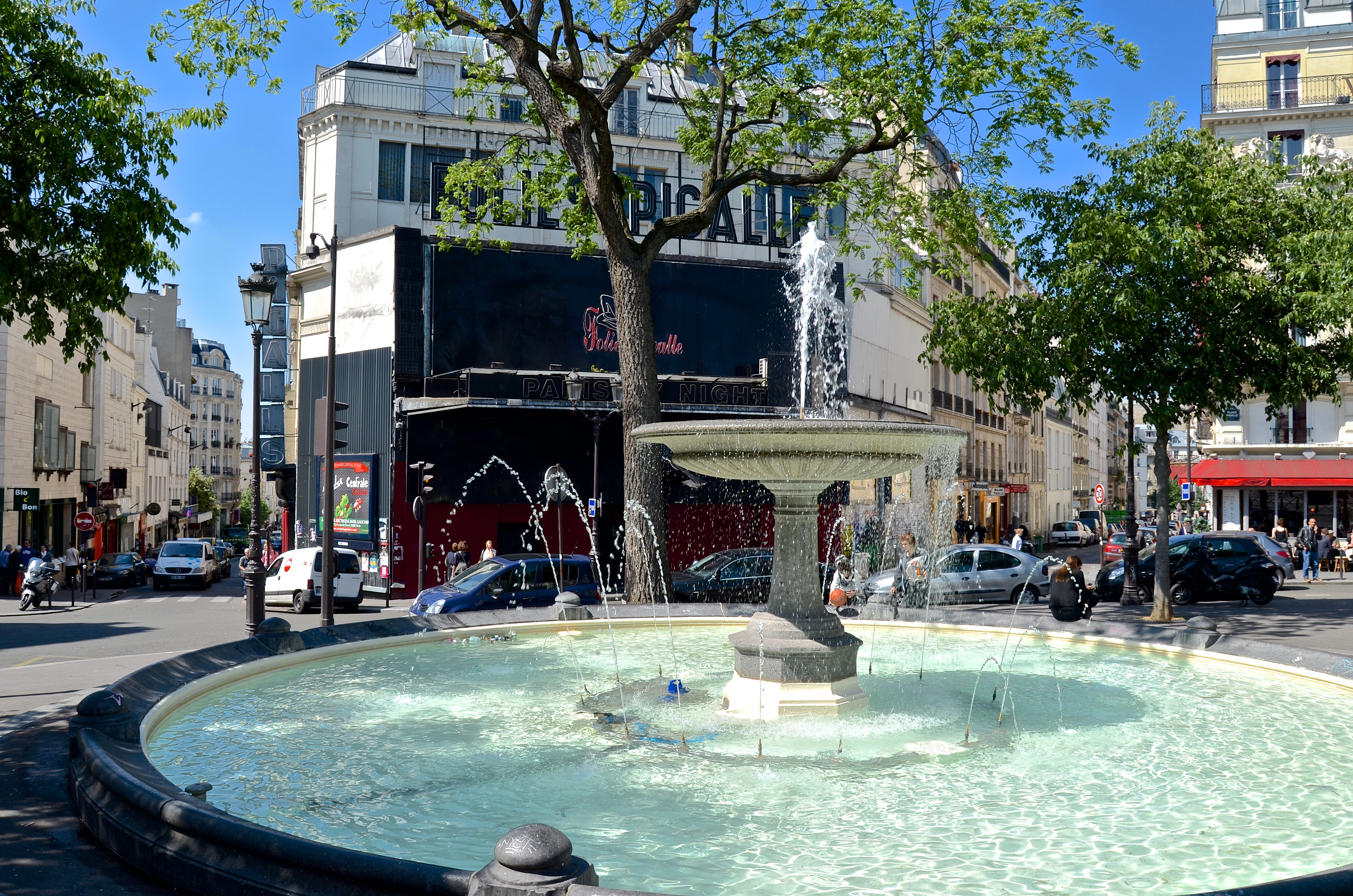
ピガール広場噴水とナイトクラブのフォーリー・ピガール (Folies Pigalle)
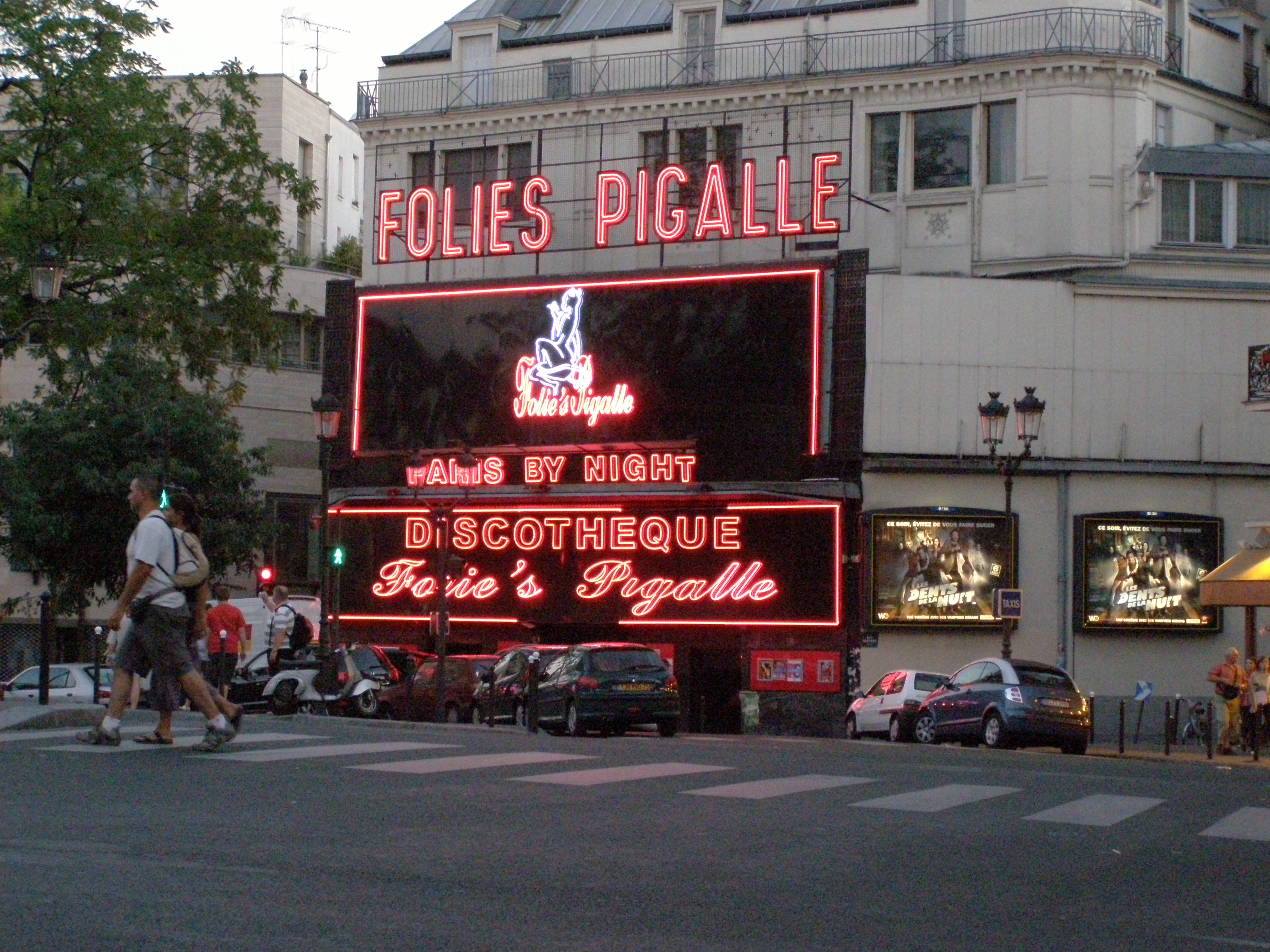
Folies Pigalle
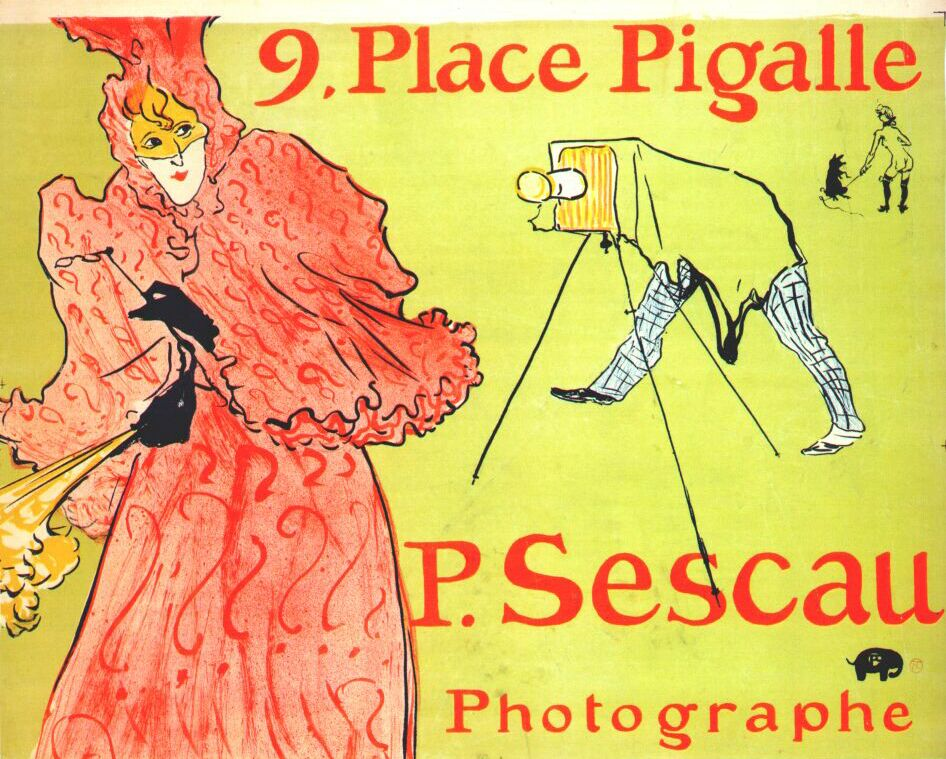
ロートレックによるピガールにある写真屋のリトグラフ広告, 1896年
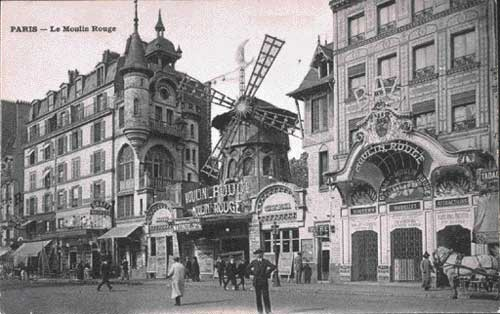
ブランシュ広場のムーラン・ルージュ, 1900年
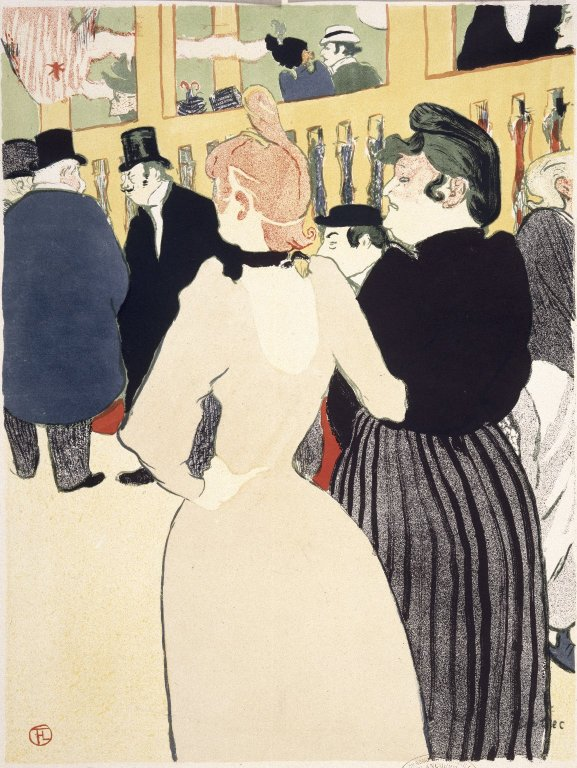
Henri de Toulouse-Lautrec ムーラン・ルージュの(踊り子)ラ・グリュ<右>と(親友の踊り子)ラ・モーム・フロマージュ<左> Au Moulin Rouge, La Goulue et la Môme Fromage (La Goulue et sa sœur), 1892
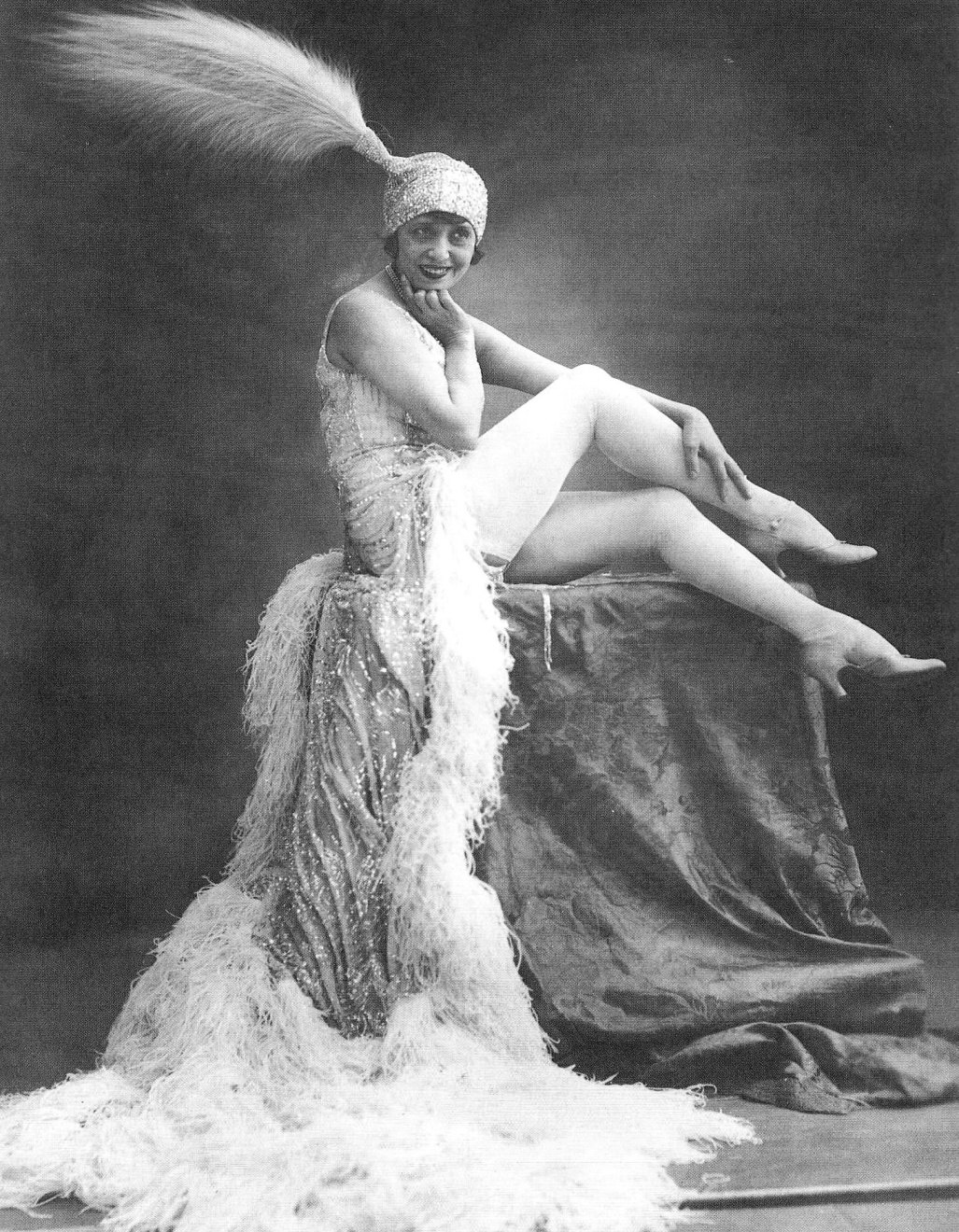
ムーラン・ルージュのミスタンゲット
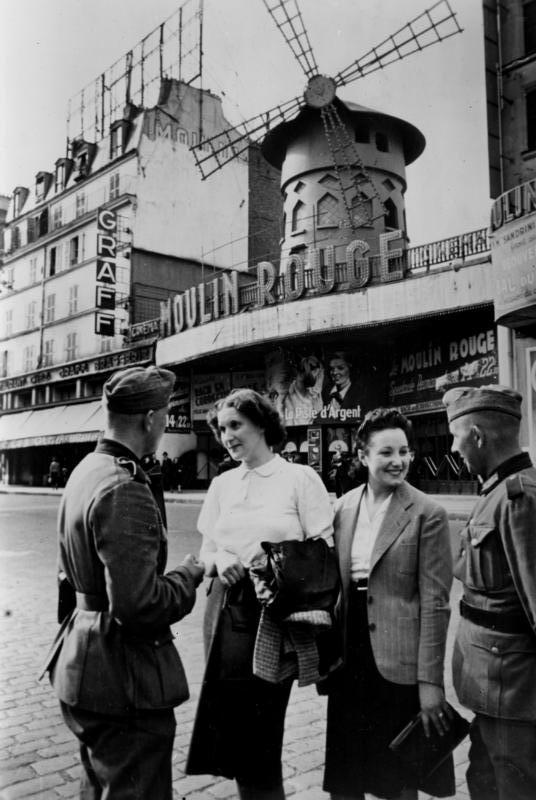
ナチス・ドイツによるフランス占領期のムーラン・ルージュ, 1940年6月

パリの「広場 （プラス、Place）」は、しばしば2以上の道路が交差する場所に位置し、中心の「島」を道路が周回するロータリー状の交差点となっている場合が多い。中心の「島」部分は、オベリスクや緑地等に利用されている場合もあり、エトワール凱旋門があるシャルル・ド・ゴール広場は世界的に有名である。9区の広場や交差点には、次のようなものがある。
- オペラ広場 （Place de l'Opéra）
  - 2区と9区の境界に位置している。カピュシーヌ大通り、ラ・ペ通り、キャトル＝セプタンブル通り、オペラ大通りなどが接続する。カピュシーヌ大通りからマドレーヌ寺院ないしマドレーヌ広場まで、オペラ大通りからコメディ・フランセーズが建つサントノレ通りないしパレ・ロワイヤル界隈まで、それぞれ数百メートルも無い距離にある。またガルニエ宮北側のディアギルヴ広場からサン＝ラザール駅までも数百メートルも無い
- クリシー広場 （Place de Clichy）
  - 8区、9区、17区、18区の境界に位置している。
- サン・ジョルジュ広場 （Place Saint-Georges）
- ピガール広場 （Place Pigalle）
  - 9区と18区の境界に位置している。
- ブランシュ広場 （Place Blanche）
  - 9区と18区の境界に位置している。広場の北側（18区）にムーラン・ルージュがある。

## 著名な出身者

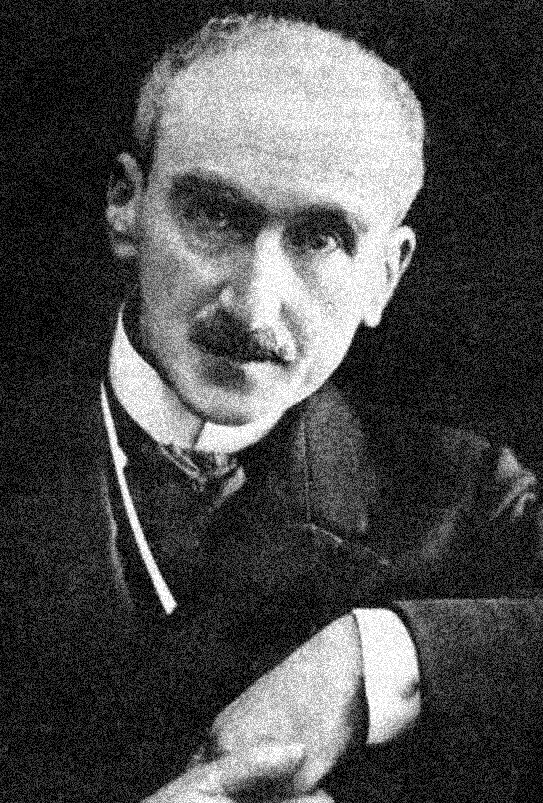
哲学者アンリ・ベルクソン

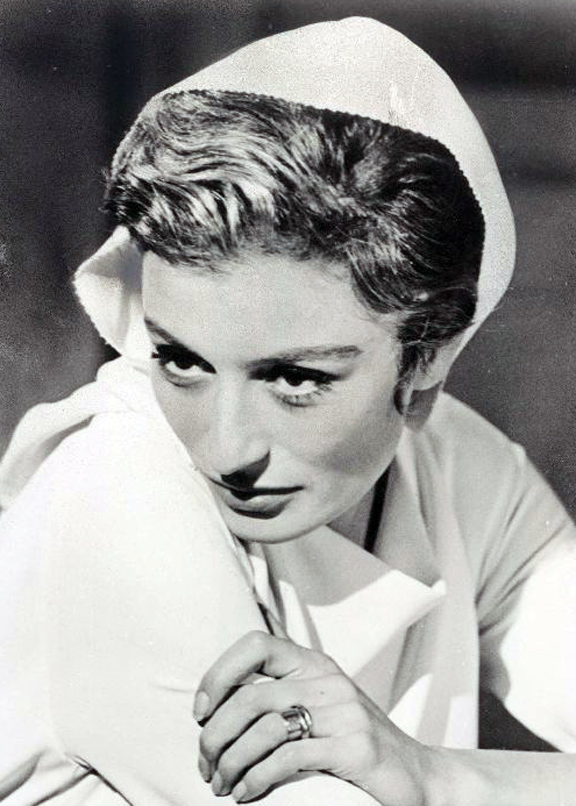
女優アヌーク・エーメ

### 政治
- ナポレオン3世（第二帝政皇帝） - オルタンス・ド・ボアルネが居住するラフィット通り (Rue Laffitte) 界隈、オルタンス王妃館 (Hôtel de la reine Hortense) 生まれ。同館は新たな通りを開通するため1899年に取り壊された。
- クリスティーヌ・ラガルド（IMF専務理事）

### 財界
- アンドレ・シトロエン（実業家、シトロエン創業者）

### 学者
- ジャン＝マルタン・シャルコー（神経医学者、パーキンソン病の名付け親）
  - 9区フォーブール＝ポワソニエール通り (Rue du Faubourg-Poissonnière) 1番地生まれ、ブルー通り (rue Bleue) 27番地育ち。ショセ＝ダンタン通りやラフィット通り(Rue Laffitte) 9番地界隈に居住、Cité de Trévise 6番地にクリニックを開いた。その後、医学アカデミー会員になり、1871年から6区シメイ館 (Hôtel de Chimay) に一家で居住した
- アンリ・ベルクソン（哲学者、ノーベル賞） - ラマルティーヌ通り (fr:Rue Lamartine) 界隈出身

### 文化
- クロード・モネ（画家、印象派）
  - ラフィット通り45番地生まれ。1870年代をアルジャントゥイユでアトリエ兼居住しつつ、1877年初頭にバティニョール、クリシー広場、サン＝ラザール駅近くパリ9区モンシー通り (Rue Moncey) 17番地の小部屋をギュスターヴ・カイユボットから借りた。1878年初頭にアルジャントゥイユを去り、数ヶ月間、8区デダンブール通り (Rue d'Édimbourg) 26番地に滞在した。
- ジャン・ルノワール（フランス語版）（作曲家） - リュシエンヌ・ボワイエの代表歌「聞かせてよ愛の言葉を (Parlez-moi d'amour)」を作詞作曲。パリ9区生まれ、シュレンヌで死去。

### 芸能
- ジャン・ギャバン（俳優、歌手） - ロシュシュアール大通り (Boulevard de Rochechouart) 23番地に生まれる。
- アヌーク・エーメ（女優） - ミルトン通り (Rue Milton) のミルトン通り小学校 (école primaire de la rue Milton, école Milton) に通っていた。
- フランソワーズ・アルディ（歌手） - ドマル通り (Rue d'Aumale) 界隈育ち
- ファブリス・ルキーニ（俳優） - 生まれはパリ9区、育ちは18区。

## 著名な居住者

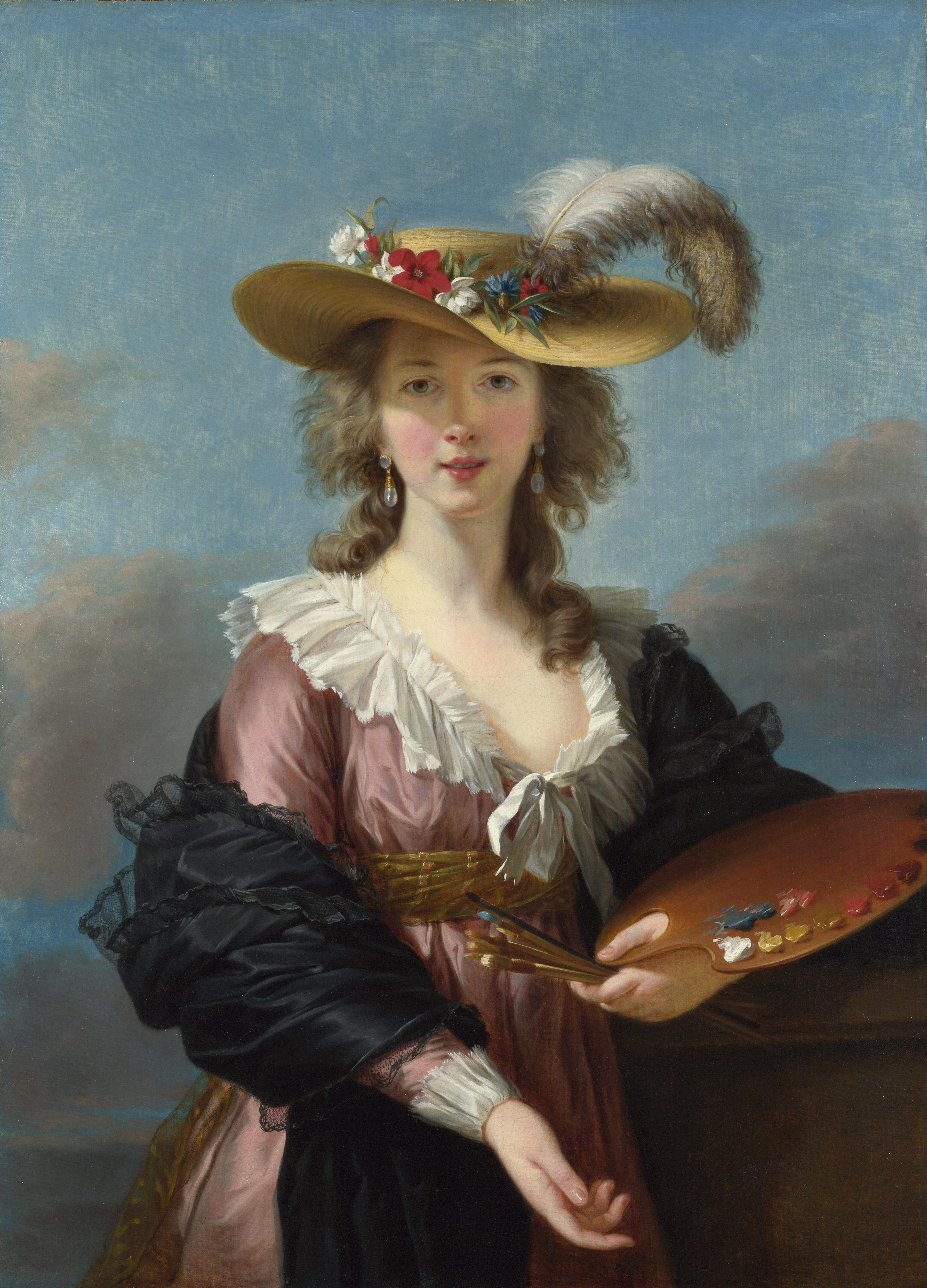
画家エリザベート＝ルイーズ・ヴィジェ＝ルブラン, 1782年

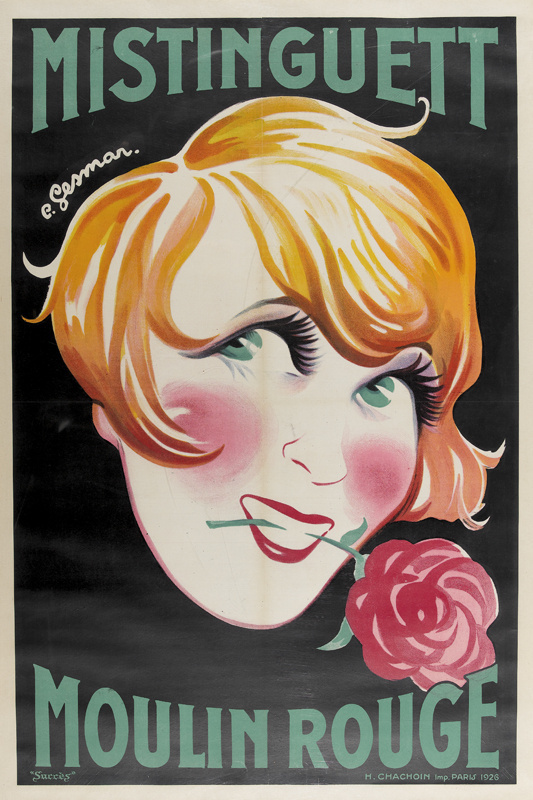
ムーラン・ルージュのミスタンゲットポスター

### 僧侶・貴族
- モンテッソン侯爵夫人 - ショセ＝ダンタン通りに居住
- ジョゼフ・フェッシュ（枢機卿、リヨン大司教、ナポレオンの叔父） - ショセ＝ダンタン通りに居住
- オルタンス・ド・ボアルネ（ナポレオンの皇后ジョゼフィーヌの娘、ナポレオン3世の母） - オルタンス王妃邸（fr:Hôtel de la reine Hortense）はのちロスチャイルド家（ロチルド家）所有に属したが1899年に取り壊された。

### 政治家・軍人・財界人
- オノレ・ミラボー（伯爵、政治家） - ショセ＝ダンタン通り46番地に居住
- ジャン・ヴィクトル・マリー・モロー（軍人、ナポレオンの支持者ないしライバル） - ショセ＝ダンタン通り20番地に居住。ナポレオン台頭のきっかけとなったブリュメールのクーデターを同地で練った。
- ジョゼフ・ラカナル（フランス語版）（政治家・五百人会議員、ジャコバン派・山岳派） - 公教育政策に関わり、また、聖職者、観念学派の哲学者でもある。ショセ＝ダンタン通り20番地に居住。復古王政期に亡命、4区ビラーグ通りで死去。
- ジャック・ラフィット （銀行家、政治家） - フランス銀行総裁、七月王政期の閣僚評議会議長（首相）。ラフィット通り（fr:Rue Laffitte）に居住。通り名の由来。
- ダニエーレ・マニン（イタリアの政治家） - ブランシュ通り（fr:Rue Blanche）70番地に居住

### 文化
- エリザベート＝ルイーズ・ヴィジェ＝ルブラン（画家） - 1778-89年の間、現在の2区クレリ通り (Rue de Cléry) 19番地に居住し、プラークが掲げられている。19世紀に入り、晩年はサン＝ラザール通り（Rue Saint-Lazare）9区側界隈に居住。
- マリー＝マドレーヌ・ギマール（フランス語版）（18世紀後半のバレリーナ） - ショセ＝ダンタン通り9番地の マドモワゼル・ギマール館（Hôtel de mademoiselle Guimard）に居住
- ジャック・オッフェンバック（オペレッタ作曲家、「オペラ・ブッフ」） - ラフィット通り居住
- ピエール＝オーギュスト・ルノワール（画家、印象派）
  - 6区内では、ヴィスコンティ通り (Rue Visconti)、ノートルダム＝デ＝シャン通り (Rue Notre-Dame-des-Champs) にアトリエ兼居住。1868年以降、17区ラ・コンダミンヌ通り (Rue La  Condamine) 9番地に移り、友人フレデリック・バジール、エドゥアール・マネらと共に"バティニョール派 (印象派)"と呼ばれた。1873年以降は、9区サン＝ジョルジュ通り (Rue Saint-Georges)に。1875年から1877年まで、18区コルトー通り12番地 (Rue Cortot, 1960年にモンマルトル美術館設立) に居住。
- ギュスターヴ・カイユボット（画家、印象派ないし写実派） - オスマン大通り31番地界隈に居住
- アンドレ・ブルトン（作家、批評家、シュールレアリスム創始者） - ピエール＝フォンテーヌ通り42番地の、1920年代以降Comédie de Parisが建つ界隈に書斎アトリエがあった
- テオドール・ジェリコー（画家） - マルティル通り（殉教者通り、fr:Rue des Martyrs）49番地に居住
- モーリス・ラヴェル（作曲家） - 1875-1880年の間、両親と共にマルティル通り40番地に居住
- ウジェーヌ・ドラクロワ（画家、ロマン主義の代表的人物）
  - 9区ノートルダム・ド・ロレット通り（fr:Rue Notre-Dame-de-Lorette）で1844-1857年を過ごし、1857-1863年に亡くなるまで6区フルスタンベール通り（fr:Rue de Furstemberg）6番地に居住した。居宅は現在ウジェーヌ・ドラクロワ美術館になっている。
- アリ・シェフェール（画家）
  - 二月革命で落ちぶれた後、シャプタル通り（fr:Rue Chaptal）16番地に居住及びアトリエがあった。現在、シェフェールの古典主義的画風とは対のロマン主義博物館ないし美術館（fr:Musée de la vie romantique）になっている。
- アンリ・ヴュータン（作曲家） - シャプタル通り（fr:Rue Chaptal）17番地に居住
- アンリ・ド・トゥールーズ＝ロートレック（画家） - ピエール＝フォンテーヌ通り（fr:Rue Pierre-Fontaine）21番地及び周辺界隈に居住
- コンスタン・トロワイヨン（画家、バルビゾン派） - 1845年からピエール＝フォンテーヌ通り30番地に居住
- カミーユ・ピサロ（画家、印象派） - ピエール＝フォンテーヌ通り38番地bisに居住
- オーギュスト・ヴィリエ・ド・リラダン（作家、詩人） - ピエール＝フォンテーヌ通り45番地に居住
- ジャン＝バティスト・カミーユ・コロー（画家、バルビゾン派）
  - 7区バック通り125番地で生まれ、バック通り至近のヴォルテール河岸にアトリエを設けていた。プラークが掲げられている9区フォーブール・ポワソニエール通り56番地に居住し亡くなる。
- フレデリック・ショパン（作曲家）
  - パリで最初に居住したのは1831年、9区との境界を走る2区側ポワソニエール大通り (Boulevard Poissonnière) 27番地。翌1832年に9区シテ・ベルジェール (Cité Bergère)、1833年に同ショセ＝ダンタン通り5番地に、1836年には同通り38番地へ転居。ジョルジュ・サンドとの同棲期間は下記。
- ジョルジュ・サンド（作家）
  - 3区マレ地区生まれの貴族の出。1832-1836年頃までは6区マラケ河岸通りに居住。1838年、フレデリック・ショパンとのマヨルカ島への逃避行から始まり、アンドル県シャトールー近郊ノアンでサンドの子ら含め4人で同棲。ショパンが8区トロンシェ通り (rue Tronchet) 5番地に独居後、1839年から9区ピガル通り (rue Pigalle) 16番地のサンドの家で同棲。また、1846年から1847年頃まで夏季のヴァカンスの時期はノアンで過ごした。1842年に9区テブー通り (rue Taitbout) 80番地のスクワール・ドルレアン (Square d'Orléans) の隣同士の番地建物で暮らした。別れた後、ショパンはヴァンドーム広場界隈で居住し死去。
- ヴィクトル・ユーゴー（作家、『レ・ミゼラブル』、『ノートルダム・ド・パリ』）
  - 1832年 - 1848年の間はパリ4区ヴォージュ広場 (Place des Vosges) 6番地に一家で居住し、現在は「ヴィクトル・ユーゴー記念館」に。また、ユーゴーは、この旧宅で『レ・ミゼラブル』の前身にあたる『レ・ミゼール』を執筆[8]。1830-1832年の間は、8区ジャン＝グジョン通り (Rue Jean-Goujon) 9番地に一家で居住。1873年にパリ16区"ヴィラ・モンモランシー (Villa Montmorency) " に3ヶ月程居住した他、1874-1878年11月の間は9区クリシー通り (Rue de Clichy) 21番地に居住し、その間『九十三年』を書き上げ[9]、さらに16区ヴィクトル＝ユーゴー大通り (fr) 124番地(旧50番地)のリュジニャン公妃館に愛人ジュリエット・ドルエと居住し、1885年同館で死去。同地にプラークが掲げられている。
- ポール・ヴェルレーヌ（詩人） - 少年期、一家でメスから9区シャプタル通り界隈に居住し、晩年は5区ムフタール通り至近デカルト通り39番地に居住し亡くなる。同居宅にプラークが掲げられている。
- ウィリー・ロニ（写真家） - 9区内等に居住していた。20区ベルヴィル界隈でも撮り、20区内トゥノン病院で死去。

### 芸能
- フランソワ＝ジョゼフ・タルマ（ナポレオンに重用されナポレオン戦争期に活躍した俳優） - 1826年、現在のパリ9区ショセ＝ダンタン地区トゥール＝デ＝ダム通り (Rue de la Tour-des-Dames) 界隈で死去。
- ミスタンゲット（シャンソン歌手） - カピュシーヌ大通り（fr:Boulevard des Capucines）24番地に1905年から亡くなる1956年まで居住。プラークが掲げられている。
- シュザンヌ・ベルペロン（女優） - ドマル通り（fr:Rue d'Aumale (Paris)）界隈に居住
- セルジュ・ゲンスブール（作曲家、映画監督）
  - 青少年期に20区、9区シャプタル通り11番地、リモージュ、16区と一家で居住し、シャプタル通り時にアパルトマン向かいの幼稚園に通学。パリ解放前後の16区居住時に9区リセ・コンドルセに通っていた。
- アンドレ・アントワーヌ（男優） - ブランシュ通り（fr:Rue Blanche）96番地に居住
- ミミ・マティ（フランス語版）（女優、コメディアン） - ピエール＝フォンテーヌ通り23番地に居住していた

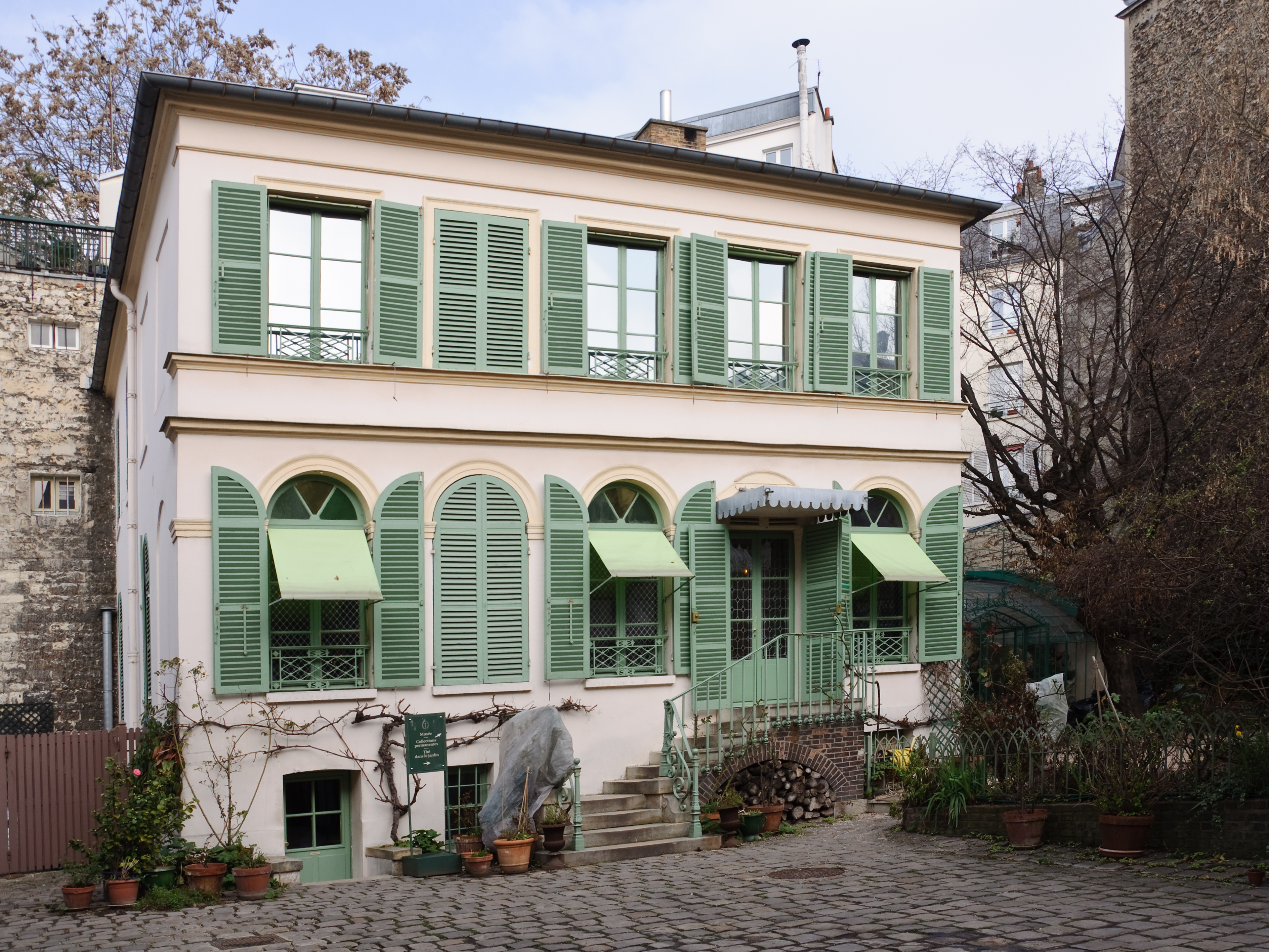
Musée de la vie romantique

## ゆかりの人物

### 文化
- エミール・ゾラ（作家）
  - 19世紀後半、愛人ジャンヌ・ロズロ（fr、クーチュリエ）や子供たちを、ゾラが購入したサン＝ラザール通り66番地のアパルトマンに居住させた。
- ベルト・ヴェイユ（フランス語版）（ベルト・ヴェイル、美術商、アートギャラリーのパイオニア）
  - 1901年、ヴィクトール＝マッセ通り (Rue Victor-Massé) 25番地でアートギャラリーを開店した。1920-37年の間は、ラフィット通り (Rue Laffitte) 46番地でギャラリーを開いていた
- サミュエル・ビング（美術商、アール・ヌーヴォーのパイオニア）
  - プロヴァンス通り（fr:Rue de Provence）22番地にアール・ヌーヴォー館（フランス語版）を開いていた。
- ルイズ・アベマ（画家）
  - ラフィット通り47番地にアトリエがあった
- エドガー・ドガ（画家、印象派）
  - ピエール＝フォンテーヌ通り（fr:Rue Pierre-Fontaine）21番地界隈にアトリエがあった
- ティエリー・エルメス（皮革職人、エルメス創業者）
  - 現在のドイツクレーフェルト生まれ。父はフランス人、母はドイツ人。ヌイイ＝シュル＝セーヌで死去。1837年、マドレーヌ寺院界隈、現在の9区にあたるパリ改造前のバス＝デュ＝ルンパール通り (Rue Basse-du-Rempart) で馬具工房を開いた。

### 芸能
- フィリップ・トレトン（俳優、元9区選出パリ議会議員）
- トマ・フェルセン（シンガーソングライター） - パリ11区生まれ。少年期の1969年、20区北側メニルモンタン界隈に居住し、同区の公立ジュリアン＝ラクロワ通り小学校 (École primaire de la rue Julien-Lacroix)、中学は9区のコレージュ＝リセ・ジャック＝ドゥクールに通い、78年に一家が8区に引越し高校は8区至近にあるリセ・コンドルセに通った。

### スポーツ
- アンドレ・ザ・ジャイアント（プロレスラー） - マルティル通り（殉教者通り、fr:Rue des Martyrs）22番地のジムでデビュー前トレーニングしていた

## 9区を舞台にした作品

### 映画
- アーチー・L・メイヨ監督 『カジノ・ド・巴里』 - Go into Your Dance (1935年)
- アンドレ・ユヌベル監督 『カジノ・ド・パリ』 - Casino de Paris (1957年)